# Храмы Псковской области
Список храмов Псковской области — православных, католических и протестантских соборов, церквей, домов молитвы, а также синагог, мечетей и других.

## Псковский район. Окрестности Пскова

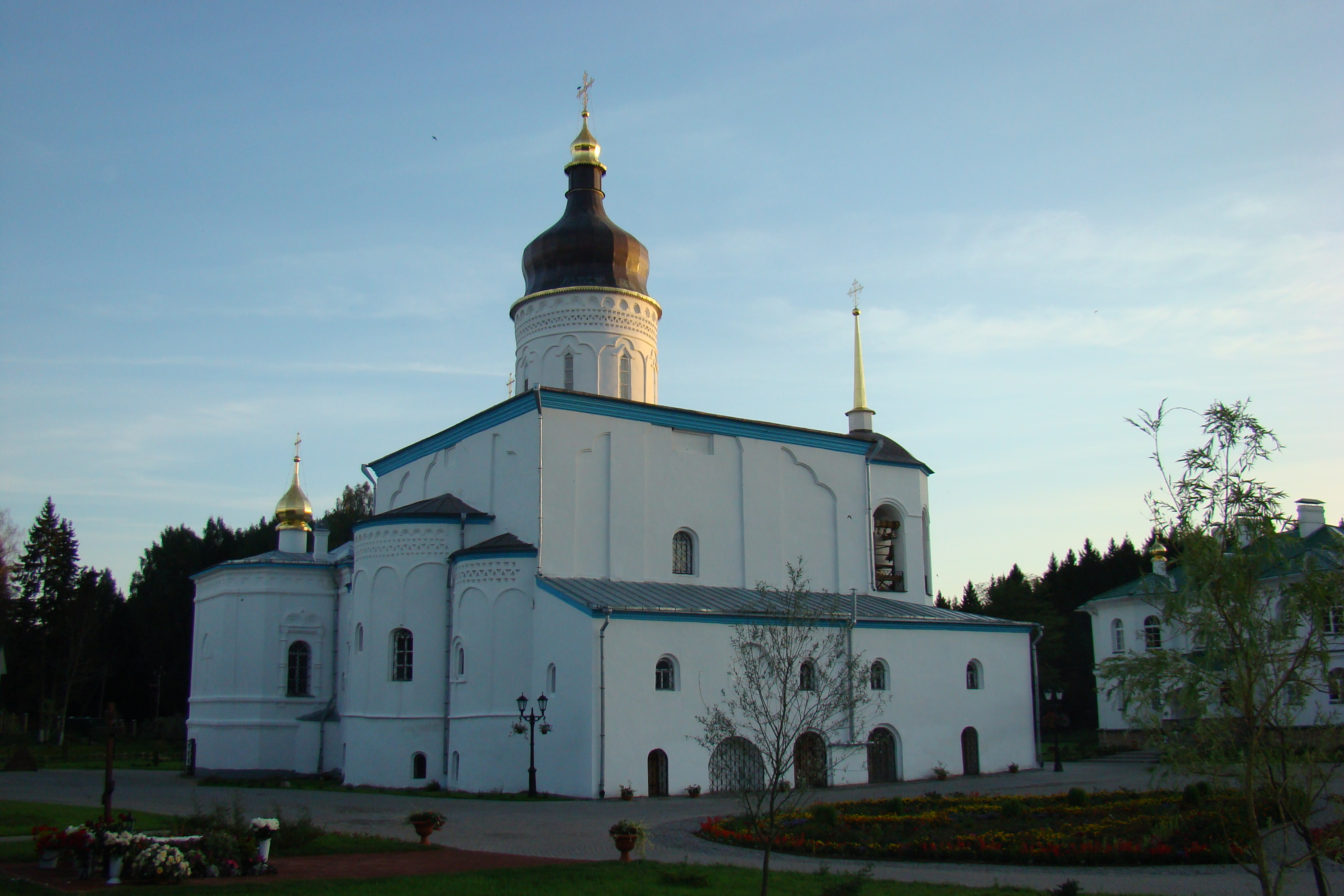
Елеазаров монастырь

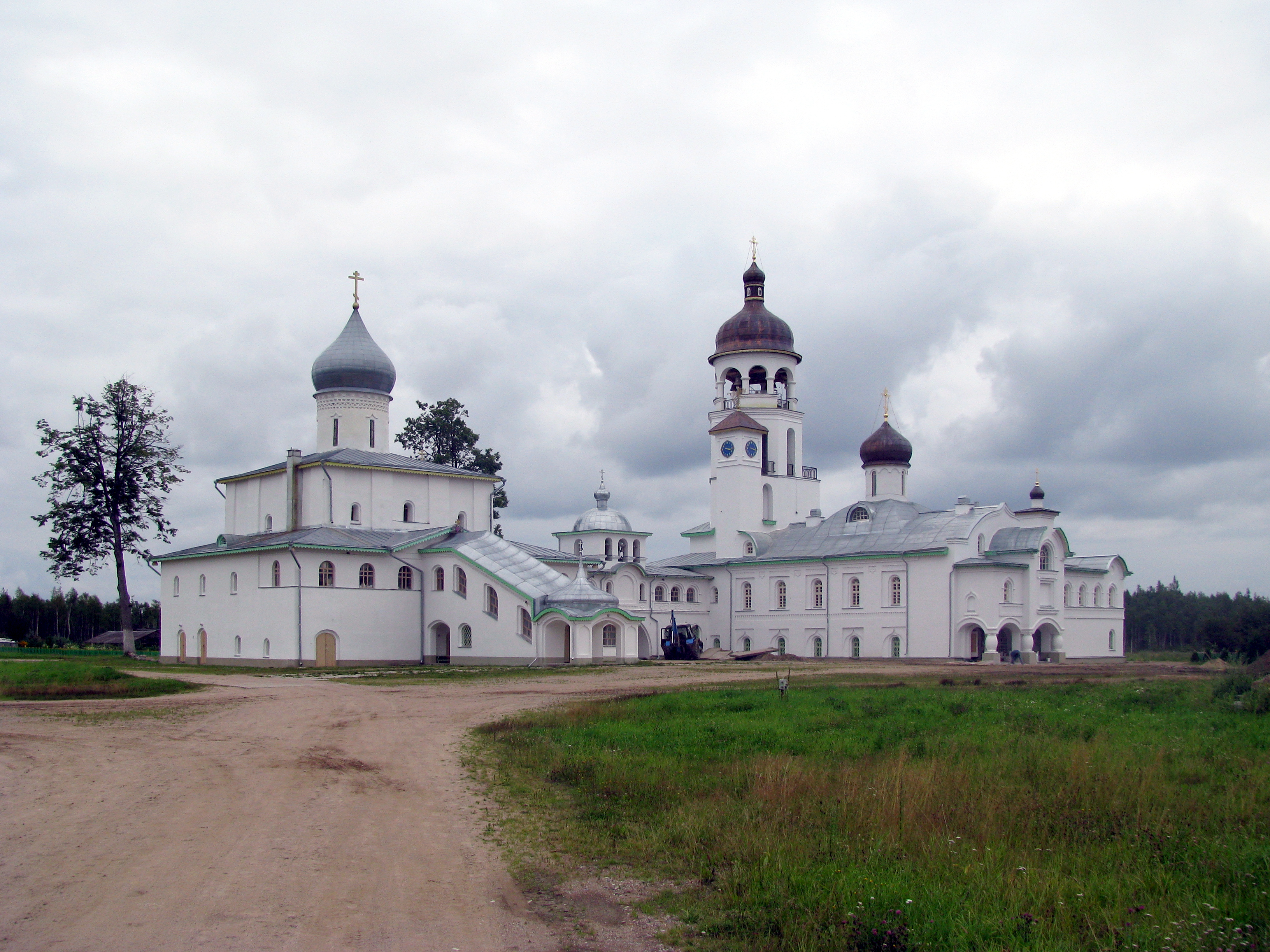
Крыпецкий монастырь

- Боровик. Церковь Покрова Богородицы.
- Выбуты. Церковь Ильи Пророка. Погост у села Раздолье на левом берегу реки Великой в 16 км выше Пскова.
- Кусва. Церковь Мины, Виктора и Викентия. Погост на левом берегу Великой в 8 км ниже Пскова.
- Нёготь. Погост в Писковичах на правом берегу Великой в 8 км ниже Пскова (напротив Кусвы). Церковь Апостола Матфея.
- Устье. На левом берегу реки Великой в 18 км ниже Пскова[1]. Церковь Николы с Устья (XV в.; 1472 г.). Реставрация проведена в 1956—1961 гг. по проекту арх. Скобельцына Б. С.
- д. Остров имени Белова (о. Верхний). Церковь Петра и Павла. XVI вв. Памятник истории и культуры (Постановление Совета Министров РСФСР № 624 от 4 декабря 1974 г.)[2].
- д. Остров-Залит (о. Талабск). Церковь Николы Чудотворца. XVI в.
- Кривовицы. Погост Кривовицы в 12 км от Пскова по Гдовской дороге. Церковь Ильи Пророка. (XVI в.; колокольня 1845 г.) Памятник истории и культуры (Постановление Совета Министров РСФСР № 624 от 4 декабря 1974 г.).
- Елизарово (Елеазарово). Спасо-Елеазаров монастырь. Действующий (с 2000 г.) женский. Настоятельница: игуменья Елисавета (Беляева) 2000—2010 гг.
- Маслогостицы (c 1916 г. — Серёдка) Церковь Николая Чудотворца (1858 г.)
- Крыпецы. Крыпецкий монастырь. Действующий мужской. Подворье: Псков, собор Иоанна Предтечи Ивановского монастыря[3].
- Мелётово. Церковь Успения Пресвятой Богородицы (1461 г.; росписи 1465 г.). Памятник истории и культуры (Постановление Совета Министров РСФСР № 624 от 4 декабря 1974 г.). Филиал Псковского государственного историко-архитектурного и художественного музея-заповедника[4]. Реставрация 1959—1968 гг.; арх. Семенов М. И., Рахманина Н. С.
- Мелётово. Церковь Св. Троицы (нач. XX в.) Действующая. Реставрируется.
- Виделебье. Церковь Николая Чудотворца. XVI в. Памятник истории и культуры (Постановление Совета Министров РСФСР № 624 от 4 декабря 1974 г.).
- Знахлицы (Погост в Болотово). Церковь Покрова Богородицы. (1450 г.)
- Камно. Церковь Георгия Победоносца. Погост у д. Федоровщина.
- Карамышево. Церковь Иоанна Кронштадтского[5].
- Красиковщина. Церковь Рождества Христова. (1870-е гг.)
- Мельницы. Церковь Михаила Архангела (1916 г.)
- Опочки. Благовещенская церковь

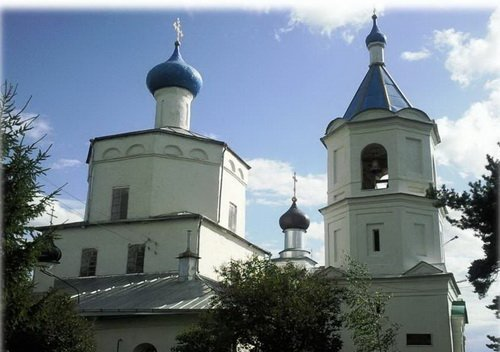
Писковичи, погост Нёготь
Мелётово церковь Успения Богородицы
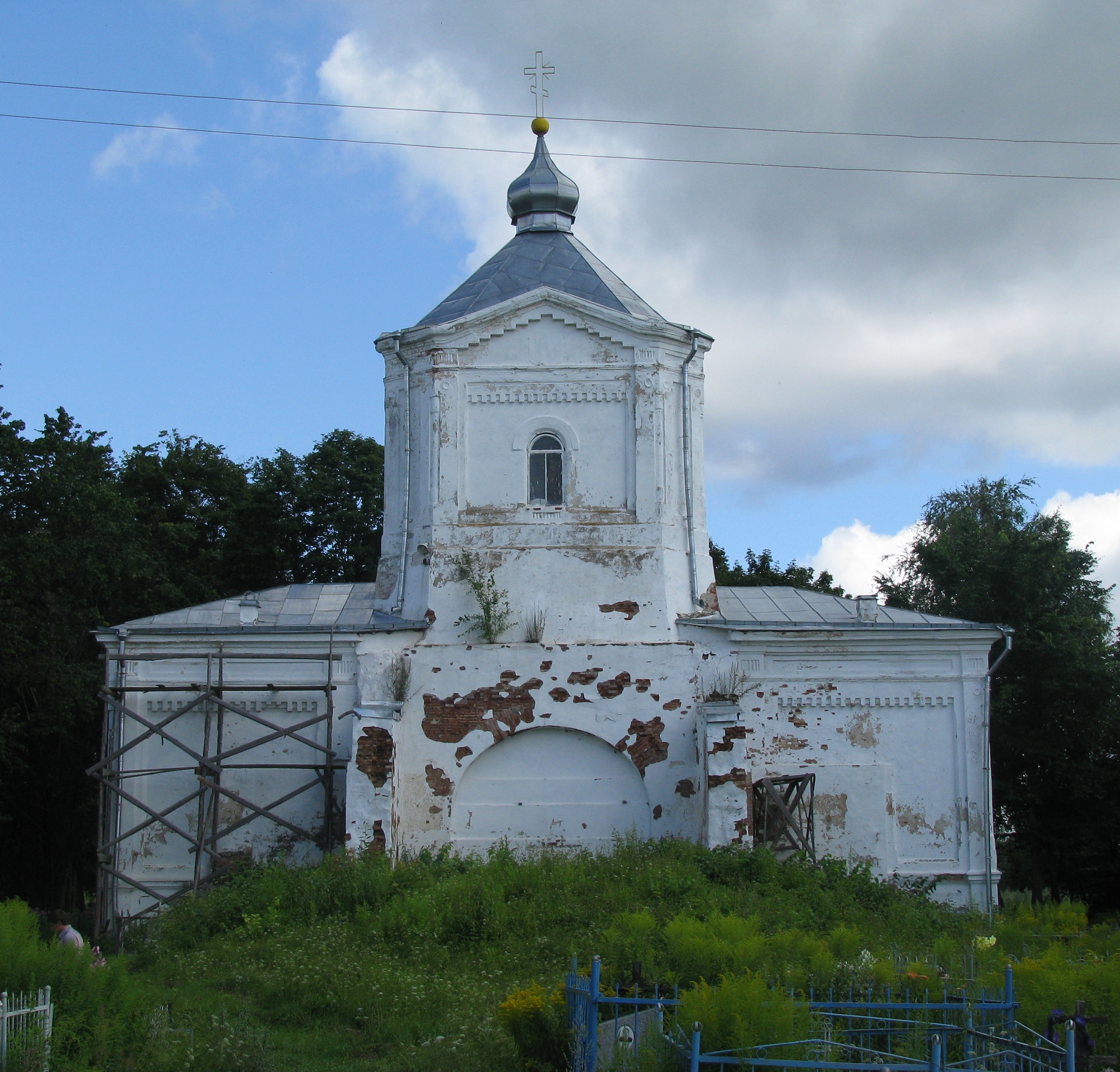
Красиковщина. Церковь Рождества Христова. (1870-е гг.)
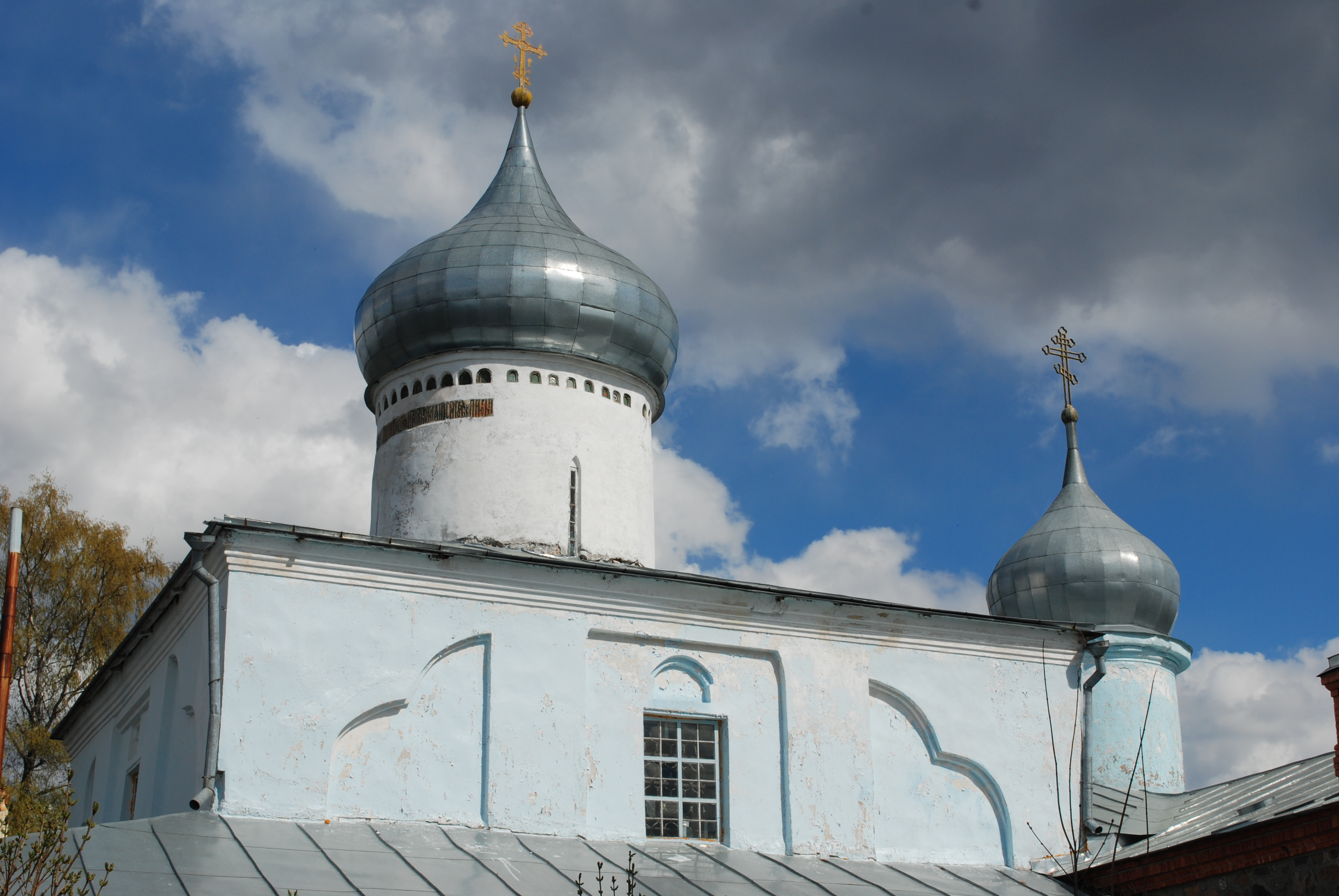
Виделебье
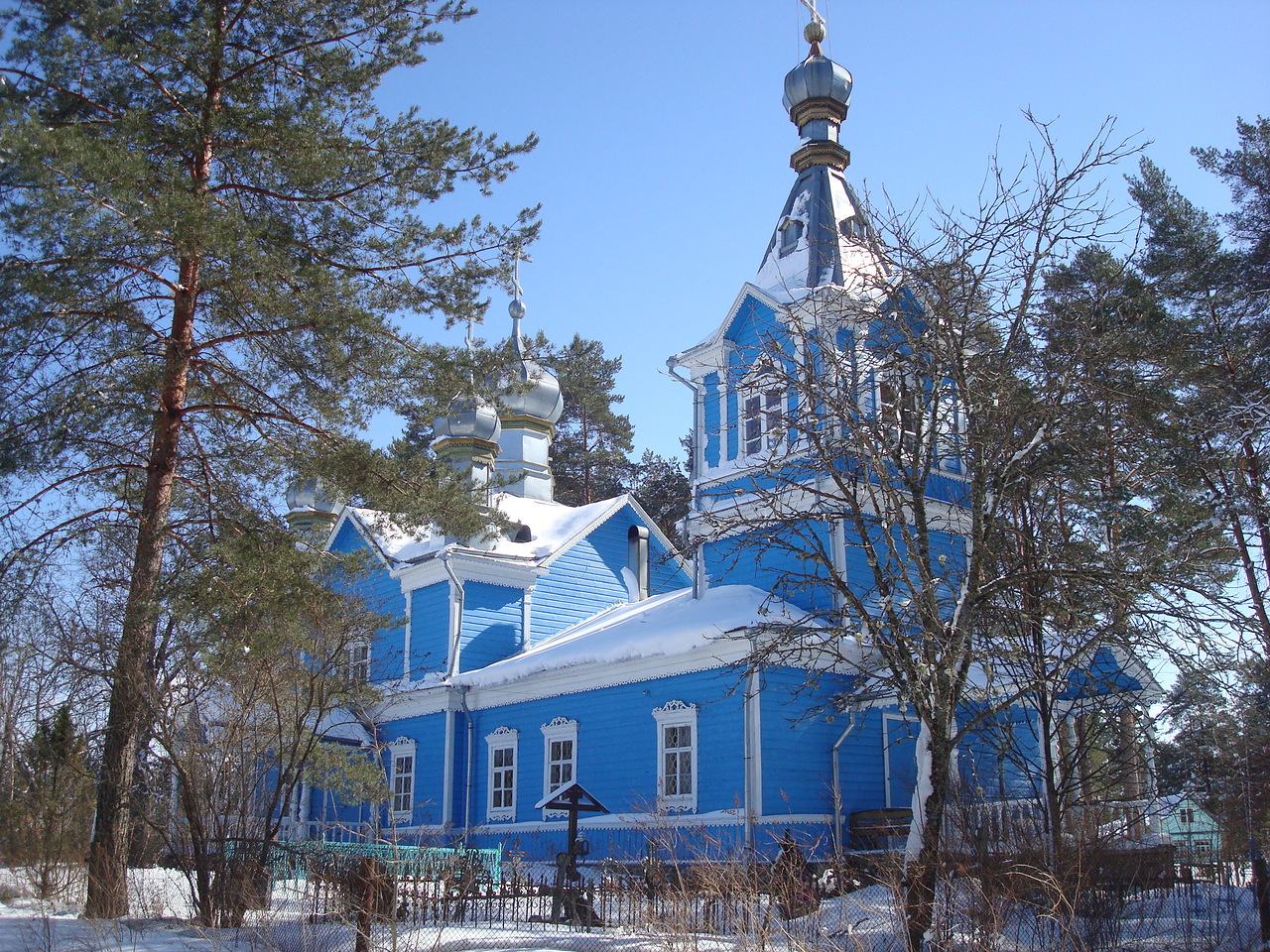
Боровик
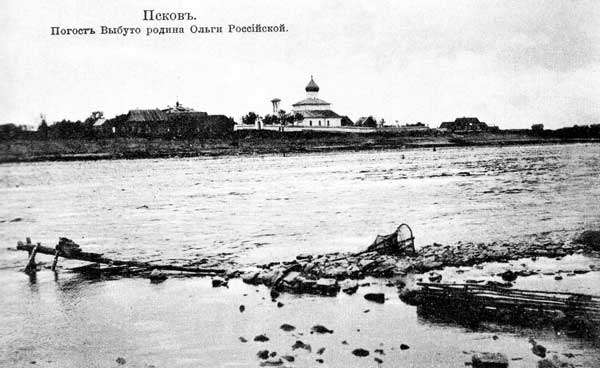
Выбуты. Открытка
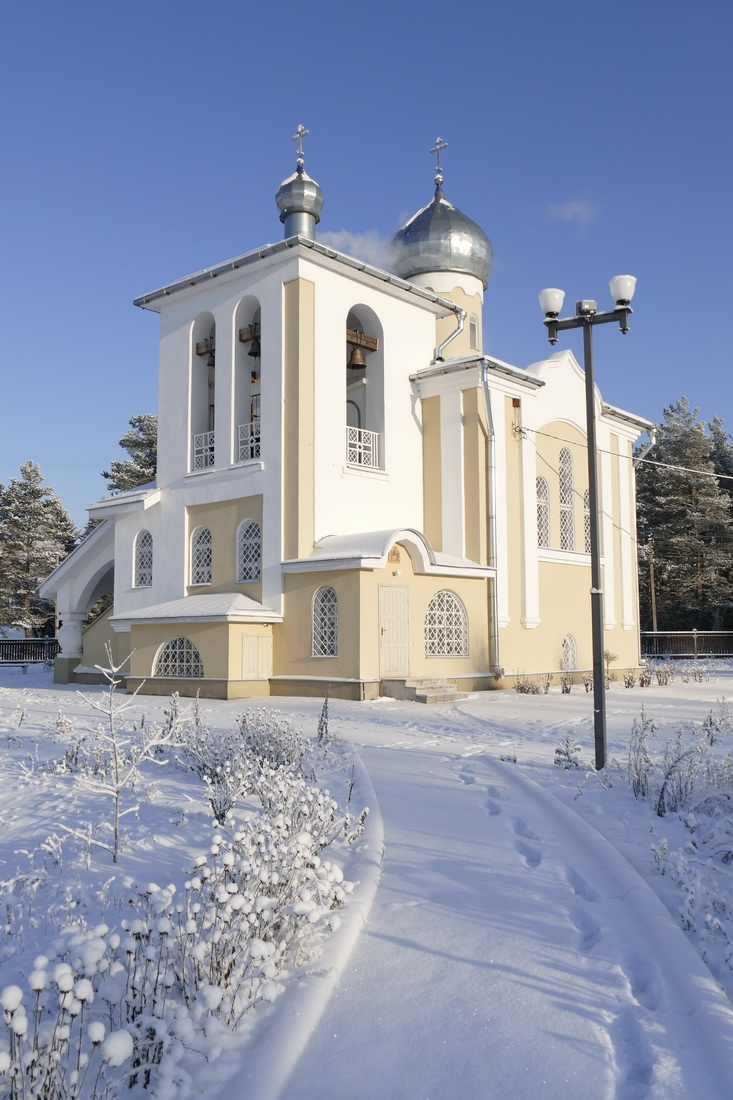
Торошино. Церковь Свт. Николая.
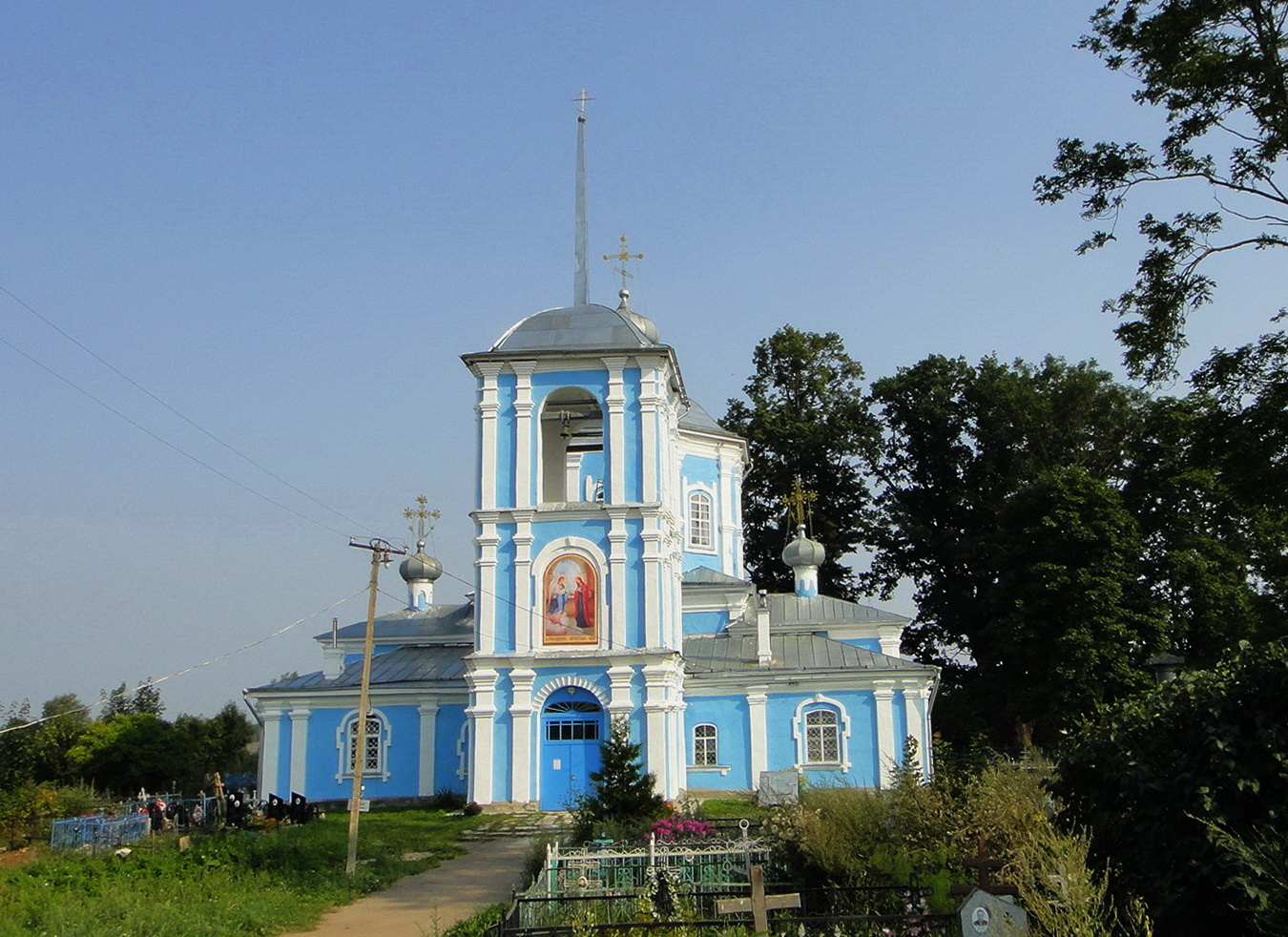
Опоки.Благовещенская церковь

### Утраченные храмы
- Выбуты. Церковь Св. Ольги (1914—1917 гг.; арх. Перетяткович М. М.; взорван немцами в 1944 г.)
- Добровитки. Ильи Пророка (1-я пол. XVI в.; разрушена немцами в конце ноября — 5 декабря (уцелевшая при первом взрыве колокольня уничтожена вместе с запертыми в ней 27 жителями Добровитки и окрестных деревень) 1943 г.)[6]
- Еремино (Погост Чирски) XVIII—XIX вв.; взорвана немцами.
- Корытово. Церковь Спасо-Нерукотворного Образа (1810-е гг.; деревянная; разрушена в Великую Отечественную войну). Усадьба Горожанского С. С.[7]
- Плоская Лука (Погост Прощаник). Свв. Бориса и Глеба. (1895—1899 гг.; разрушена в 1930-е гг.)
- Пруды (Красные Пруды). Николы Чудотворца (XV—XIX вв.; взорвана немцами 17 января 1944 г.)[8]
- Русски (Русицкий погост). Косьмы и Дамиана. 1711 г.; взорвана немцами в 1943 г.
- Торошино. Ильи Пророка (XVI в.; взорвана немцами). Строится новый каменный храм[9][10].

## Бежаницкий район
- Дворцы. Церковь Николая Чудотворца (1822 г.)
- Кудеверь. Храм Преображения Господня. Восстанавливается.
- Турово. Церковь Рождества Пресвятой Богородицы (1842 г.)

### Утраченные храмы
- Аполье. Воскресенская церковь.
- Хилково (в −10 км от Аполья) церковь

## Великолукский район. Великолукское благочиние
- Успенское. Успения Богородицы. (1830-е гг.) Восстанавливается.

## Великие Луки
- Собор Вознесения Христова (1768 г.). Действующий (возвращен верующим в 1990 г.).
- Церковь во имя Казанской иконы Божией Матери на Казанском кладбище (1802 г.). Пушкинская ул., д. 2. Действующая.

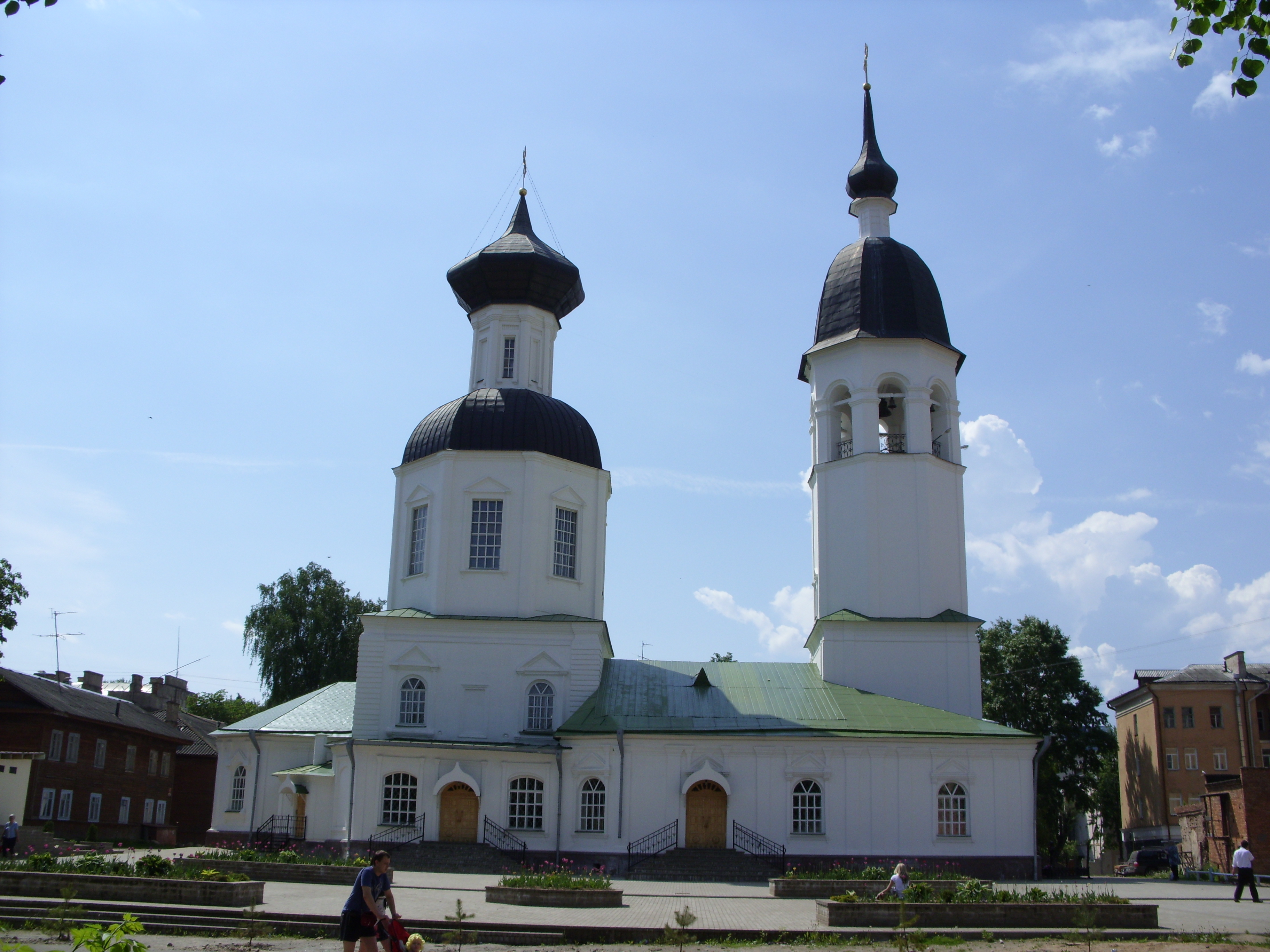
Собор Вознесения Господня
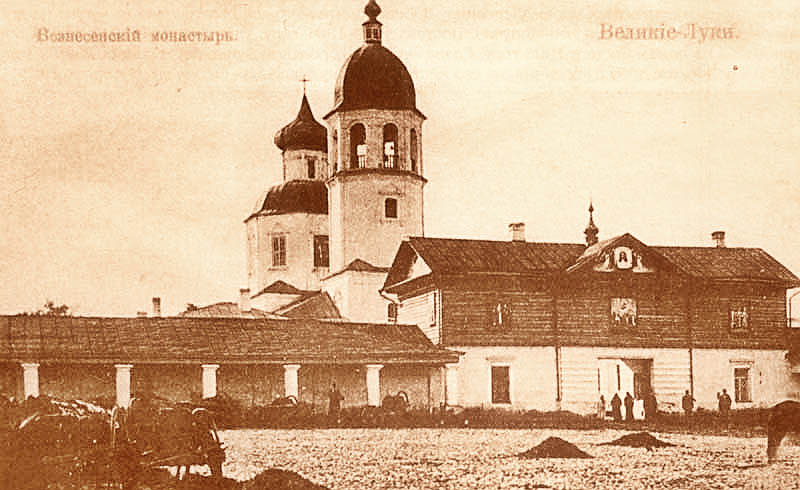
Вознесенский монастырь
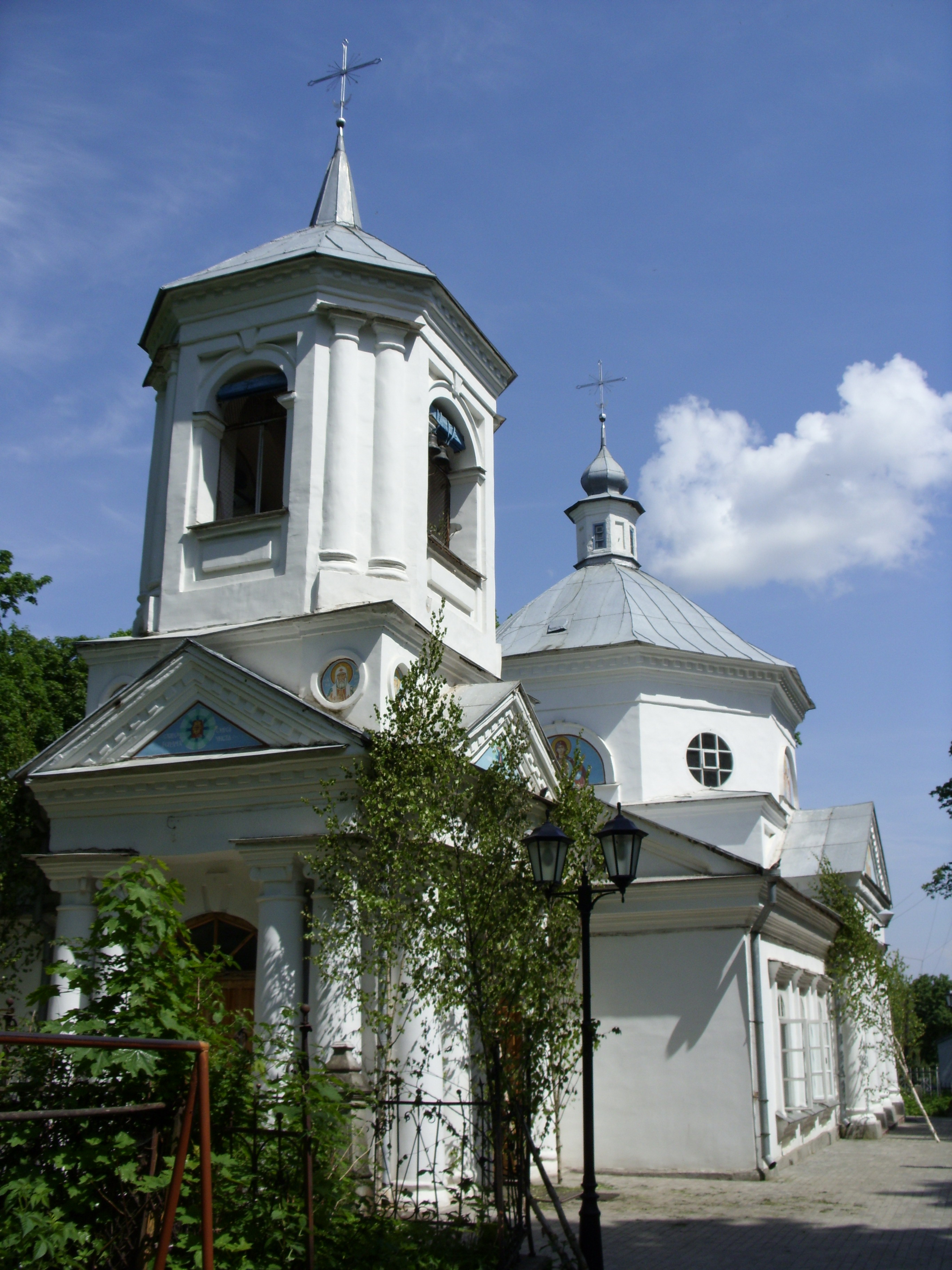
Казанская на кладбище

### Утраченные храмы Великих Лук
- Собор Воскресения Христова в крепости.
- Церковь Николая Чудотворца в крепости.
- Церковь Троицы Живоначальной (1733—1741 гг.)
- Богоявленский собор.
- Церковь Спасо-Преображения с зимней Благовещения Богородицы в нижнем ярусе на острове Дятлинка.
- Церковь Введения во храм Пресвятой Богородицы (деревянная).

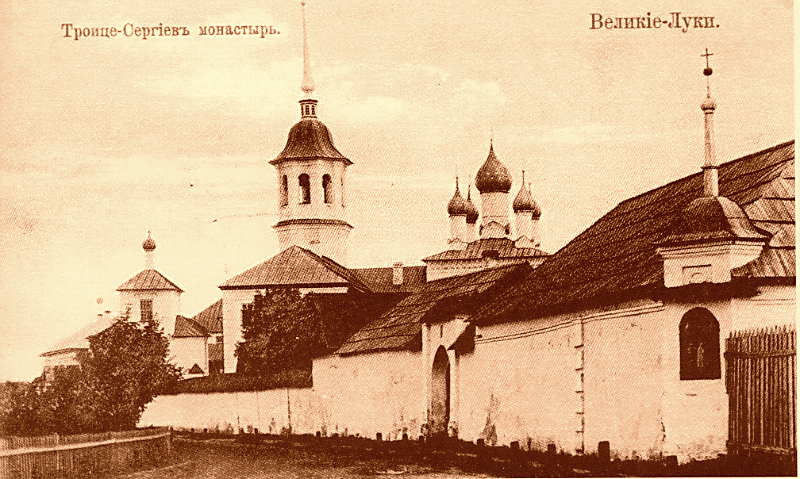
Великолукский Троице-Сергиев монастырь
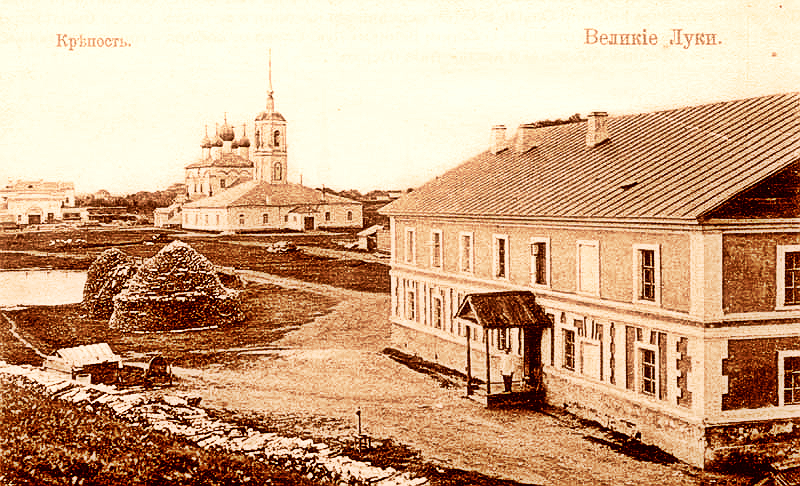
Собор в крепости
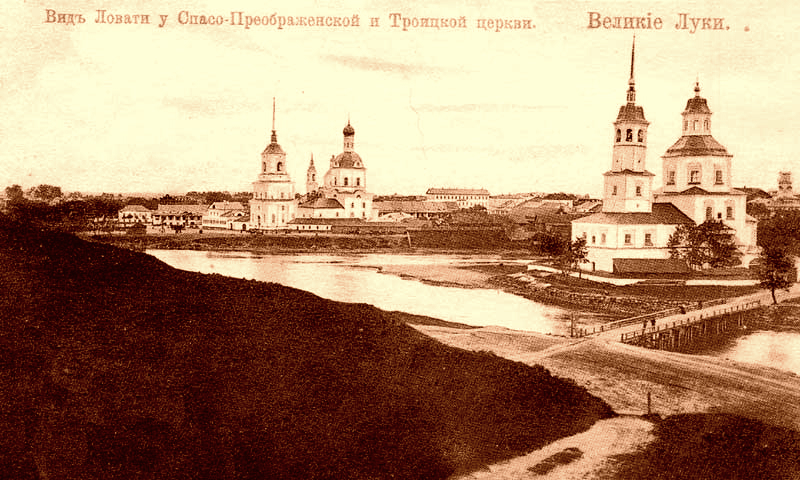
Троицкая и Спасо-Преображенская церкви
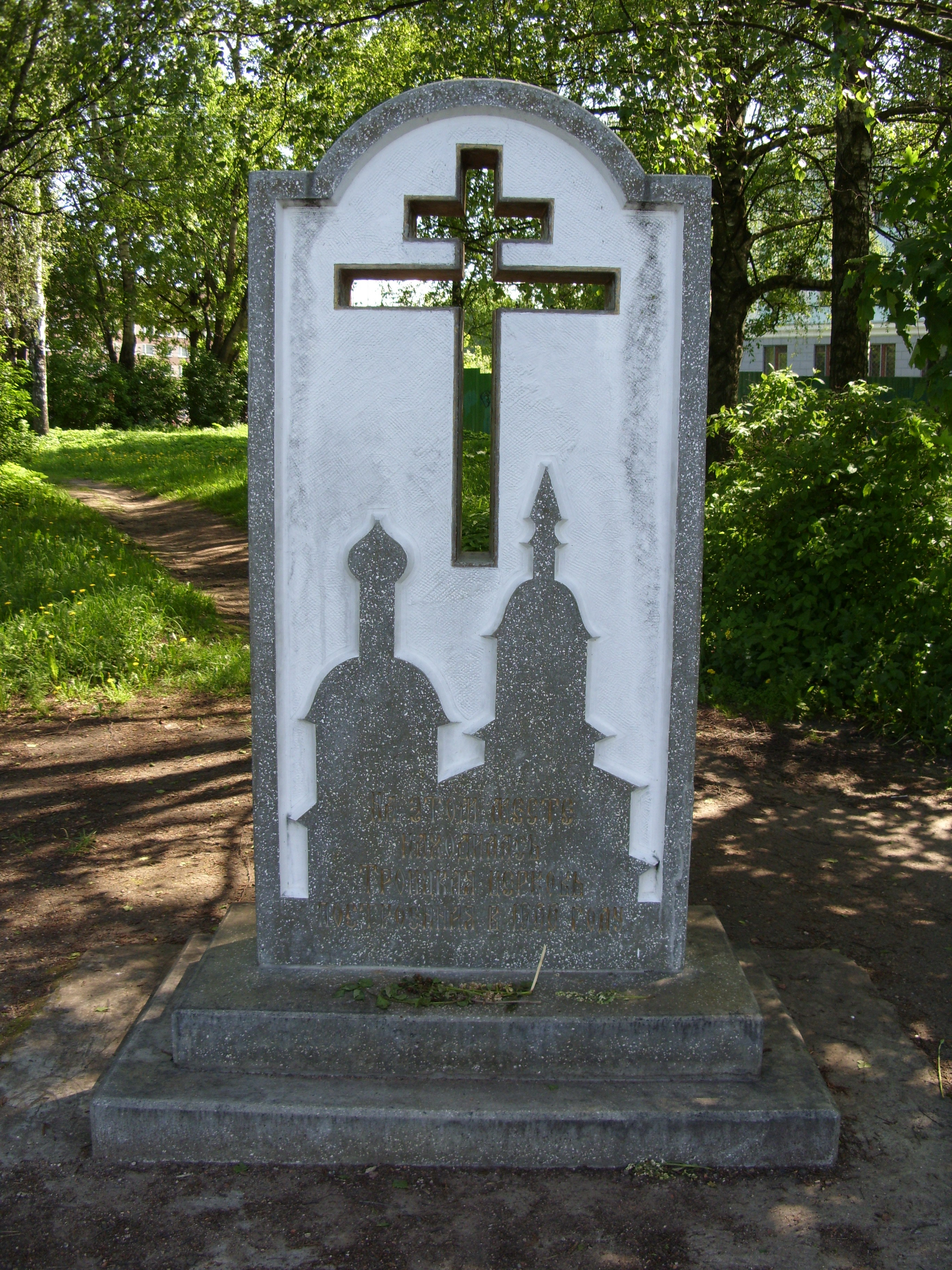
Памятный знак на месте Троицкой церкви

## Гдовский район. Гдов
- Ветвеник. Церковь Петра и Павла. (1907 г.). Действующая. Настоятель — отец Константин.
- Гвоздно. Церковь Косьмы и Дамиана (освящена 8 октября 1912 г.; арх. Аплаксин А. П.).
- Доможирка. Церковь Троицы живоначальной (1558 г.) Два придела: северный — Свт. Николая Чудотворца, южный — Параскевы Пятницы; двухпролётной звонницей. Действующая.
- Каменно — погост у деревень Каменный Конец и Сырой лес. Церковь Святителя Николая Чудотворца. (1883—1893 гг.; арх. Садовников Д. П.). Два придела: правый — Сретенский, левый — Св. Александра Невского. Действующая. Настоятель — священник Василий (Бойко).
- Кобылье Городище. Церковь Михаила Архангела (1462 г.; в 1854 г. построена колокольня). Действующая.
- Крапивно. Церковь Николая Чудотворца (1880-е гг.; арх. Бруни).
- Кунесть. Церковь Петра и Павла. Восстанавливается.
- Кярово. Церковь Покрова Богородицы. (1789 г.) Усадьба П. П. Коновницына.
- Лаптовицы. Церковь Петра и Павла.
- Новые Дубяги. Церковь Введения во храм Пресвятой Богородицы.
- Поличино. Церковь Николая Чудотворца
- Прибуж. Церковь Преображения Господня (1755 г.). Действующая. Настоятель в течение 50 лет до смерти в августе 2008 г. — архимандрит Лев (Дмитроченко).
- Ремда. Церковь Николая Чудотворца (нач. XX в.; арх. Никонов Н. Н.)
- Спицыно. Церковь Петра и Павла (деревянная). Действующая. Настоятель — иерей (Григорий Ивасенко). С 2007 г. строится новый каменный храм Свв. апп. Петра и Павла[11].
- Черма. Церковь Илии Пророка (Построена в 1874 г.; возобновлена и расширена в 1905 г.) Разрушается.

Крапивно
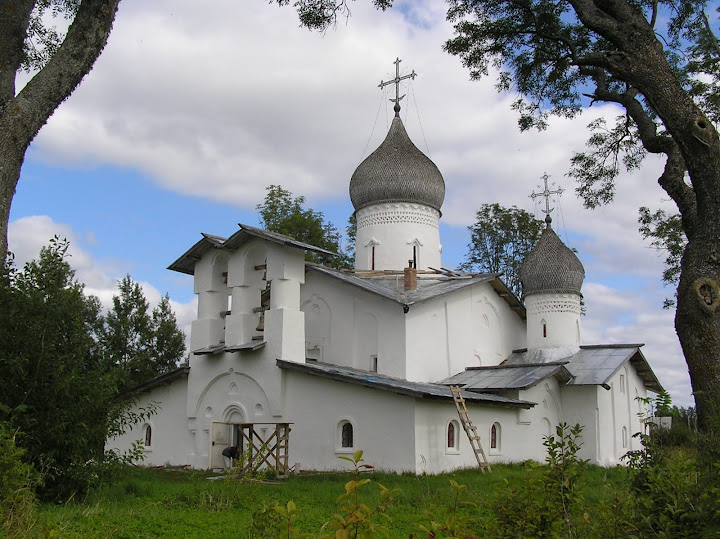
Доможирка
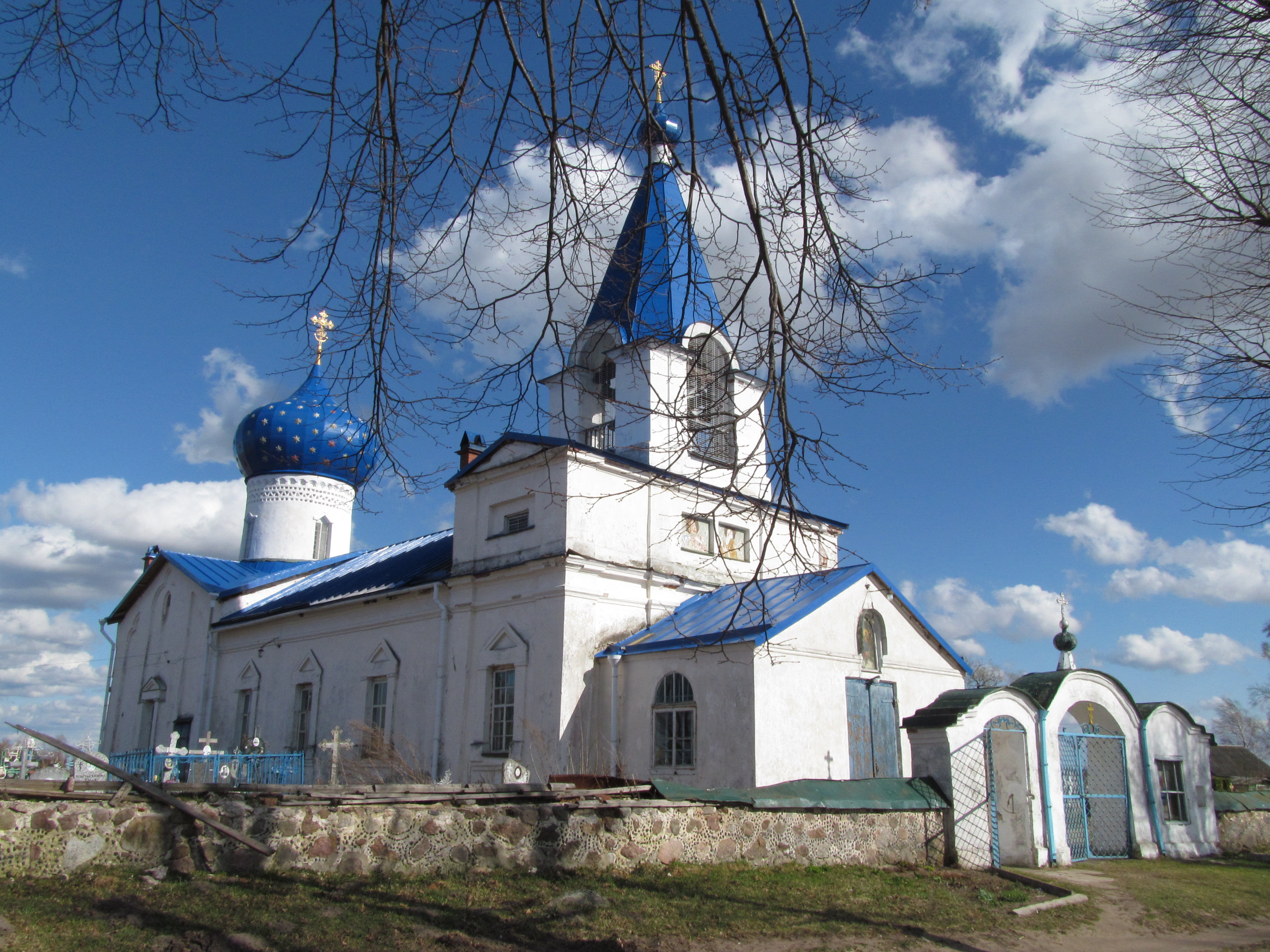
Кобылье Городище
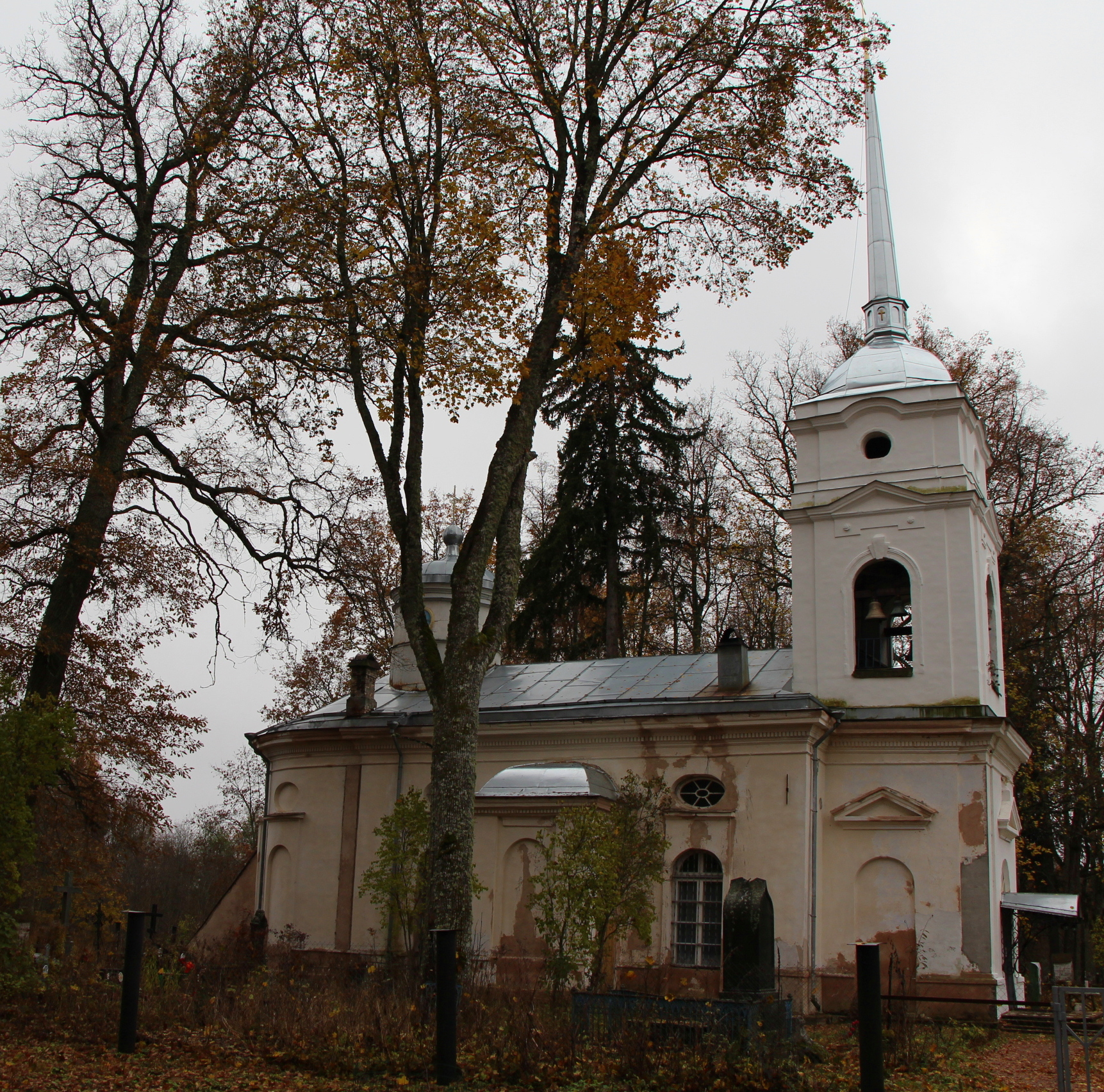
Кярово. Церковь Покрова Богородицы.
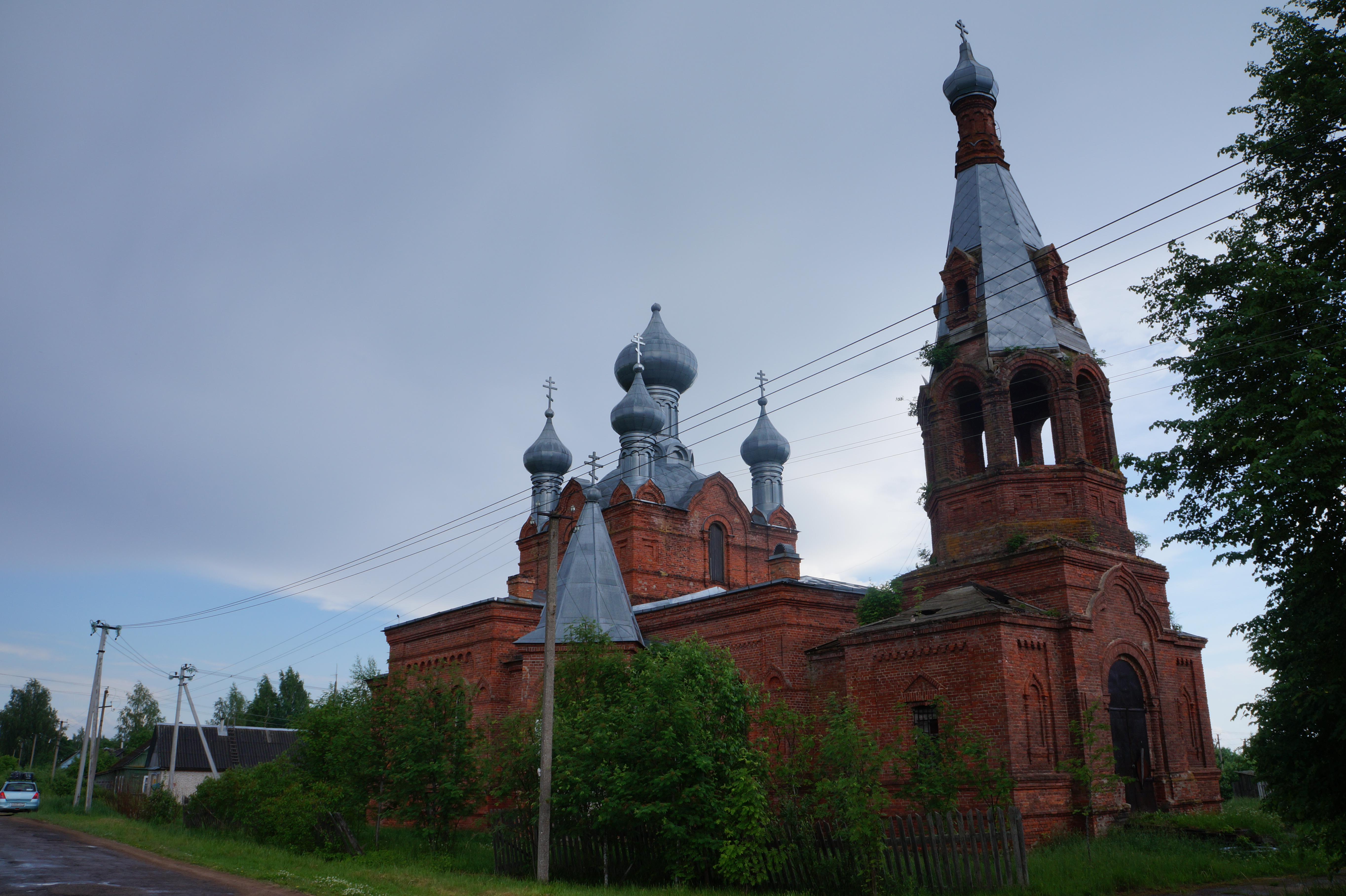
Ремда

### Утраченные храмы
- Козлов Берег. Село. Церковь Николая Чудотворца. (Построена в 1880 г.; разрушена)
- Ольгин Крест. Погост на р. Нарова (ныне Сланцевский район Ленинградской области). Церковь Николая Чудотворца (XV в.; разрушена в 1944 г.)
- Павлово. Погост. Воскресенская церковь. (1863 г.; деревянная на каменном фундаменте).
- Спицыно. Церковь Петра и Павла (1887 г.; взорвана немцами в 1944 г.)

### Гдов
- Собор Державной иконы Божией Матери в Гдовской крепости (заложен 30 июля 1989 г., освящен 8 ноября 1994 г.). Приделы: северный — Дмитрия Солунского, южный — сщмч. Вениамина, митрополита Петроградского и Гдовского.

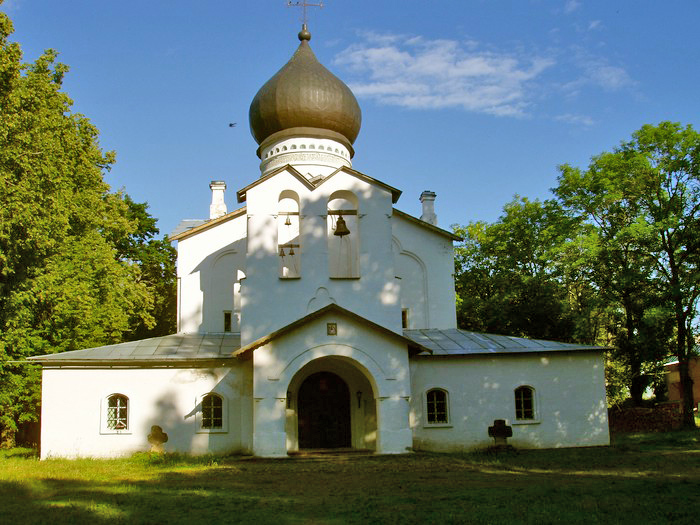
Собор в Гдове

### Утраченные храмы Гдова и Гдовского уезда

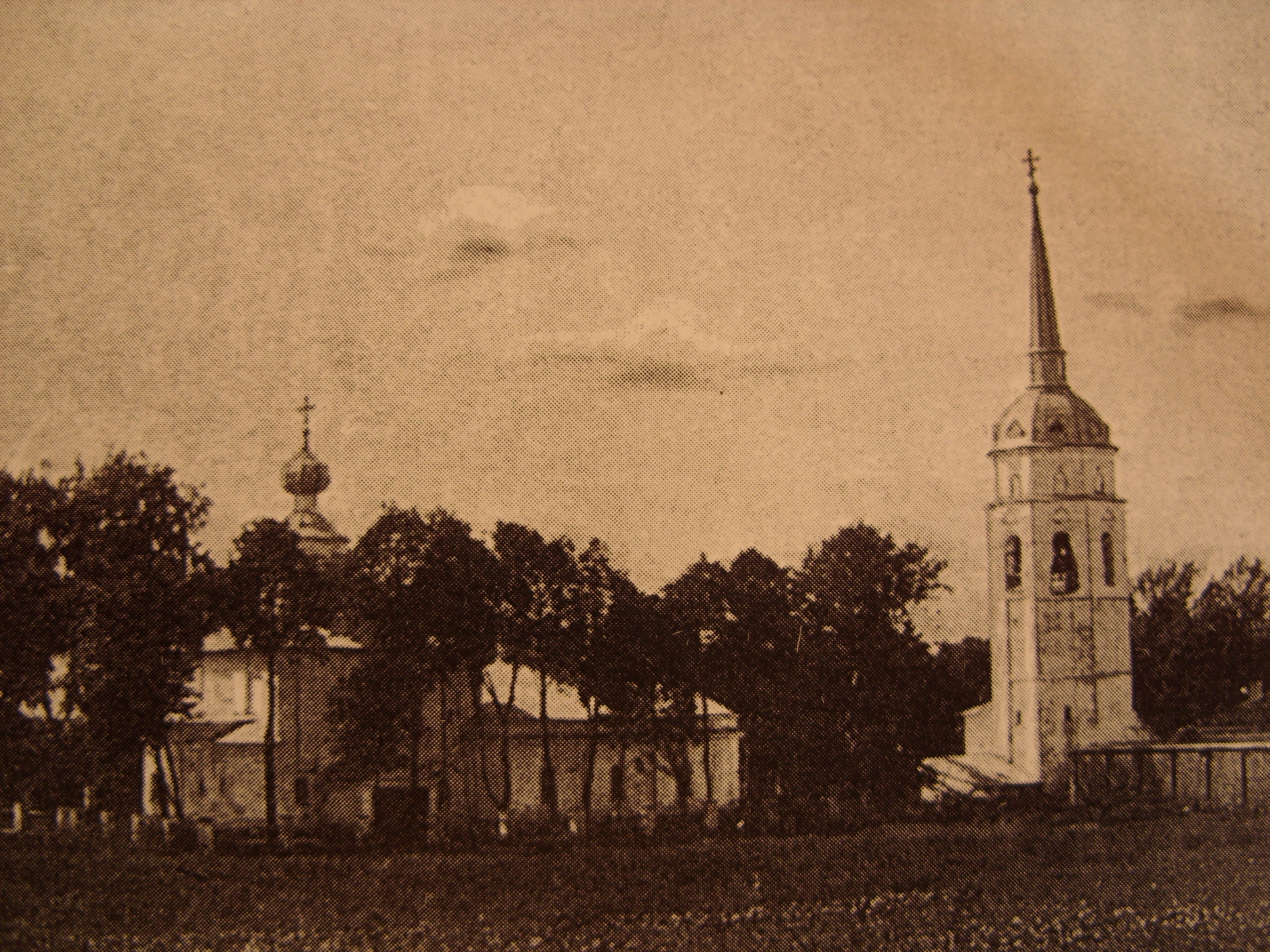
Звонница. Собор Димитрия
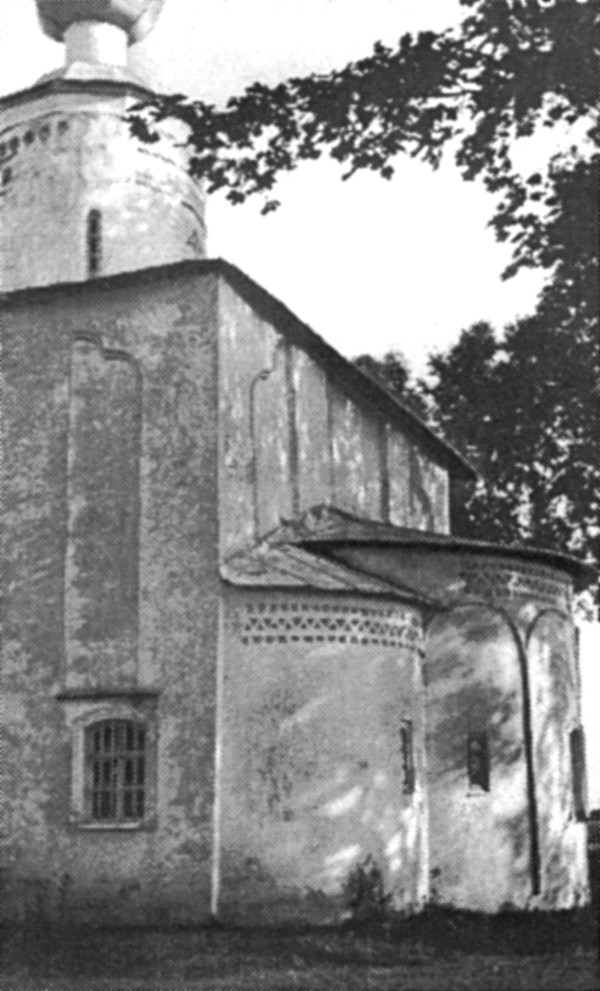
Дмитриевский собор. Апсиды
Церковь Николая Чудотворца. Погост Ольгин Крест

- Дмитриевский собор — Димитрия Солунского (1540 г.; взорван 27 января 1944 г.)
- Колокольня с церковью Михаила Архангела во втором ярусе.
- Церковь Успения Пресвятой Богородицы (1424 г.).
- Церковь Свт. Афанасия (1851—1858 гг.; возобновлена и расширена в 1902 г.) упраздненного Афанасьевского женского монастыря).
- Церковь Свт. Николая Чудотворца (деревянная; 1753 г.; упраздненного Никольского мужского монастыря).
- Церковь Параскевы Пятницы (1850 г.; деревянная с каменной колокольней).
- Марии Магдалины на кладбище (1850 г.; возобновлена в 1909 г.; разрушена в 1930-е гг.)

## Дедовичский район
- Болчино. Церковь Св. Троицы Живоначальной (1828 г.) Действующая.
- Вышегород. Имение Бибиковых. Церковь Михаила Архангела (1885 г.)[12]
- Красные Горки. Церковь Илии Пророка (1833 г.). Разрушается.
- Пожеревицы. Церковь Рождества Христова (кон. XIX в.). Два придела: вмч. Георгия Победоносца и св. Параскевы Пятницы. Действующая (с 1989 г.). Настоятель — иеромонах Всеволод.

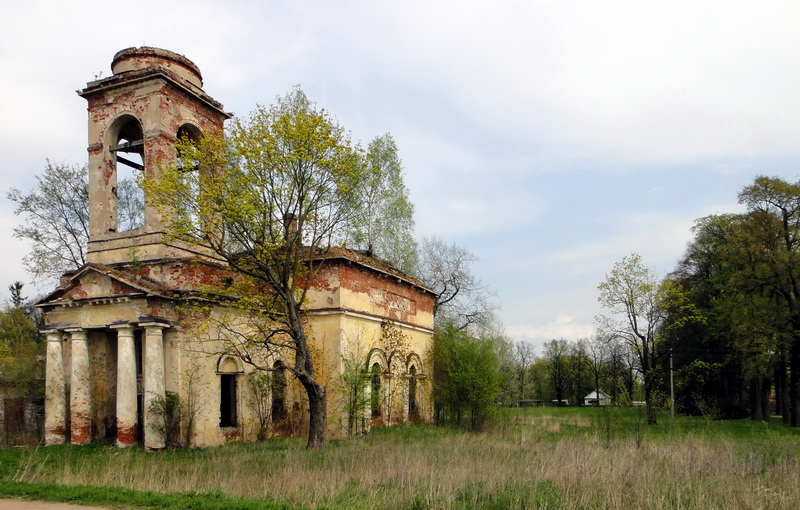
Красные Горки. Ильинская церковь

## Дновский район. Дно. Порховское благочиние
- Белая, деревня. Церковь Рождества Богородицы (1838 г.) Действующая. Пятипрестольная.
- Гористо, село. Спасо-Преображения (1808 г.)
- Дно. Церковь Михаила Архангела (1821 г.)
- Михайлов Погост. Церковь Воскресения Христова (1863 г.)
- Рвы, село. Церковь Николая Чудотворца. (1846 г.) Разрушается.

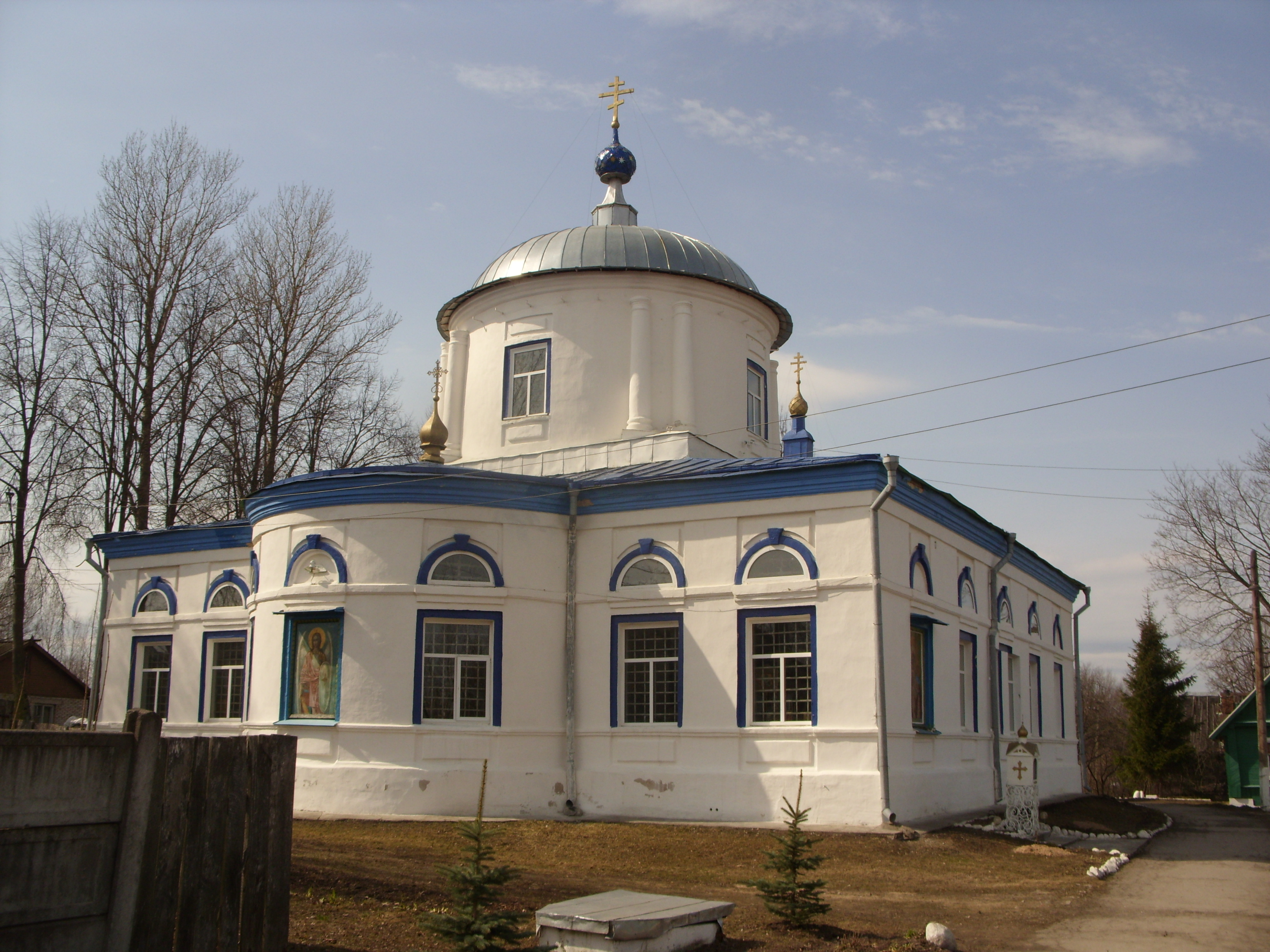
Дно. Храм Михаила Архангела

## Красногородский район. Пыталовское благочиние
- Красногородск, посёлок. Николая Чудотворца
- Синяя Никола. Церковь Николая Чудотворца (кон. — нач. XX в.)

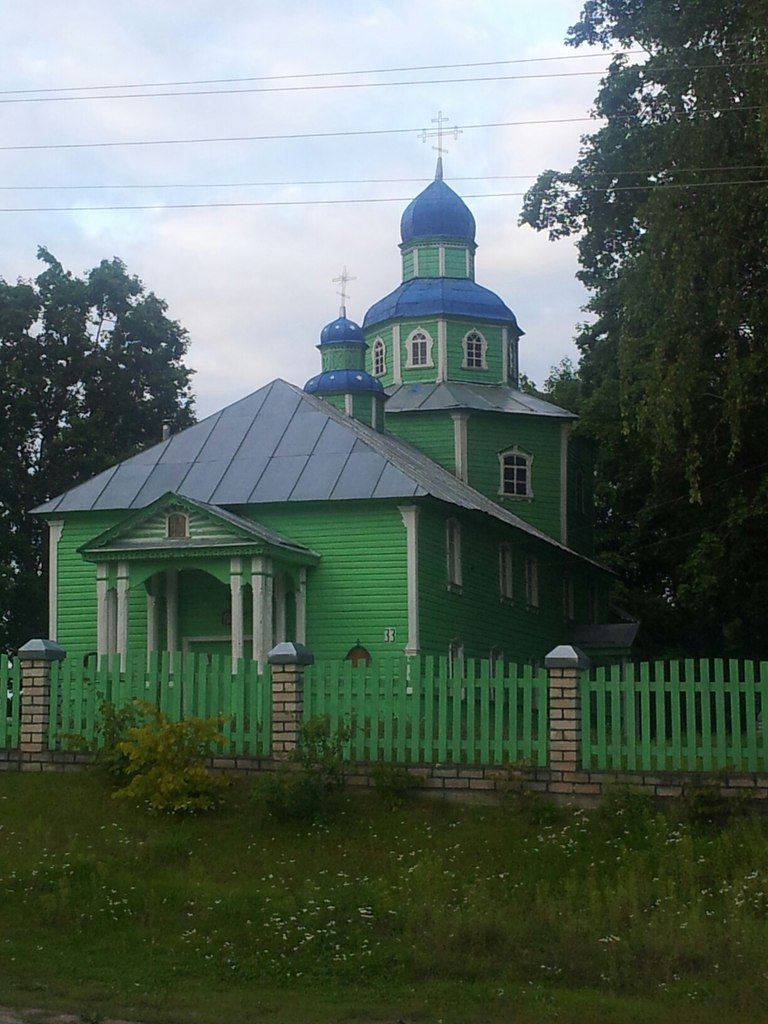
Красногородск. Никольская церковь

## Куньинский район. Великолукское благочиние
- Встеселово. Церковь Николая Чудотворца (1779 г.) Восстанавливается.
- Груздово. Церковь Троицы Живоначальной (1797 г.) Развалины.
- Жижица. Церковь Тихона патриарха (деревянная, вторая половина 2000-х гг.)
- Клин, село — родина патриарха Тихона (Беллавина). Церковь Воскресения Христова. (1733 г.) Восстанавливается с 1996 г. Настоятель (с 1999 г.) — Дионисий (Тараут).
- Кунья. Святителя Тихона, Патриарха Всероссийского (2001—2004 гг.) Действующая. Настоятель (с 1999 г.) — Дионисий Тараут.
- Лукино, посёлок. Церковь Воздвижения Креста Господня (1752—1756 гг.; перестроен в 1833 г.)
- Сопки. Церковь Успения Пресвятой Богородицы (1754 г.). Разрушается.
- Харитоново. Церковь Спаса Преображения (1756 г.). Разрушается.

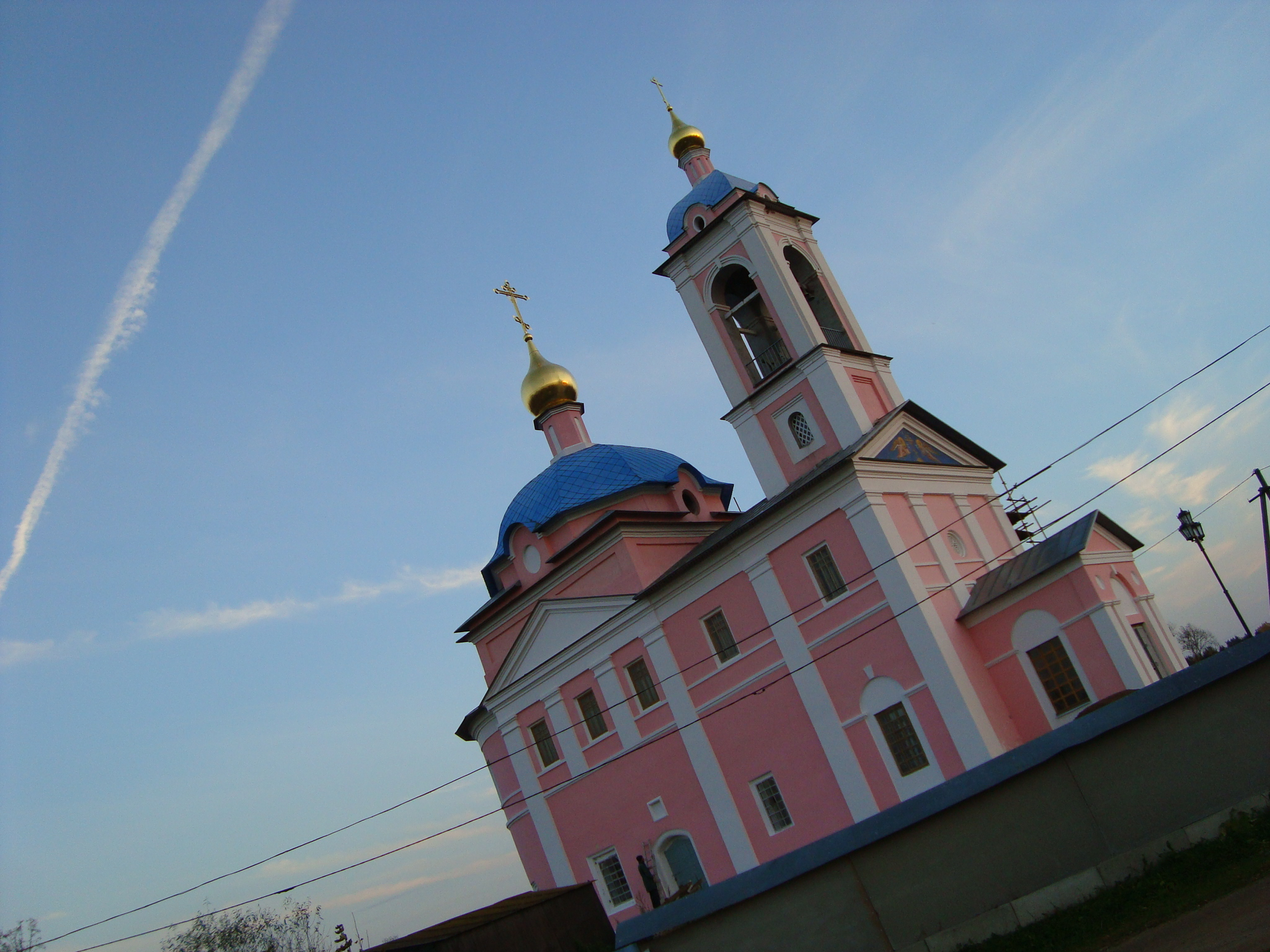
Лукино. Храм Воздвижения
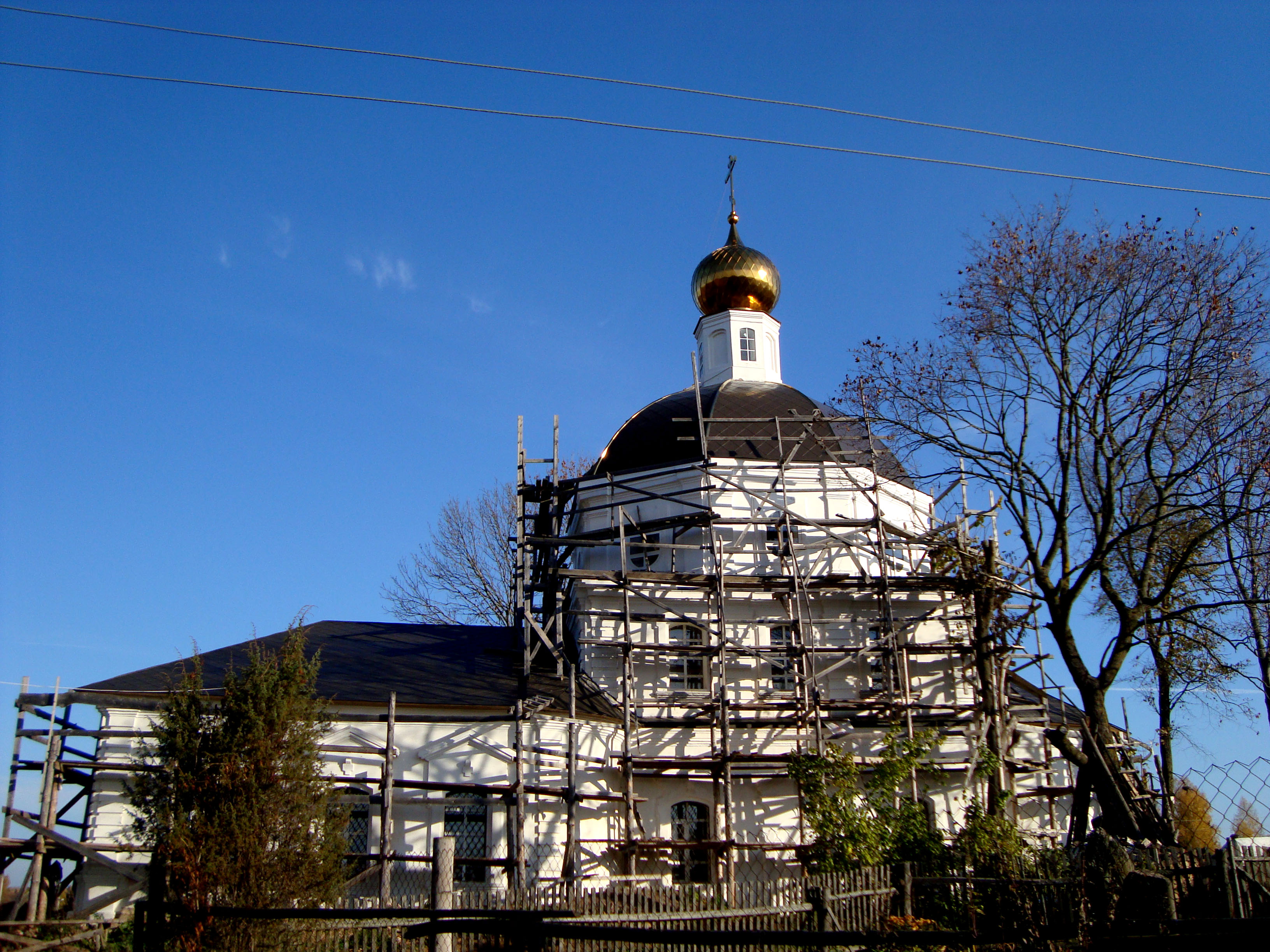
Встеселово
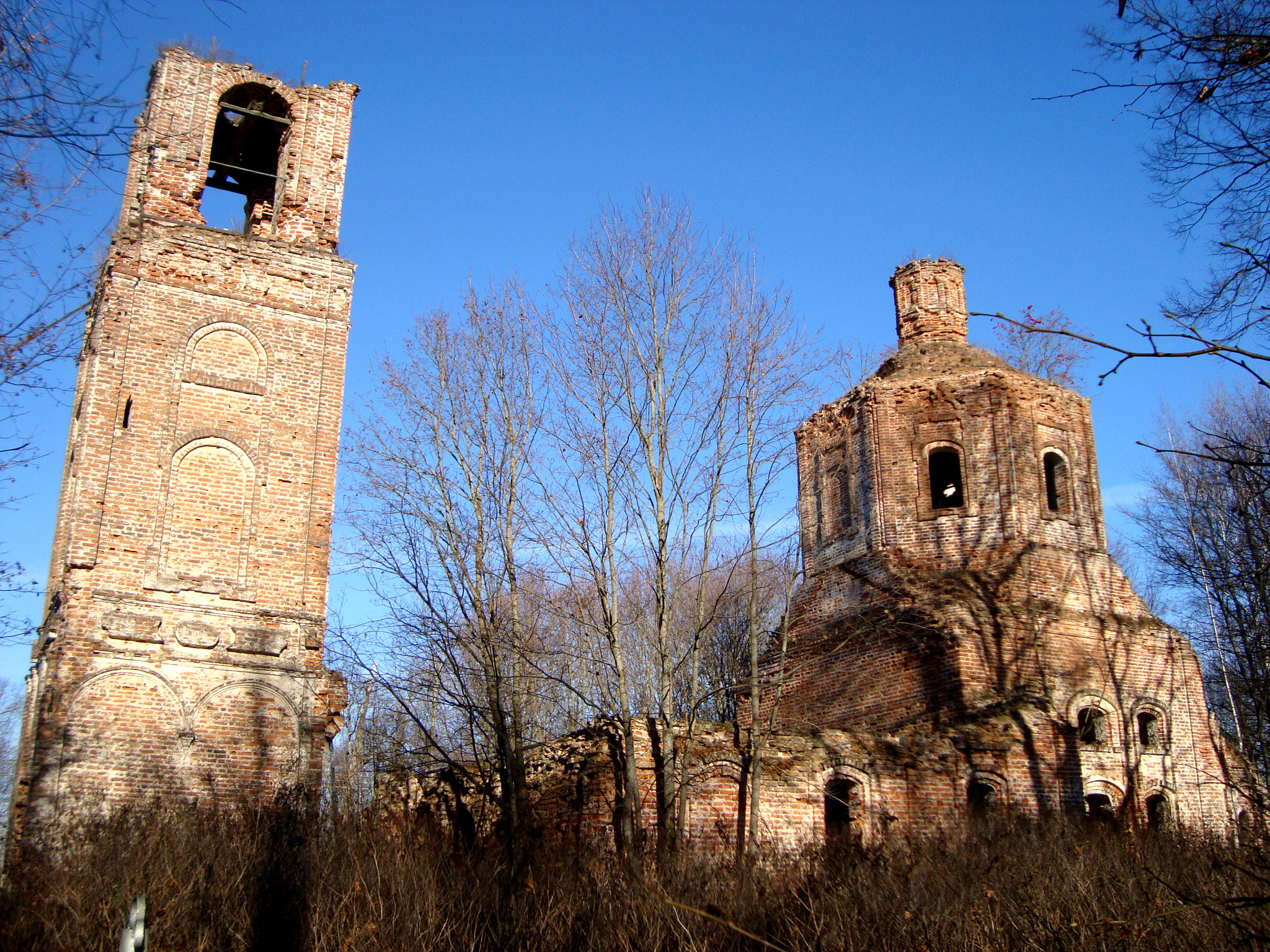
Сопки
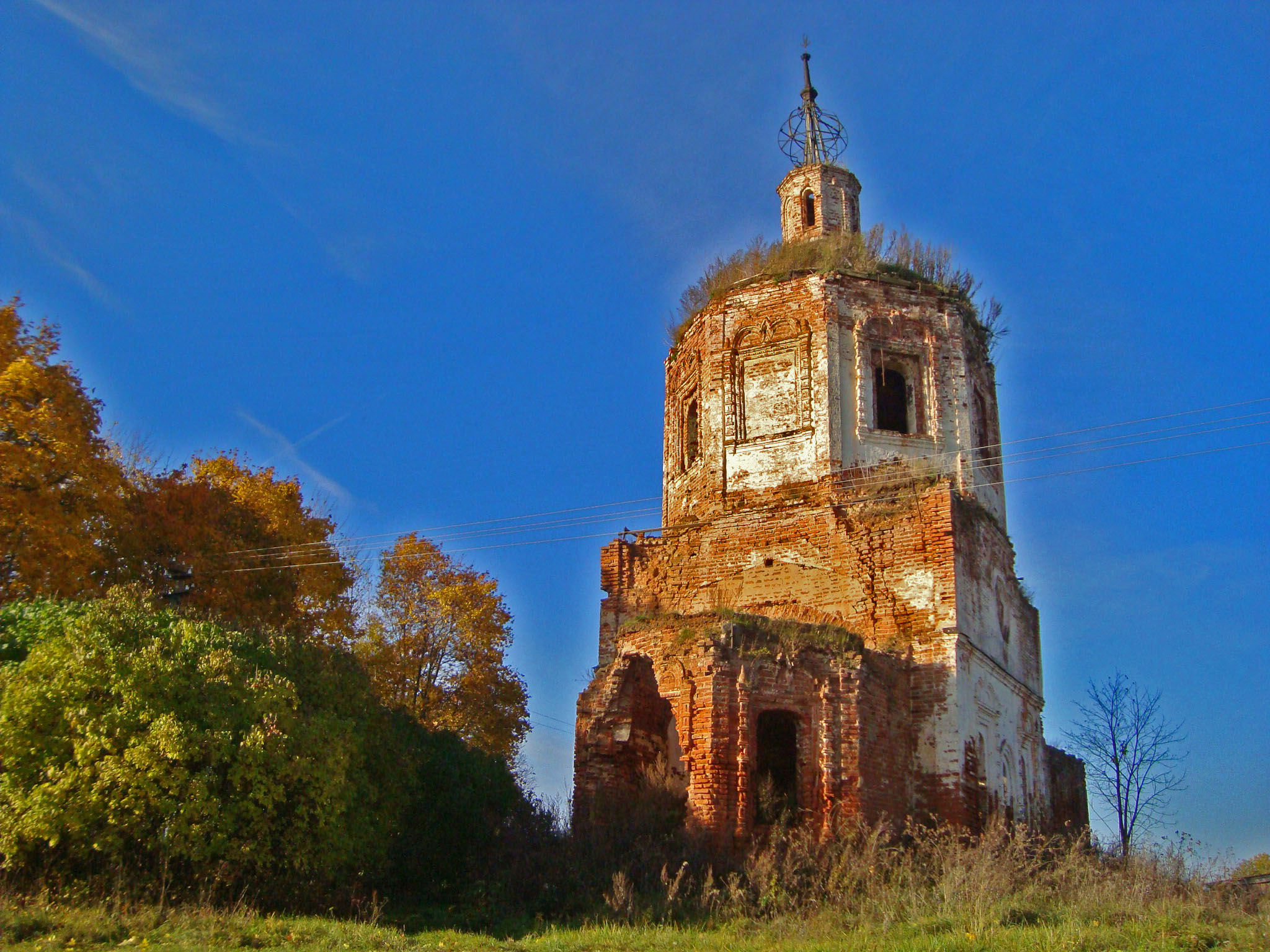
Харитоново

## Локнянский район. Великолукское благочиние
- Голенищево. Имение Кутузовых. Церковь Николая Чудотворца. Разрушается.

https://web.archive.org/web/20161010221553/http://static.panoramio.com/photos/large/1233036.jpg
- Иваньково, село. Ахтырской иконы Божией Матери
- Локня, посёлок. Спасо-Преображения (1795 г.)
- Медведево, село. Покрова Божией Матери (деревянный; 1772 г.)
- Миритиницы, посёлок. Святой Троицы (1783 г.)
- Михайлов Погост, село. Святого Владимира
- Подберезье, село. Святой Троицы (1811 г.)

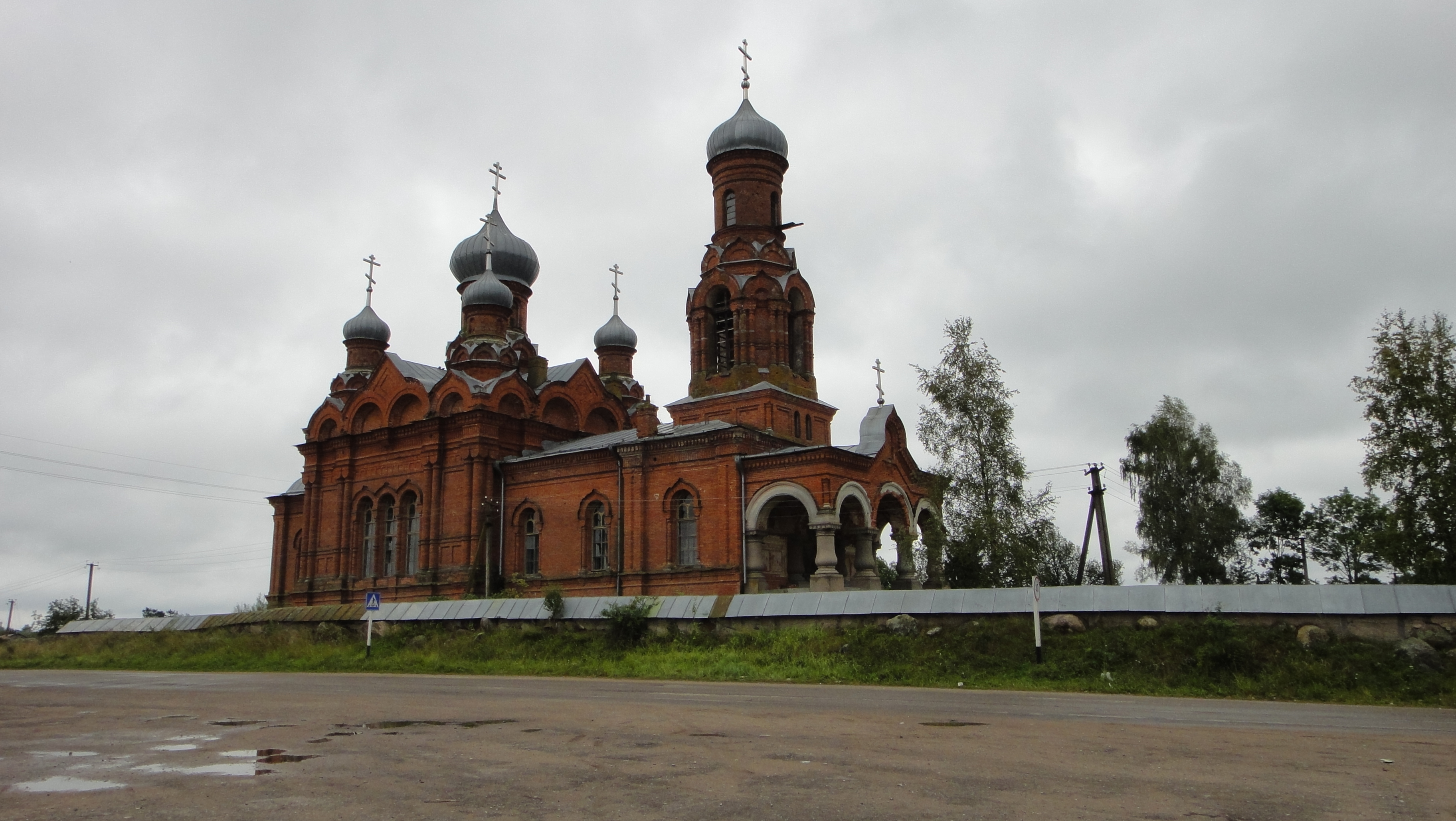
Михайлов погост. Воскресенская церковь

## Невельский район. Невель. Невельское благочиние
- Иваново. Церковь Иоанна Предтечи. (начало XIX в., начало 1860-х гг.)
- Невель. Церковь Троицы Живоначальной на кладбище (1896 г.).
- Опухлики, посёлок. Храм Св. равноап. кн. Владимира (2000-е гг.)
- Плиссы. Церковь Сошествия Святого Духа (деревянная, 1747 г.)
- Стайки. Покрова Богородицы (деревянная). Разрушается.
- Стуколово. Церковь кн. Владимира равноапостольного (2005 г.)
- Усть-Долыссы. Церковь Владимира равноапостольного (деревянная; 1998 г.)
- Чернецово. Церковь Михаила Архангела (1904 г.)

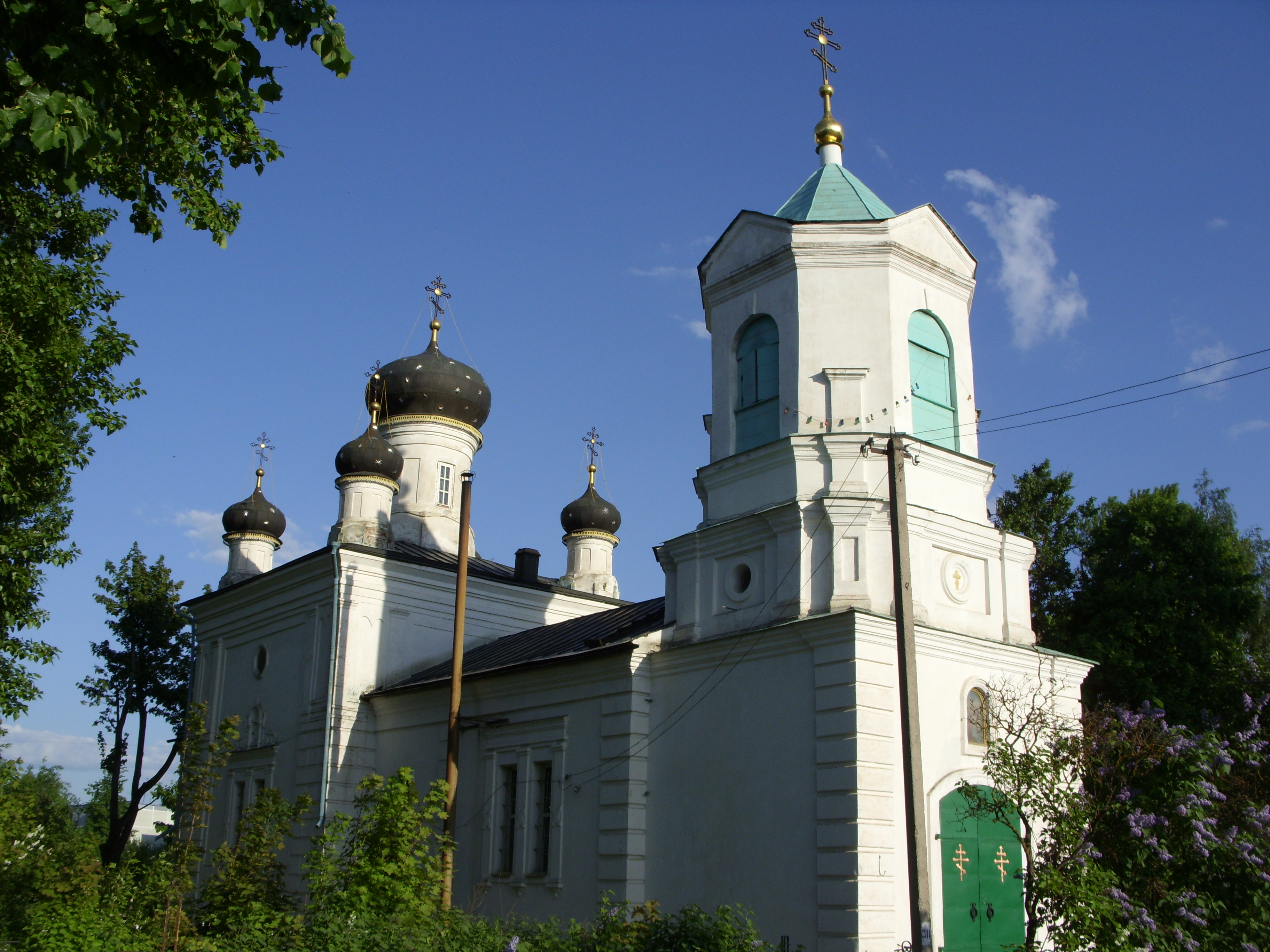
Невель. Троицкая церковь
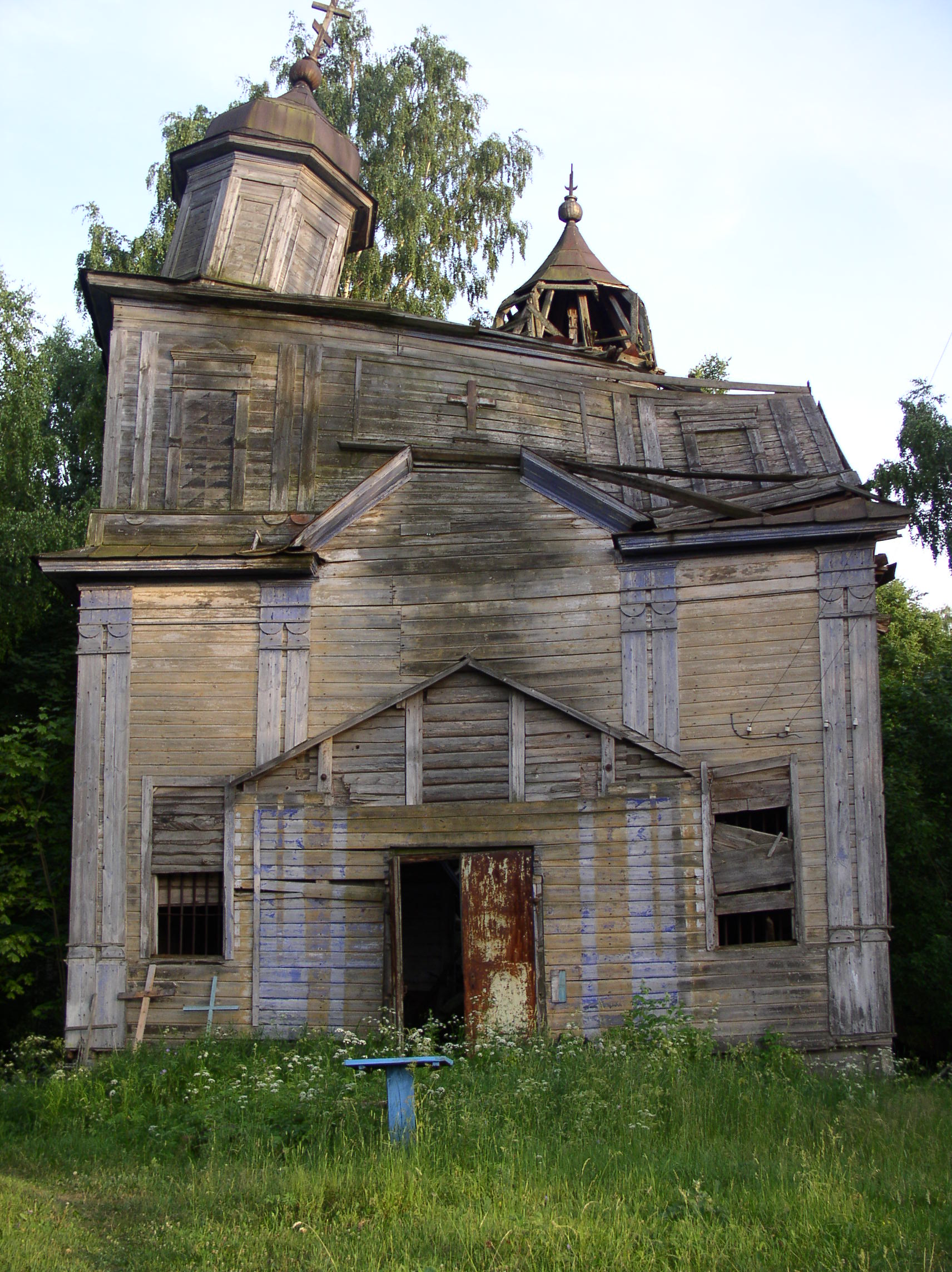
Стайки. Покровская церковь

### Утраченные храмы Невеля

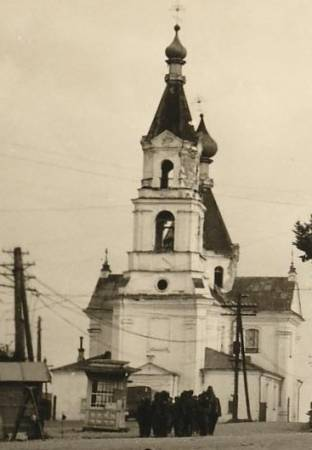
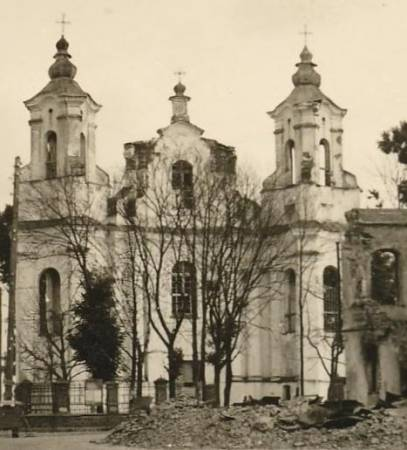

## Новоржевский район. Островское благочиние
- Борута. Церковь Покрова Божией Матери.
- Вехно, село. Церковь Спасо-Преображенская (1763—1769 гг.)
- Выбор. Церковь Успения Пресвятой Богородицы на Городище (1807 г.). Разрушается.
- Гривино. Церковь Троицы Живоначальной (1750-е гг.)
- Ладино. Церковь Воскресения Христова (1760-е гг.)
- Лобно, урочище. Церковь Успения Пресвятой Богородицы. Разрушается.
- Посадниково. Церковь Казанской иконы Божией Матери с двумя престолами и колокольней (1736—1739 гг.). Имение Ланского А. Г.
- Столбушино. Церковь Успения Пресвятой Богородицы (1780-е гг.)

### Утраченные храмы

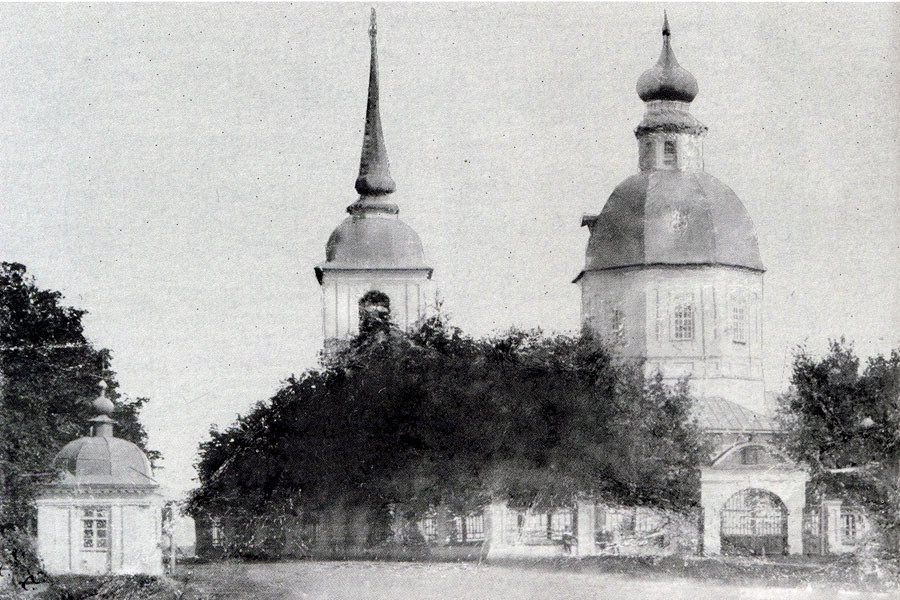
Новоржев

- Новоржев. Храм Николая Чудотворца.
- Посадниково. Церковь Николая Чудотворца (1781—1784 гг.; освящена в 1788 г.; арх. Фельтен Ю. М.; повторение Чесменской церкви в С.-Петербурге). Имение Ланского А. Д. Колокольня построена в 1789 г.[13]

## Опочецкий район. Опочка. Невельское благочиние
- Глубокое. Церковь Казанской иконы Божией Матери (1850-е гг.)
- Камено. Церковь иконы Божией Матери «Знамение» (1873 г.)
- Кунино. Церковь Св. Ольги
- Опочка. Церковь Покрова Пресвятой Богородицы на кладбище (1804 г.)
- Опочка. Церковь Спаса Преображения.
- Теребени. Церковь Воскресения Словущего (2-я пол. XVIII в.; деревянная). Действующая. Настоятель — Георгий (Мицов).

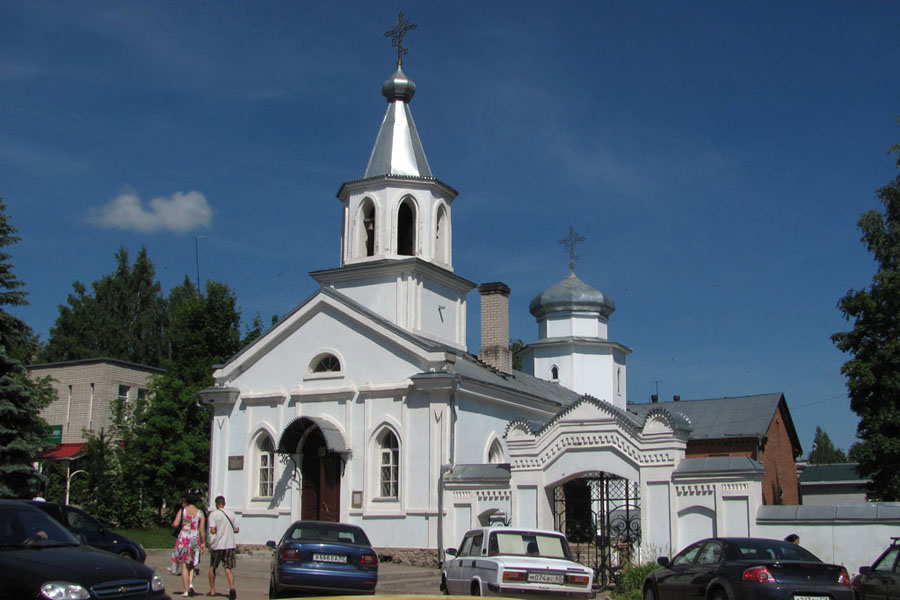
Спасо-Преображенская церковь

### Утраченные храмы

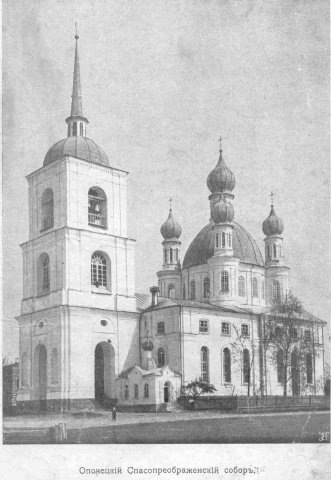
Спасо-Преображенский собор
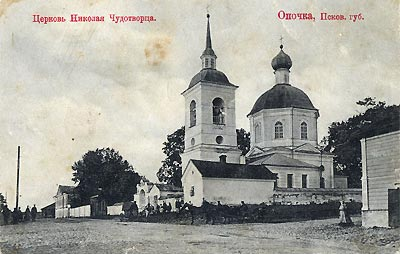
Св. Николая Чудотворца

- Опочка. Спасо-Преображенский собор
- Опочка. Церковь Николая Чудотворца

## Островский район. Остров. Островское благочиние
- Дубки. Церковь Казанской иконы Божией Матери (1809 г.)
- Елины, село. Церковь Покрова Богородицы (XVI в.) с двумя приделами: Св. Николая (1798 г.) и Успения Богородицы (1811 г.)
- Маршевицы, село (1902 г.; деревянная).
- Кухва. Михайловский погост. Церковь Михаила Архангела. Действующая. Подворье Симанского монастыря (с мая 2008 г.).
- Синее Устье. Церковь Покрова Богородицы. Развалины, сохранилась колокольня.
- Владимирец. Свято-Введенский монастырь. Женский. (возрождается с 1990 г.; настоятель — игумен Нифонт; освящен 22 мая 2005 г. владыкой Евсевием).

### Остров
- Церковь Николая Чудотворца (1542 г.) в крепости на острове. Придел Преображения Господня. Действующая (с 1962 г.). Настоятель — протоиерей Георгий (Лапин).
- Церковь Жен-Мироносиц на кладбище (1819 г.)
- Собор Троицы Живоначальной (вторая пол. 1780-х гг.). Действующий (возвращен верующим в 1990 г.). Настоятель — архимандрит Сергий (Сосновский).
- Церковь Покрова Богородицы (1793 г.)
- Симанский Спасо-Казанский монастырь: Церковь Иоанна Кронштадтского (2004—2005 гг.; деревянная). Церковь Спаса Нерукотворного Образа (1838 г.; воссоздана в 2008—2009 гг.). Казанская церковь. Развалины[14].

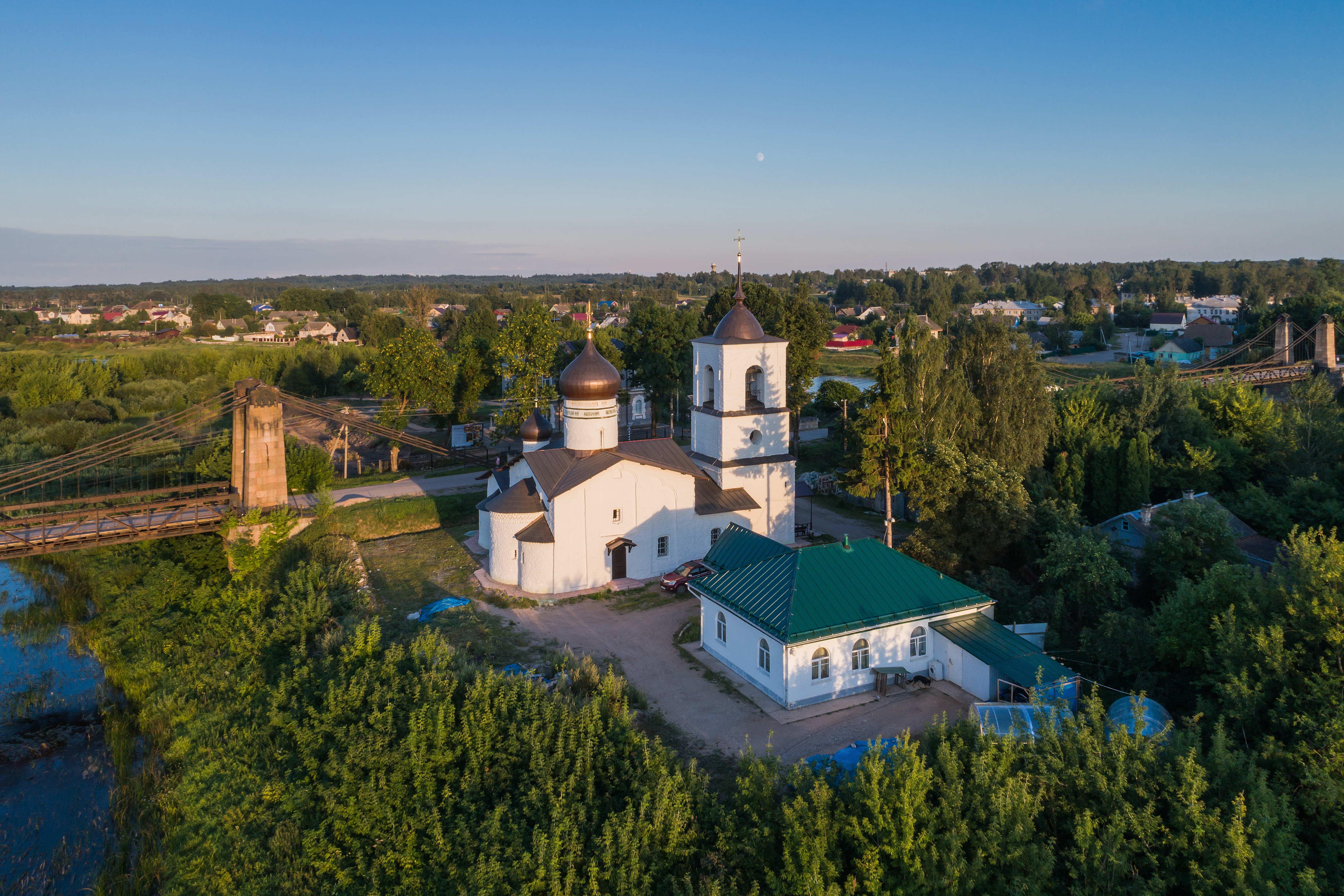
Никольская церковь. XVI век
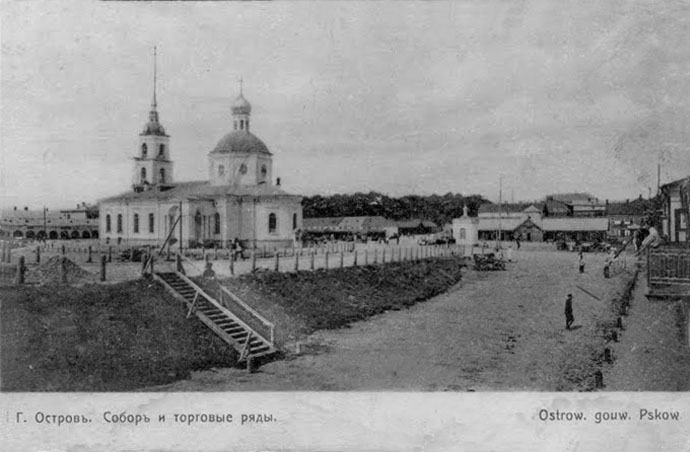
Троицкий собор
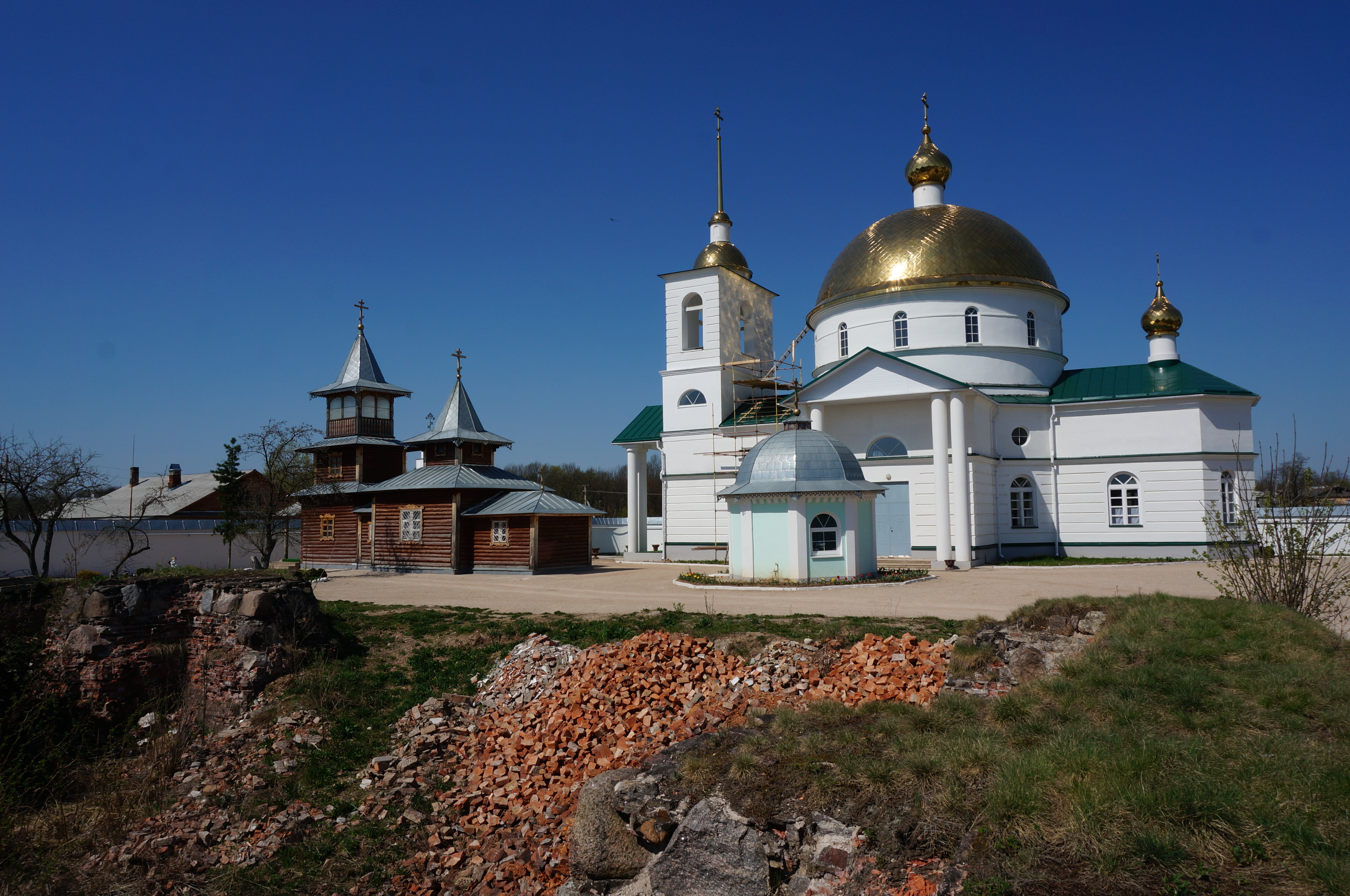
Симанский монастырь
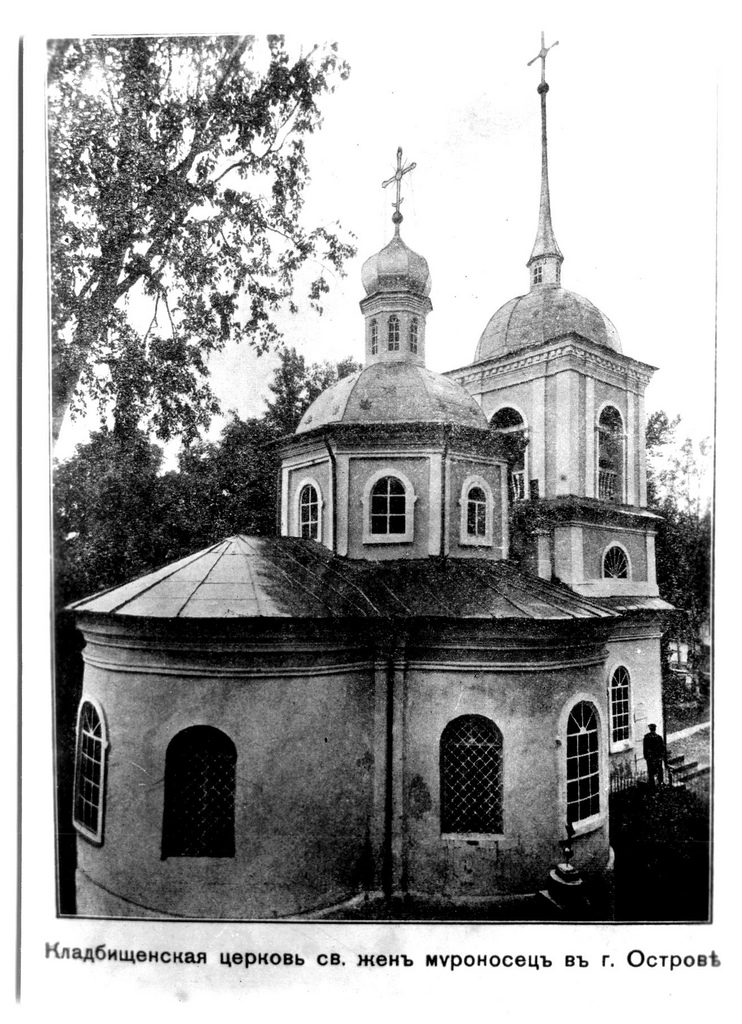
Жен-Мироносиц на кладбище

### Утраченные храмы
- Врев, городище. Имение князя А. Б. Куракина. Церковь во имя Св. Апостолов Петра и Павла (1810 г.; в 1828 г. рухнул свод).

## Палкинский район. Пыталовское благочиние
- Анциферово, село. Вознесения Христова (1843 г.)
- Аксенова Гора, село. Успения Божией Матери (1909 г.)
- Качаново, село. Николая Чудотворца (1790 г.)
- Новая Уситва. Церковь Рождества Богородицы.
- Палкино. Церковь Николая Чудотворца
- Родовое, село. Свято-Троицкая церковь (1926—1928 г.г.) Церковь действует, священнослужители из г. Пскова проводят службы в праздничные дни.

## Печорский район. Печоры. Печорское благочиние
- Залесье, село. Храм Св. Троицы Живоначальной (1793 г.) с колокольней и приделом св.мчч. Флора и Лавра.
- Колпино, село. Спасо-Преображения. (XVI в.; колокольня 1874 г.)
- Кулье, село. Храм св. пророка Илии. (1917 г.)
- Лисье, село. Храм Владимирской иконы Божией Матери (1884 г.; деревянный).
- Моложва, деревня. Церковь Ильи Пророка (2006 г.; арх. Ширяев Ю. М., «Псковгражданпроект»)
- Паниковичи, село. Храм св. Николая Чудотворца (1945 г.; деревянный)
- Печки, село. Георгия Победоносца (1483 г.; переустроен в 1905—1910 гг.)
- Сенно. Погост. Церковь Георгия Победоносца (1562 г.)
- Тайлово. Церковь Николая Чудотворца (1697 г.)

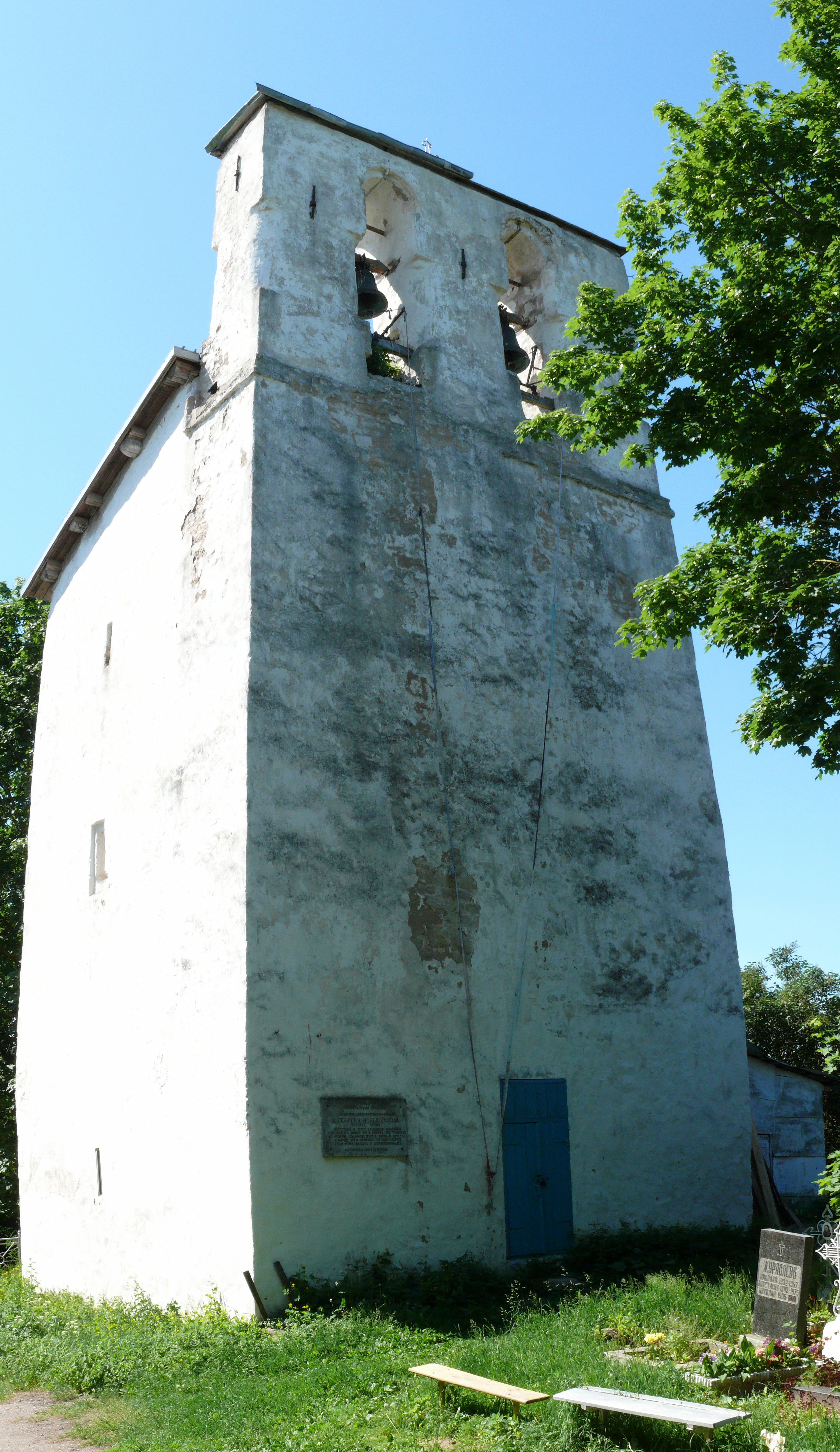
Сенно. Звонница

### Печоры
- Псково-Печерский монастырь

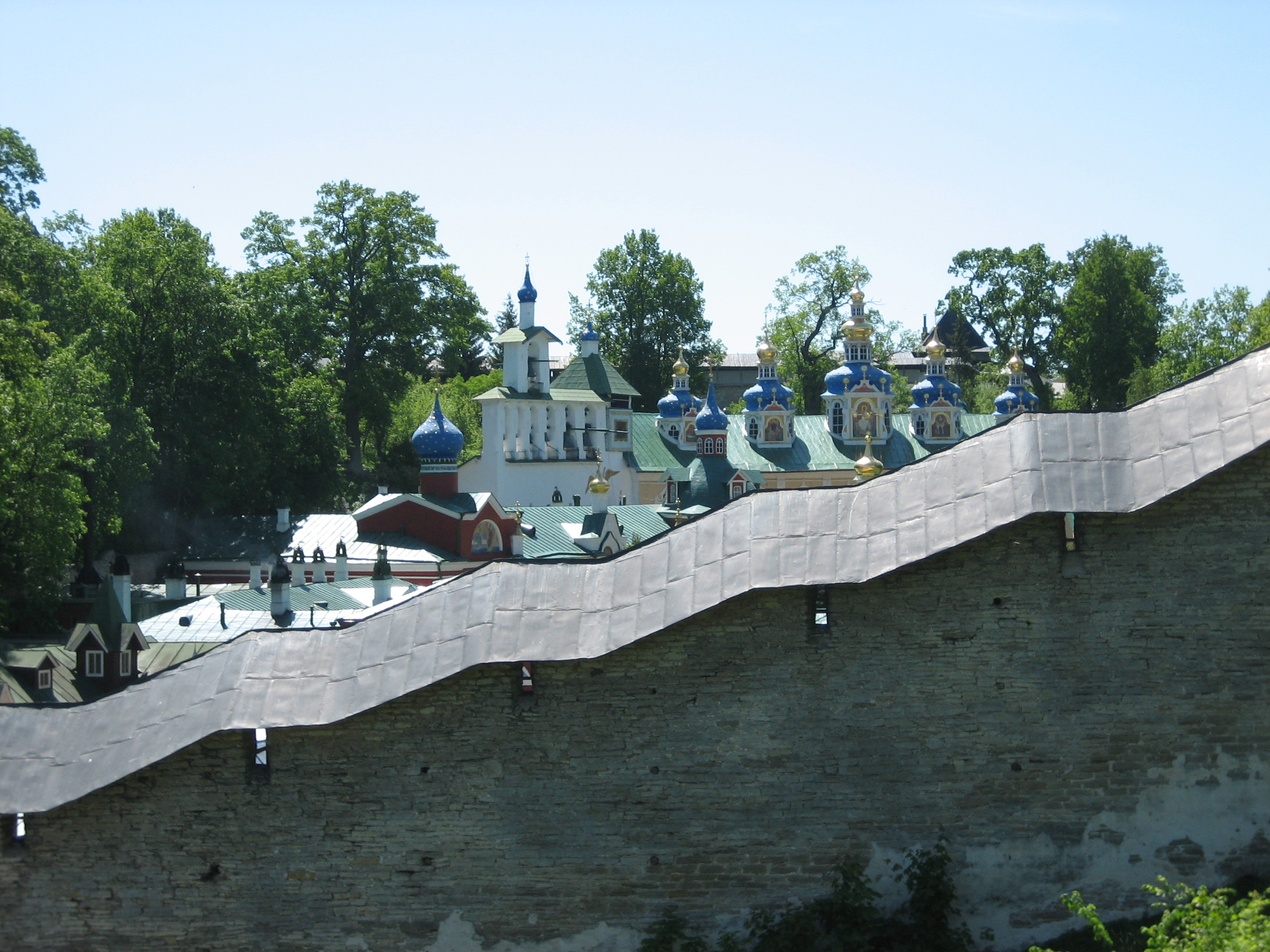
Псково-Печерский монастырь
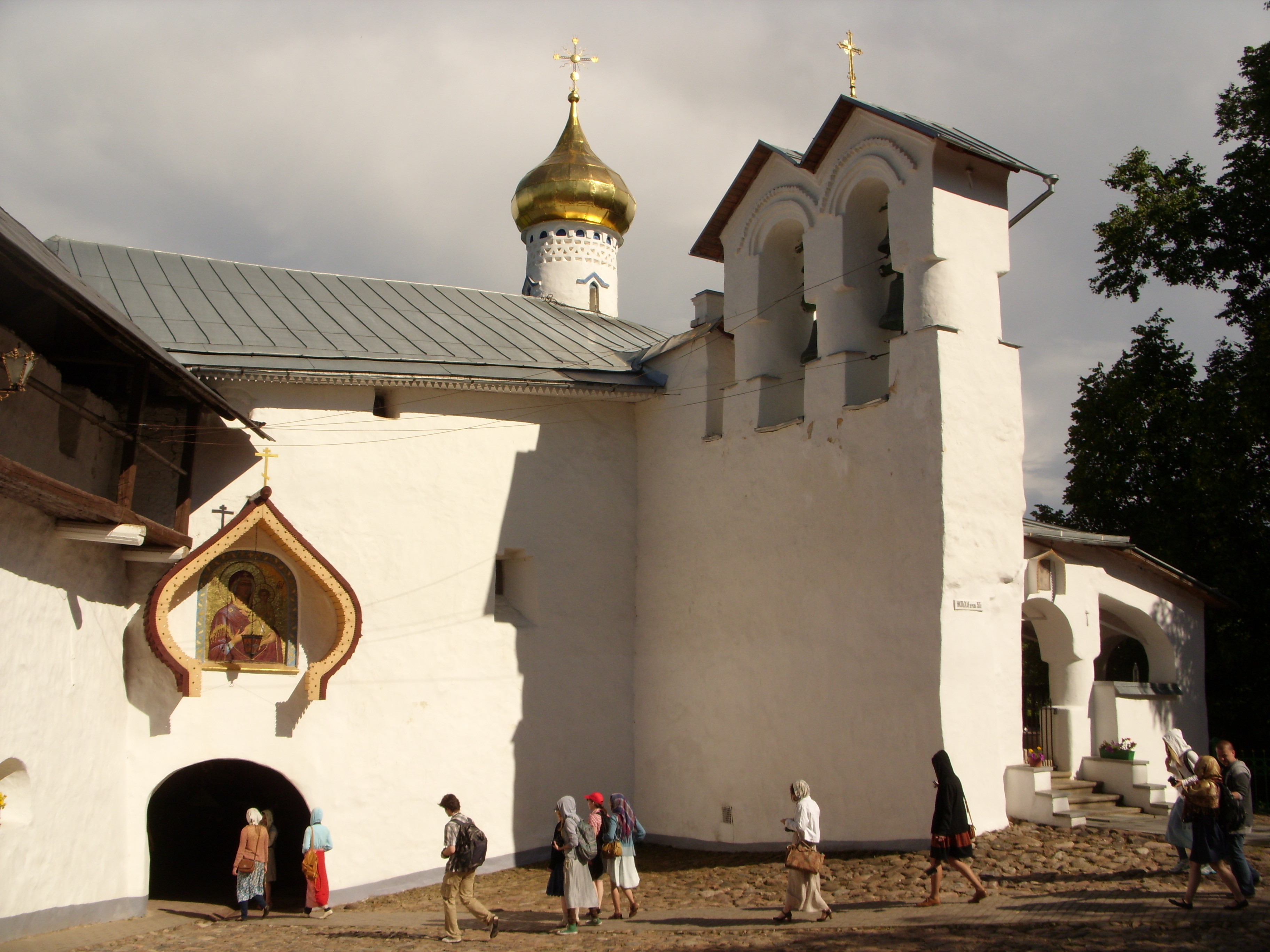
Церковь Николы Чудотворца
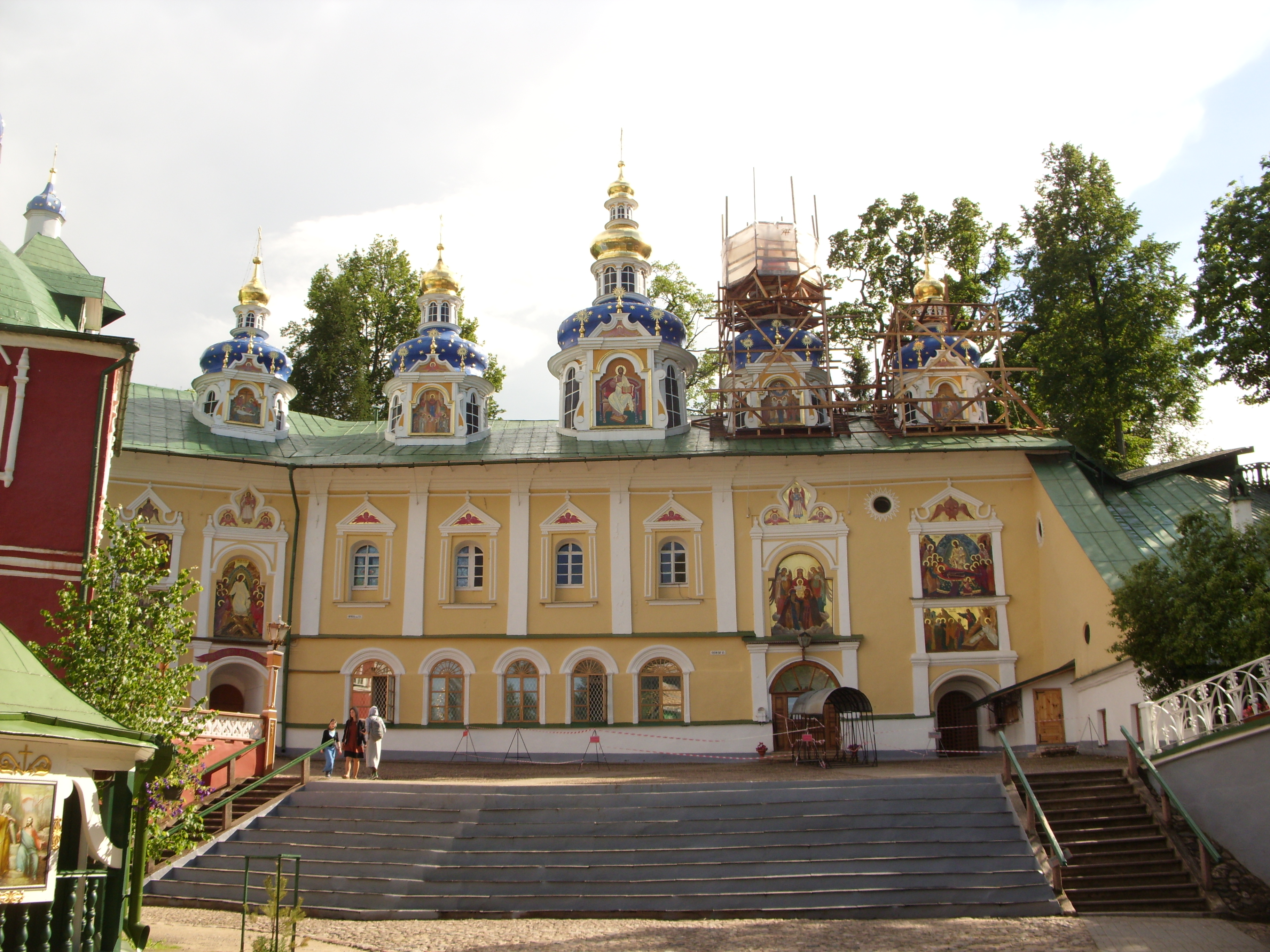
Успенский собор
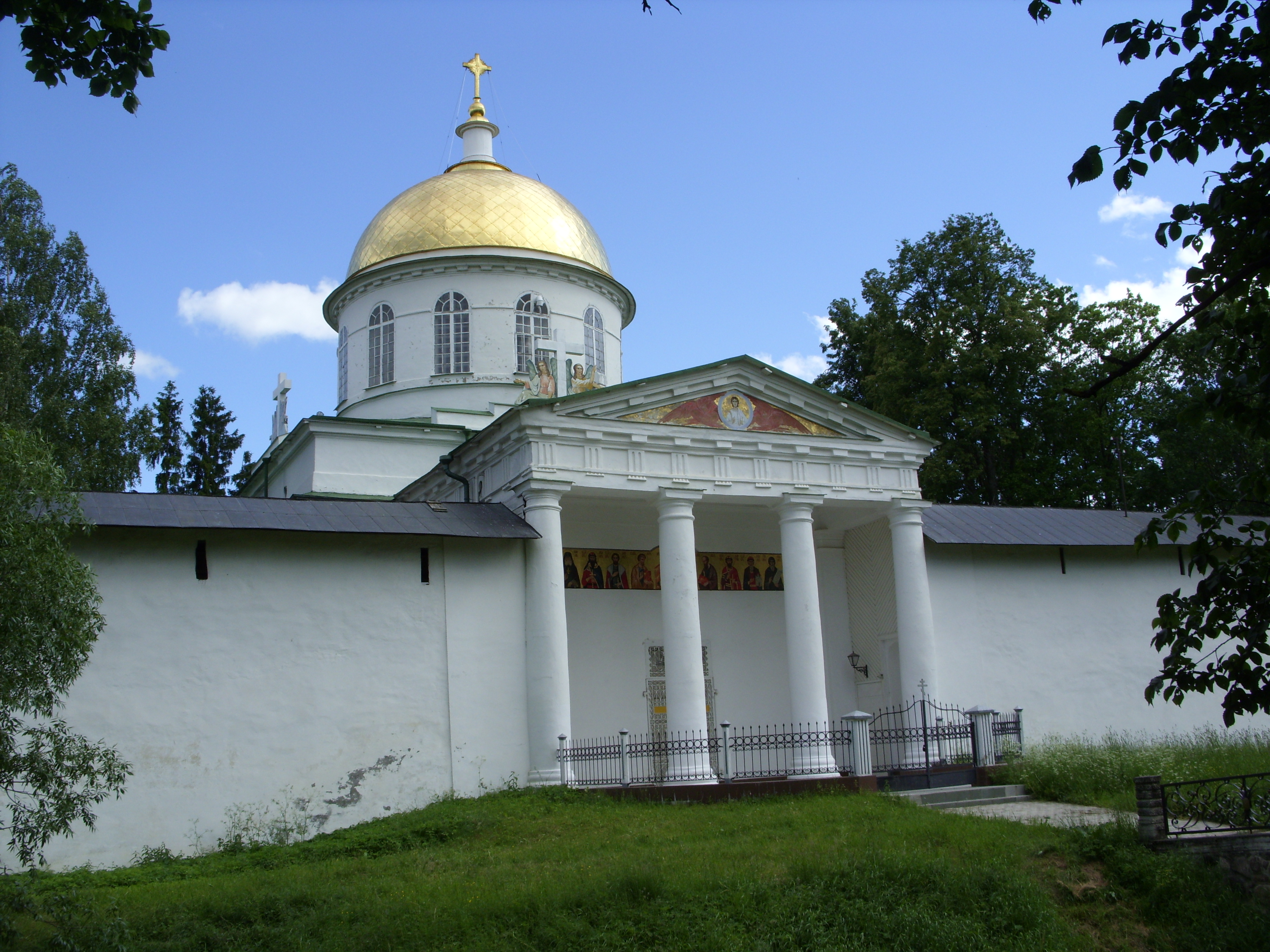
Собор Михаила Архангела

- Церковь Варвары великомученицы (1833 г.; деревянная)
- Сорока мучеников Севастийских (1817 г., 1860 г.)
- Рождества Христова (2000-е гг.)

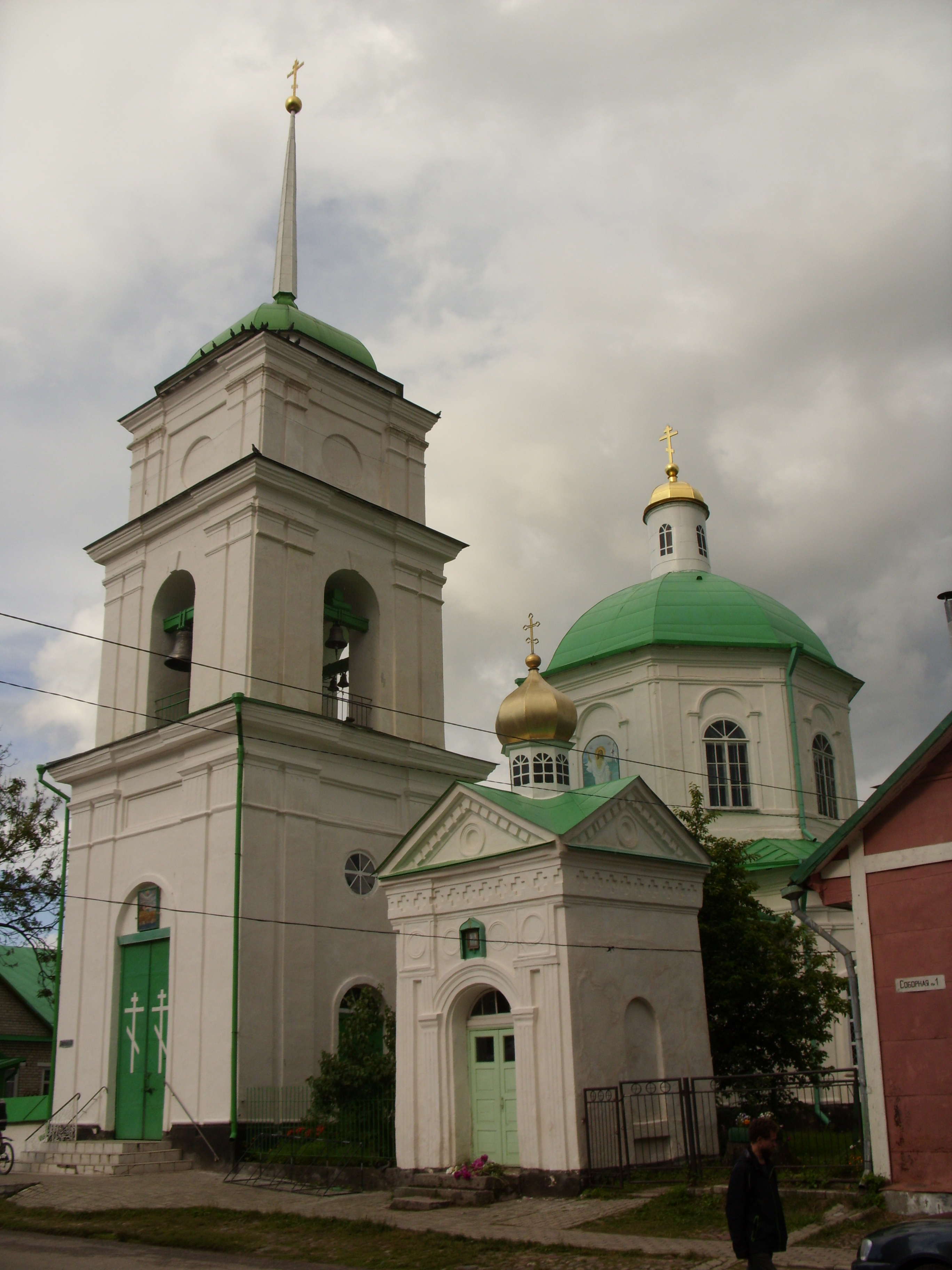
Сорока мучеников Севастийских
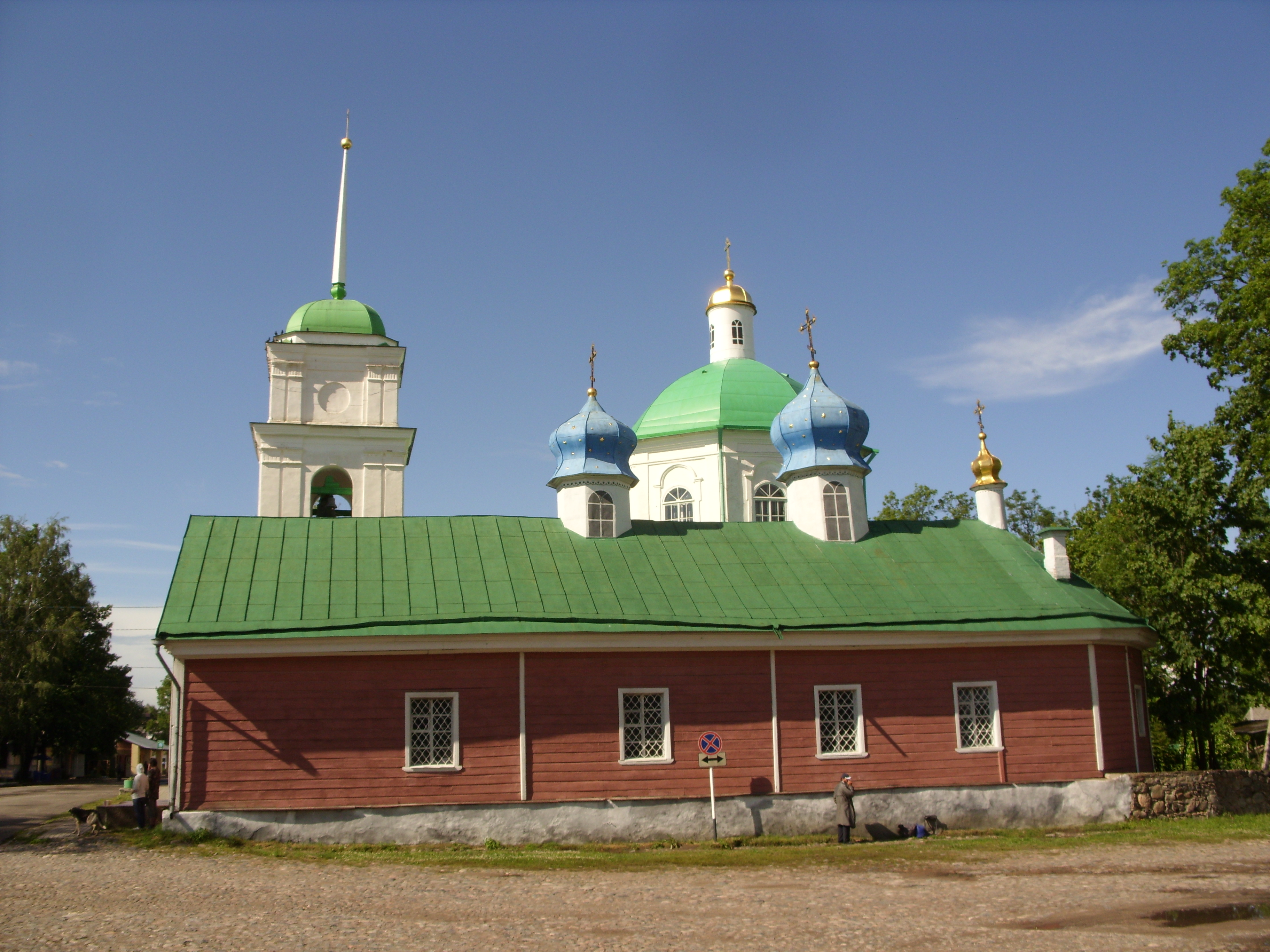
Св. Варвары

### Изборск

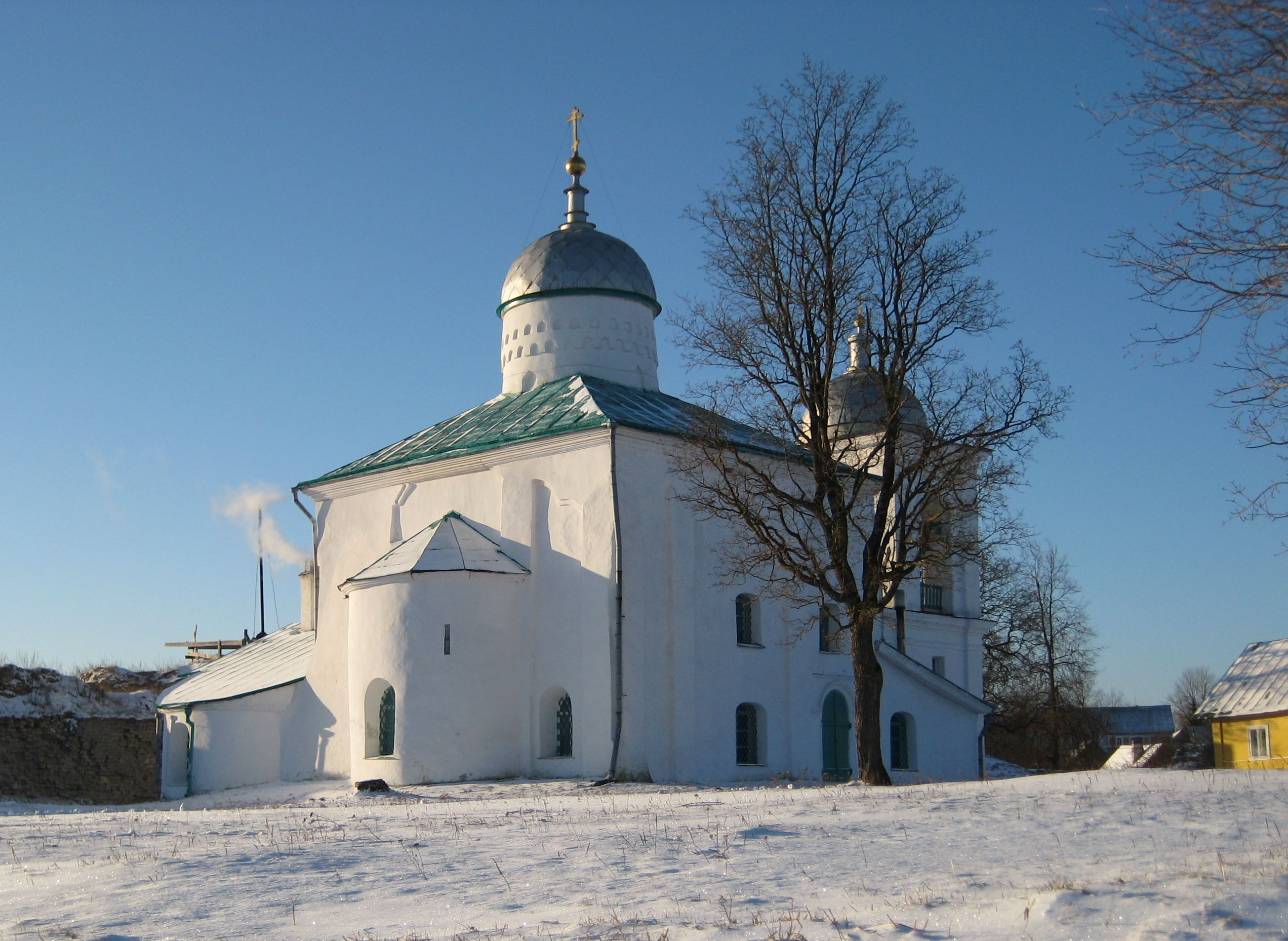
Никольский собор
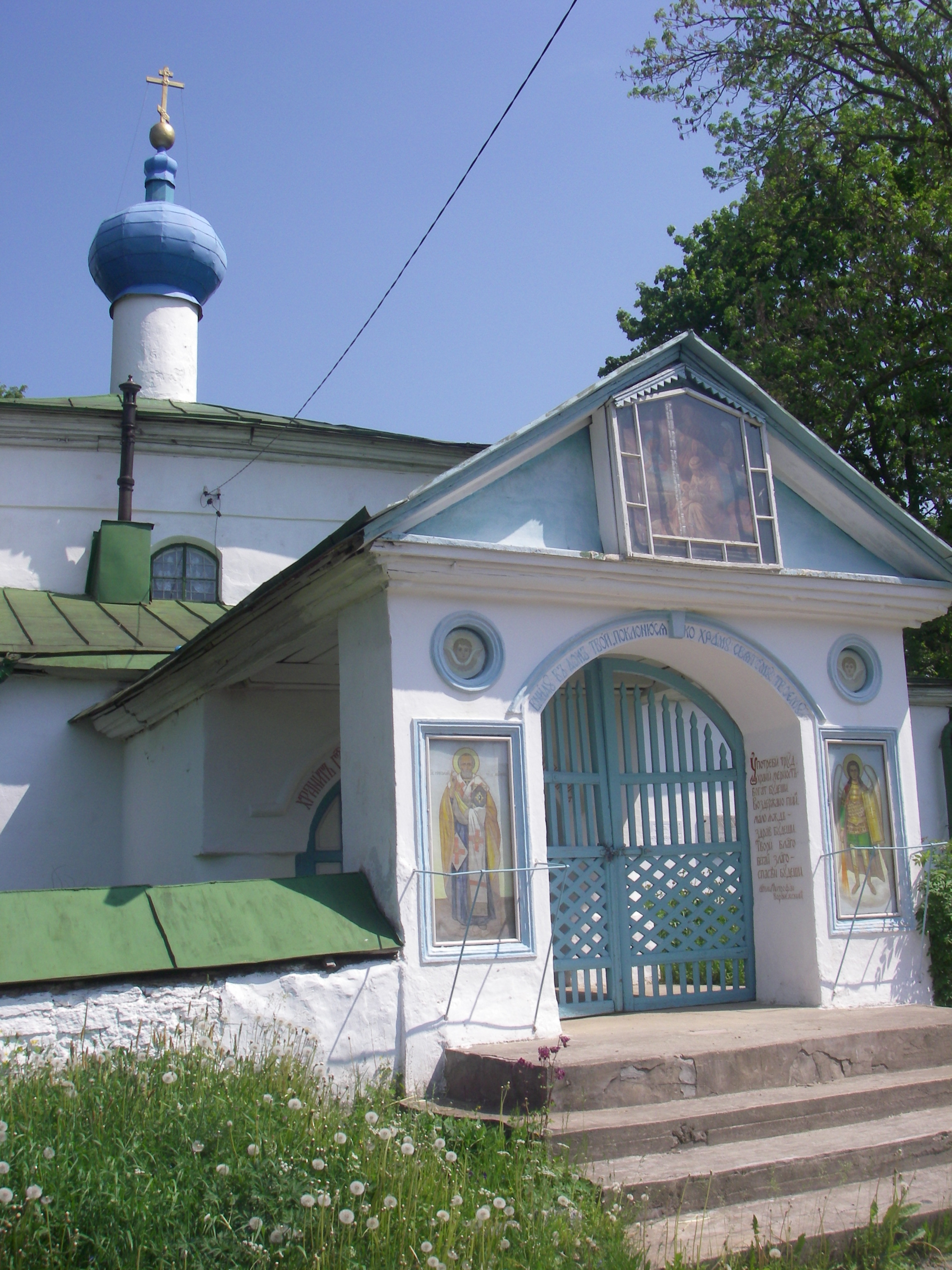
Рождества Богородицы
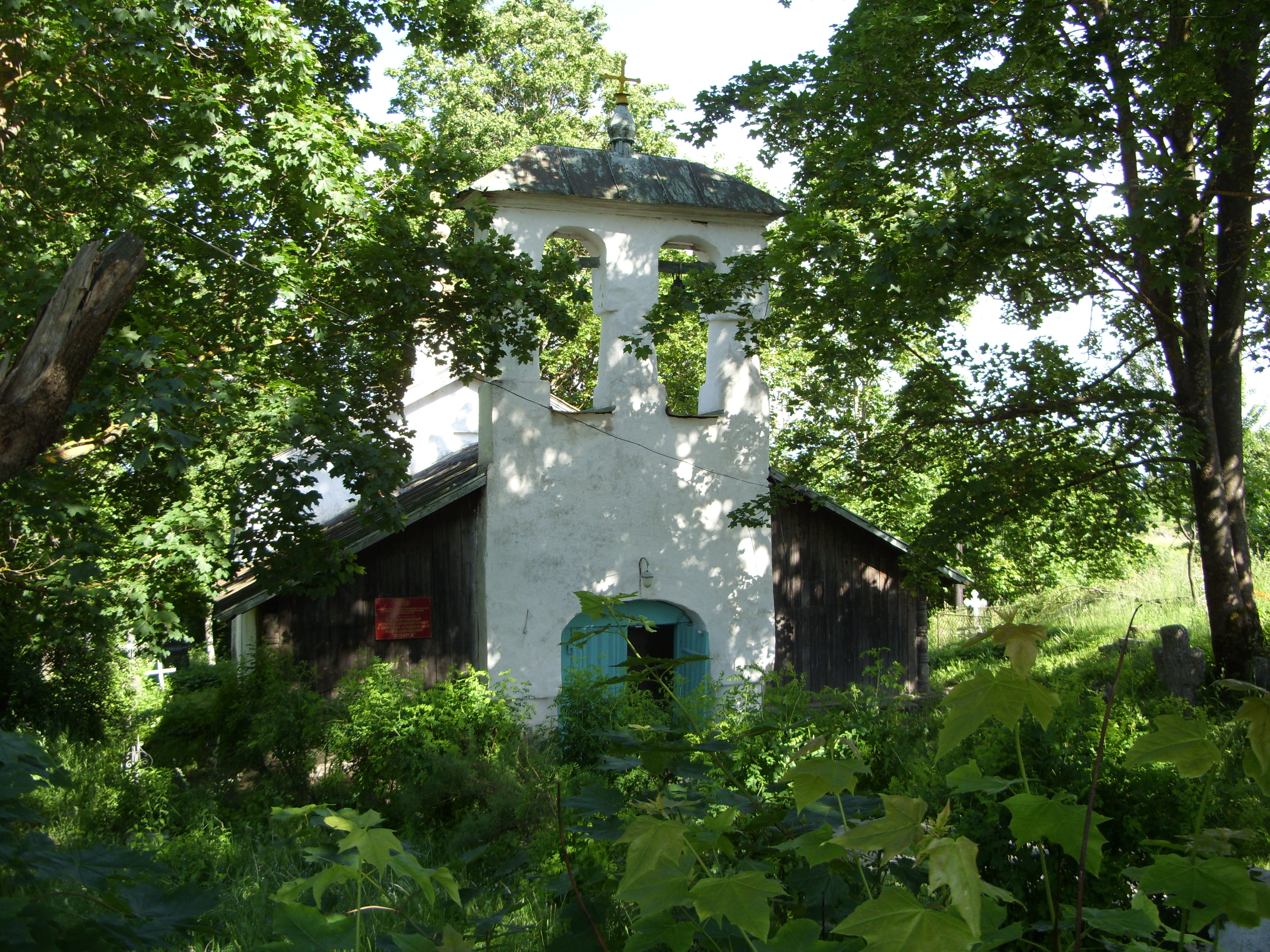
Церковь Сергия и Никандра
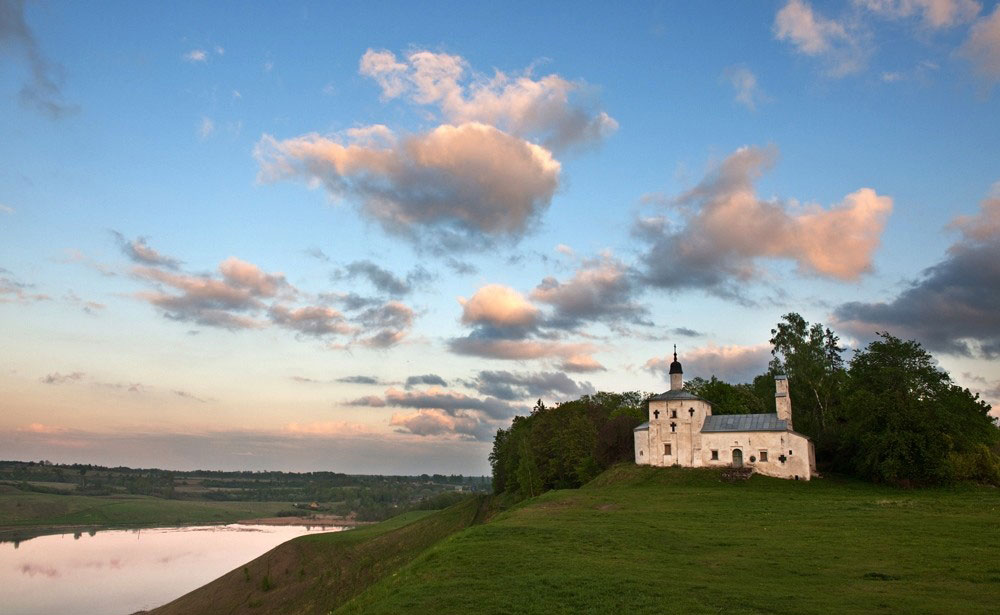
Церковь Николы на Городище

- Никольский собор в крепости
- Церковь Николы на Труворовом городище
- Сергия Радонежского и Никандра
- Рождества Богородицы

### Малы

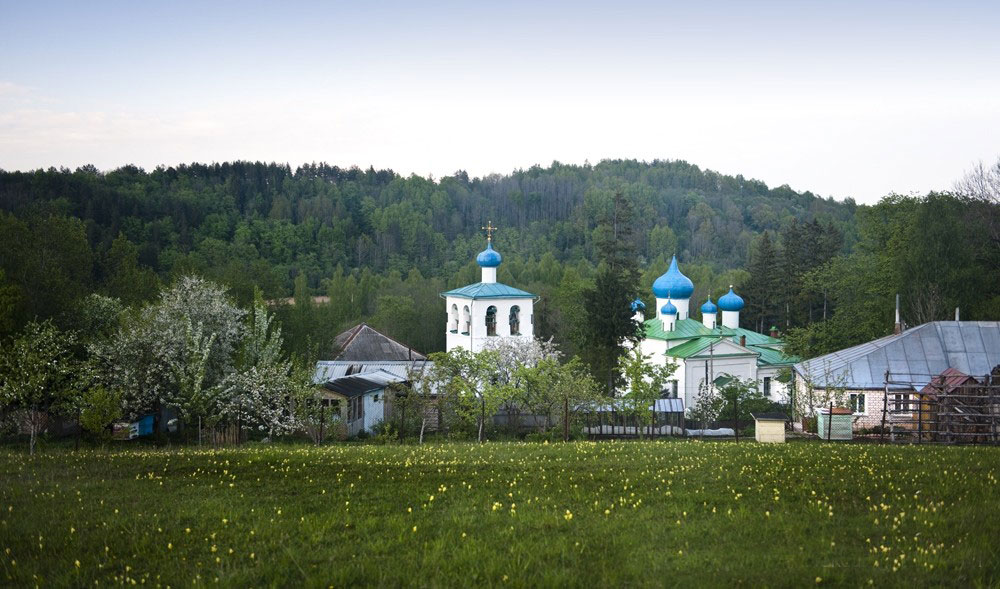
Мальский монастырь

- Собор Рождества Христова (кон. XV в.) бывшего Мальского монастыря.
- Колокольня и развалины трапезной церкви (XV в.).

## Плюсса. Плюсский район. Плюсское благочиние
- Игомель. Церковь Александра Свирского (деревянная), освящена 30 апреля 2010 г. Действующая.
- Заполье. Храм Георгия Победоносца (1845—1848 гг.). Действующая.
- Заянье. Церковь Николая Чудотворца (деревянная), построена между 1629 и 1646 гг.; 25 сентября 1699 г. освящён новый придел во имя Сергия Радонежского; 1 мая 1899 г., после реконструкции (подведён гранитный фундамент, стены обшиты тёсом, а главы — железом), храм был вновь освящён еп. Вениамином. Действующая. Настоятель о. Роман (Загребнев).
- Заянье. Церковь Николая Чудотворца (каменная), построена и освящена в 1865 г.; 24 сентября 1870 г. освящён придел во имя преподобного Стефана Нового, 24 сентября 1876 г. — придел во имя Сергия Радонежского. Недействующая.
- Ктины. Церковь Дмитрия Солунского (деревянная известна с 1571 г.; ныне существующая, каменная, освящена 8 мая 1871 г., в 1904-ок.1908 пристроена новая колокольня). Недействующая.
- Ляды. Церковь Вознесения Господня (2005—2006 гг.; деревянная). Действующая. Настоятель — иерей Александр (Тимофеев).
- Погорелово (Гагрино). Церковь Успения Богородицы. (1795 г.)
- Посолодино. Церковь Входа Господня в Иерусалим (1893—1901 гг.)

### Утраченные храмы
- Боброво. Троицкая церковь (1748 г.; сожжена немцами в 1944 г.)
- Нежадово. Имение Половцова В. В. Собор Покрова Воскресенско-Покровского женского монастыря (деревянный; 1912—1913 гг.; арх. Экскузович И. В.; разобран в 1958 г.)
- Плюсса. Церковь Николая Чудотворца на подворье Воскресенско-Покровского женского монастыря (деревянная; освящена 21 ноября 1915 г.)

## Порховский район. Порхов. Порховское благочиние
- Александрово. Церковь Спасо-Преображенская. (1791 г.). Разрушается.
- Бельское Устье. Храм Вознесения Господня в имении полковника А. О. Кожина (1796 г.).
- Верхний Мост. Церковь Николая Чудотворца. (1450 г.). Действующая.
- Волышово. Спасо-Преображенская церковь. (1813 г.) Разрушается.
- Горомулино. Церковь Вознесения Господня. (1796 г.) Действующая.
- Жаборы. Церковь Покрова Богородицы. Во имя Державной иконы Божией Матери. Действующая. (отец Серафим).
- Никандрова Свято-Благовещенская пустынь. Благовещенский собор (освящен 7 октября 2010 г.). Действующий[15].
- Никандрова Свято-Благовещенская пустынь. Церковь иконы Божией Матери «Взыскание погибших» (деревянная). Действующая.
- Никандрова Свято-Благовещенская пустынь. Церковь Царственных мучеников (деревянная). Действующая.
- Опоки. Церковь Благовещения. (1772 г.). Действующая.
- Павы. Церковь Покрова Богородицы. (1766 г.). Действующая.
- Подоклинье. Церковь Богоявления Господня. (1861 г.). Действующая.
- Славковичи. Церковь Успения Богородицы. (1811 г.) Действующая.
- Слобода. Церковь Спаса Преображения упраздненного (в 1766 г.) Спасо-Великопустынского монастыря. Развалины на кладбище.
- Хохловы горки. Церковь Иконы Грузинской Богоматери (1895 г.; деревянная)

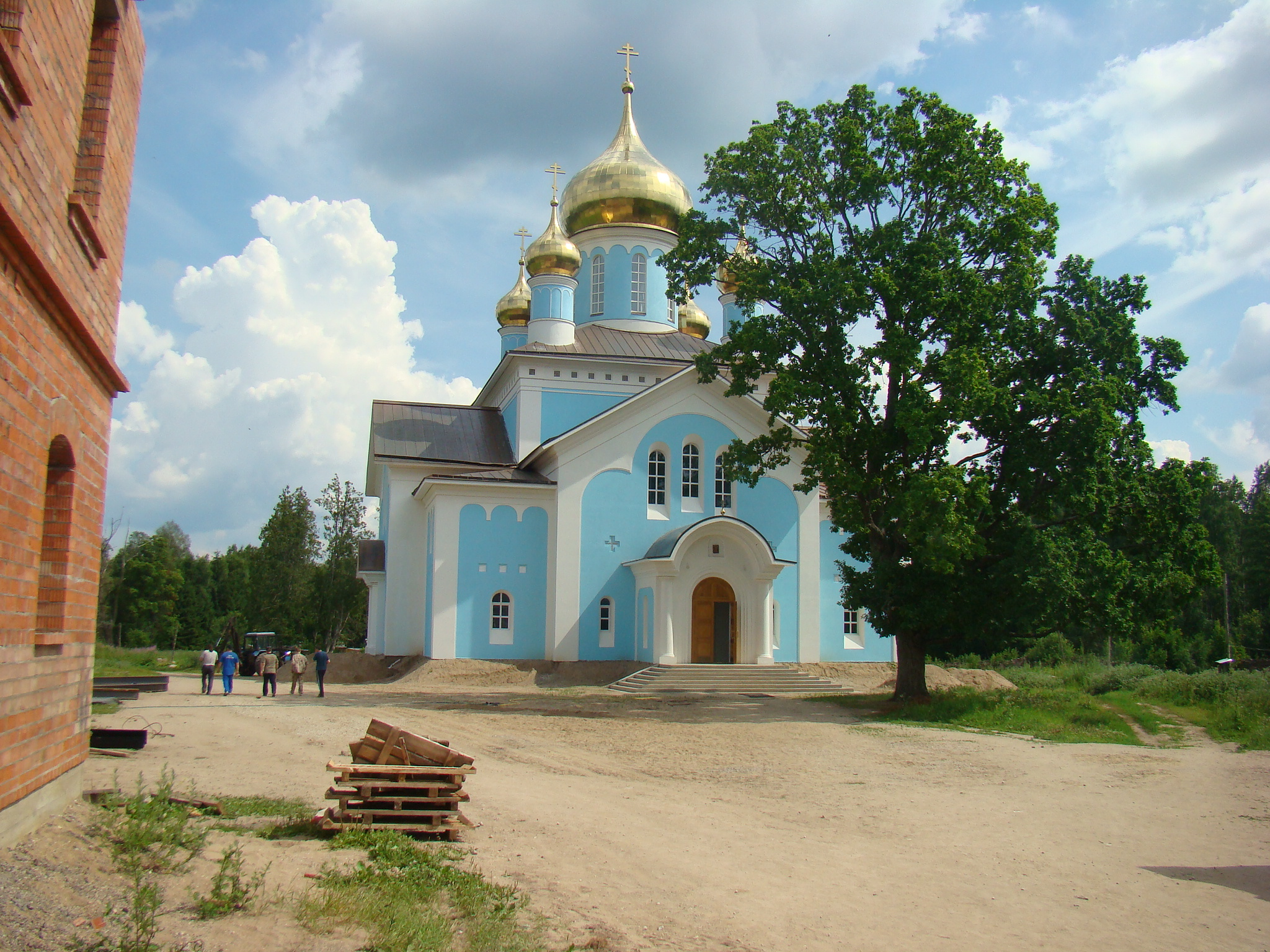
Никандрова пустынь. Благовещенский собор.
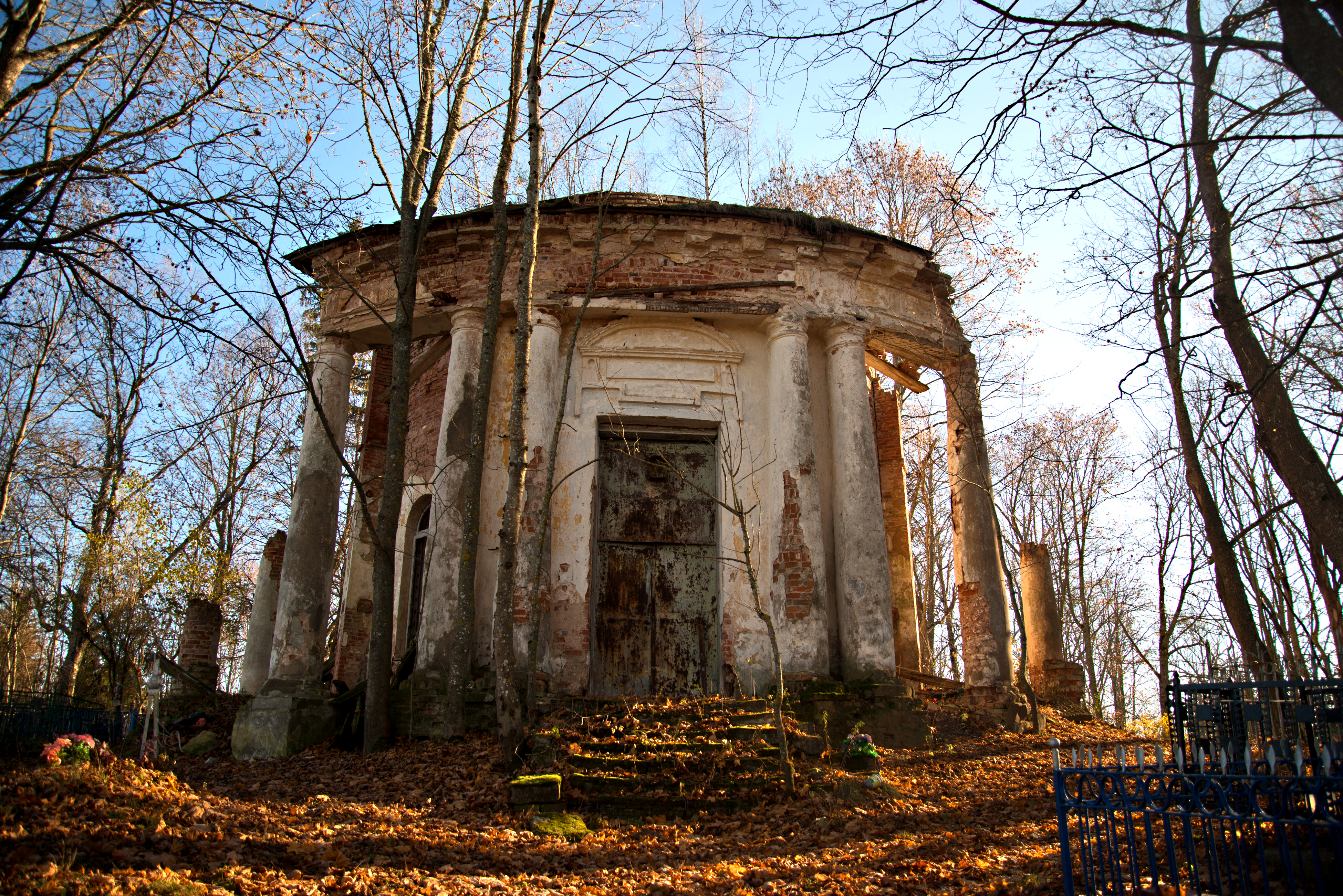
Александрово
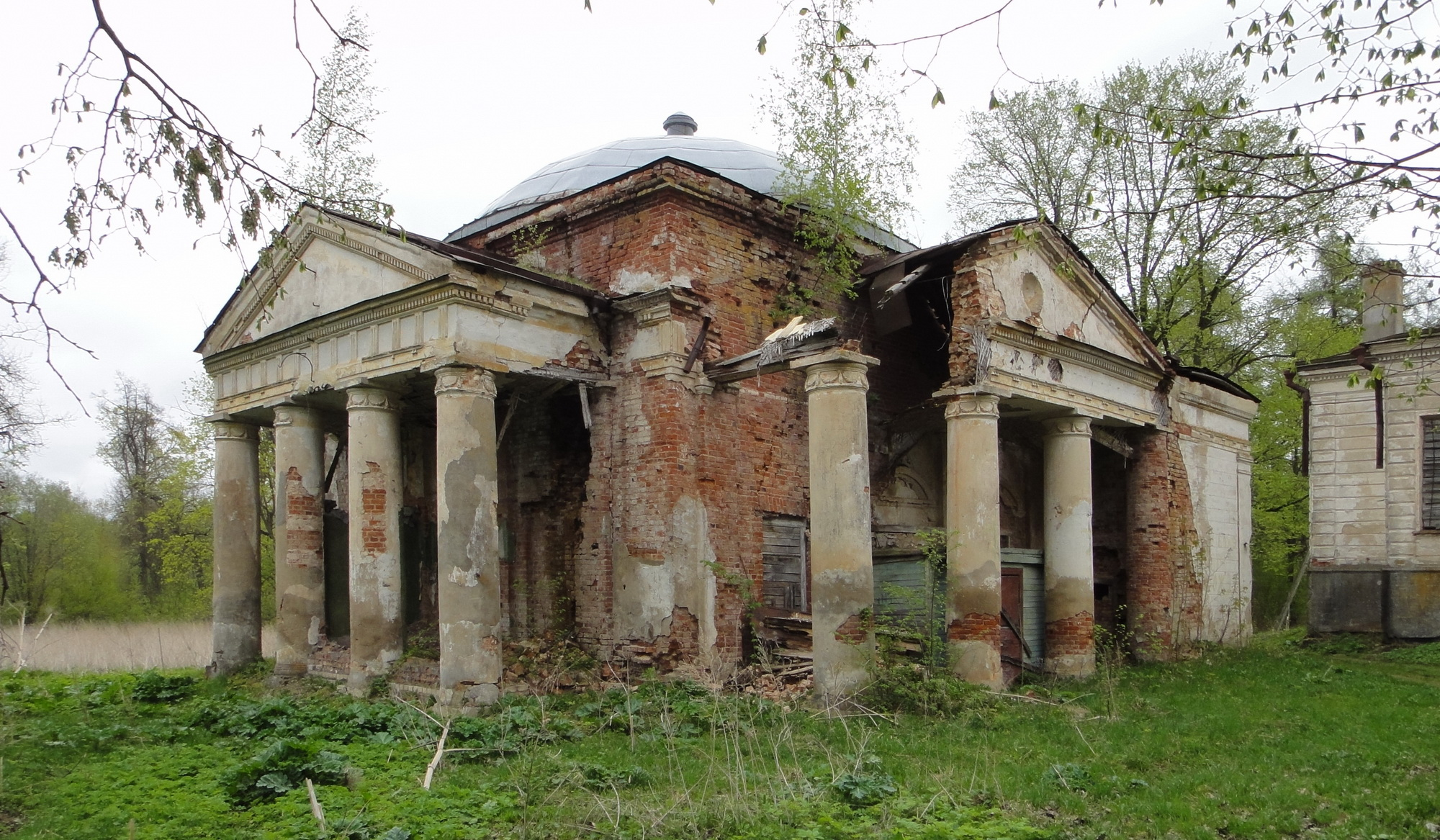
Волышово. Спасская церковь
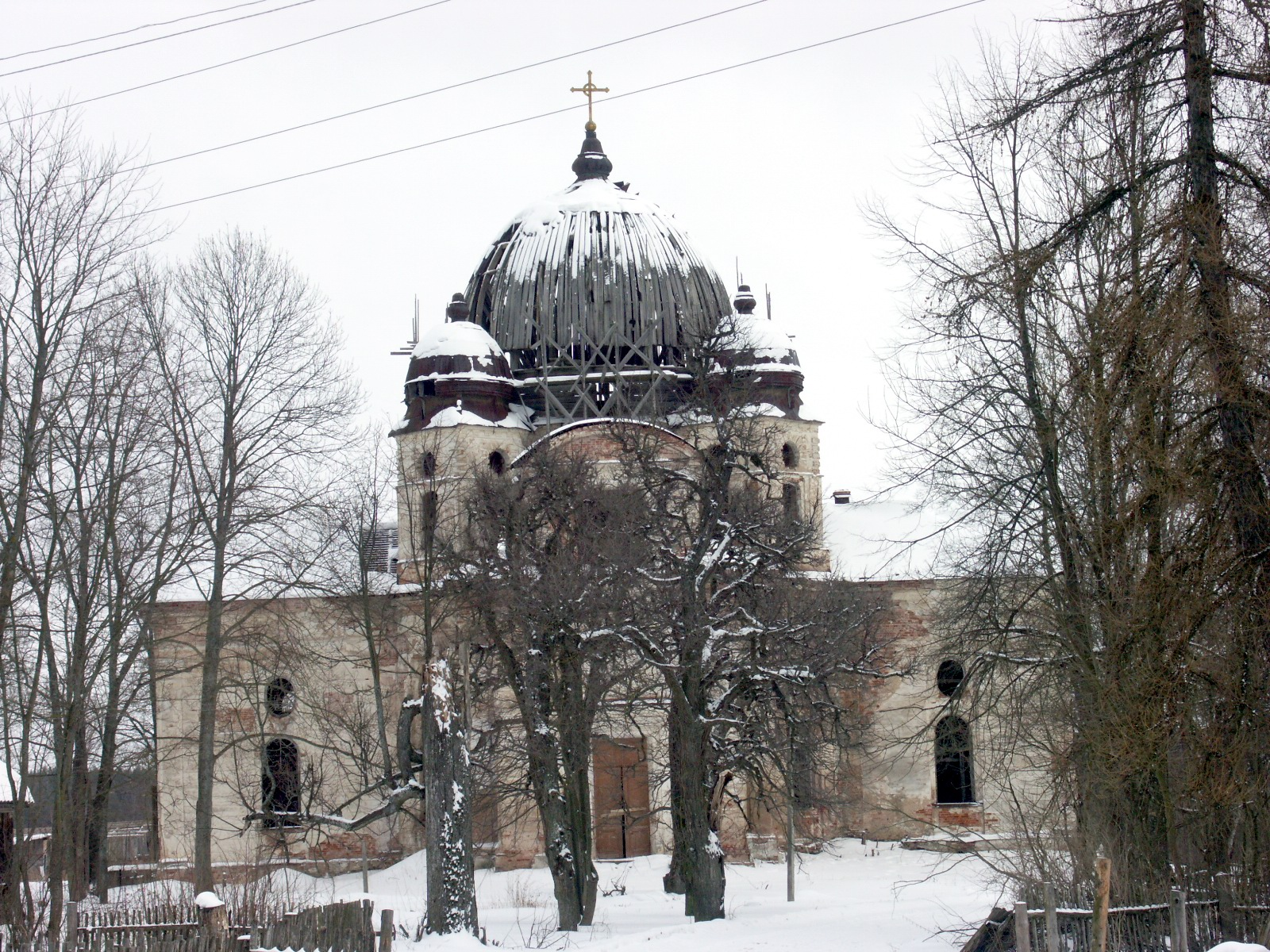
Бельское Устье
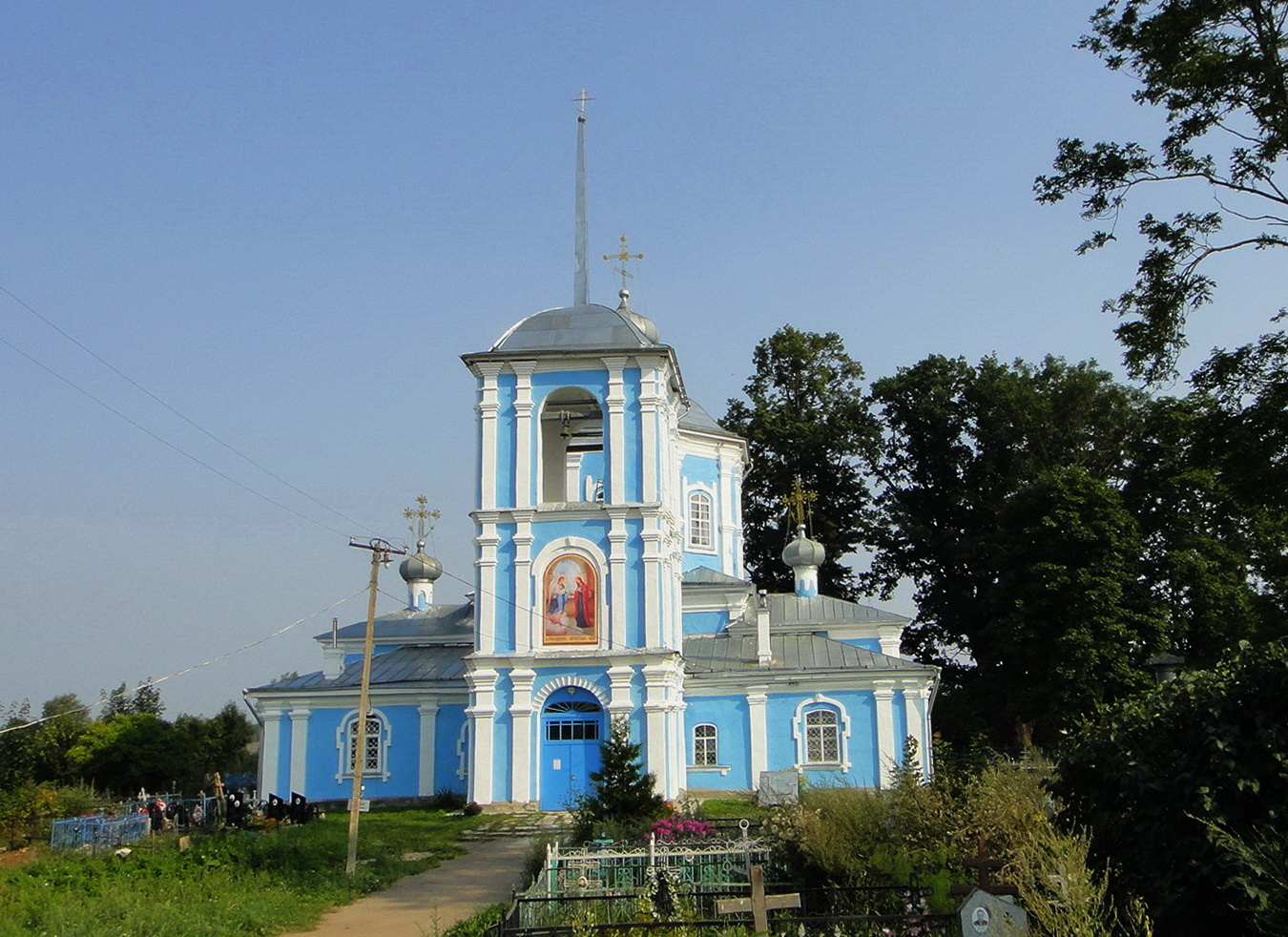
Опоки
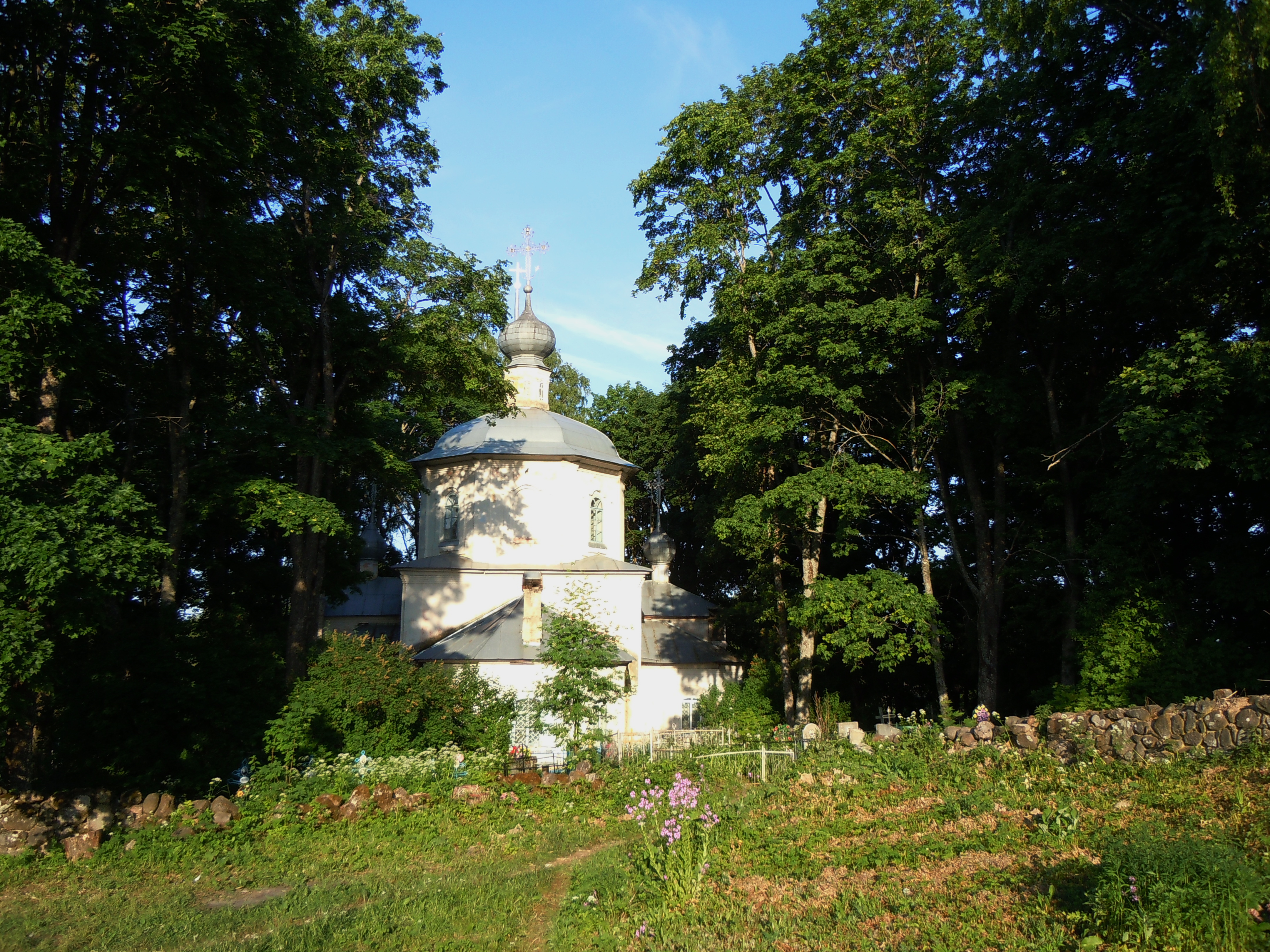
Павы. Храм Покрова Богородицы

### Порхов
- Николая Святителя в Порховской крепости (1412 г., перестроена в 1777 г.) Действующая.
- Иоанна Предтечи на кладбище. (1804 г.). Действующая.
- Спасо-Преображения (впервые упоминается в 1399 г.)
- Рождества Богородицы (1670 г.; до 1764 г. — храм Рождественского девичьего монастыря)

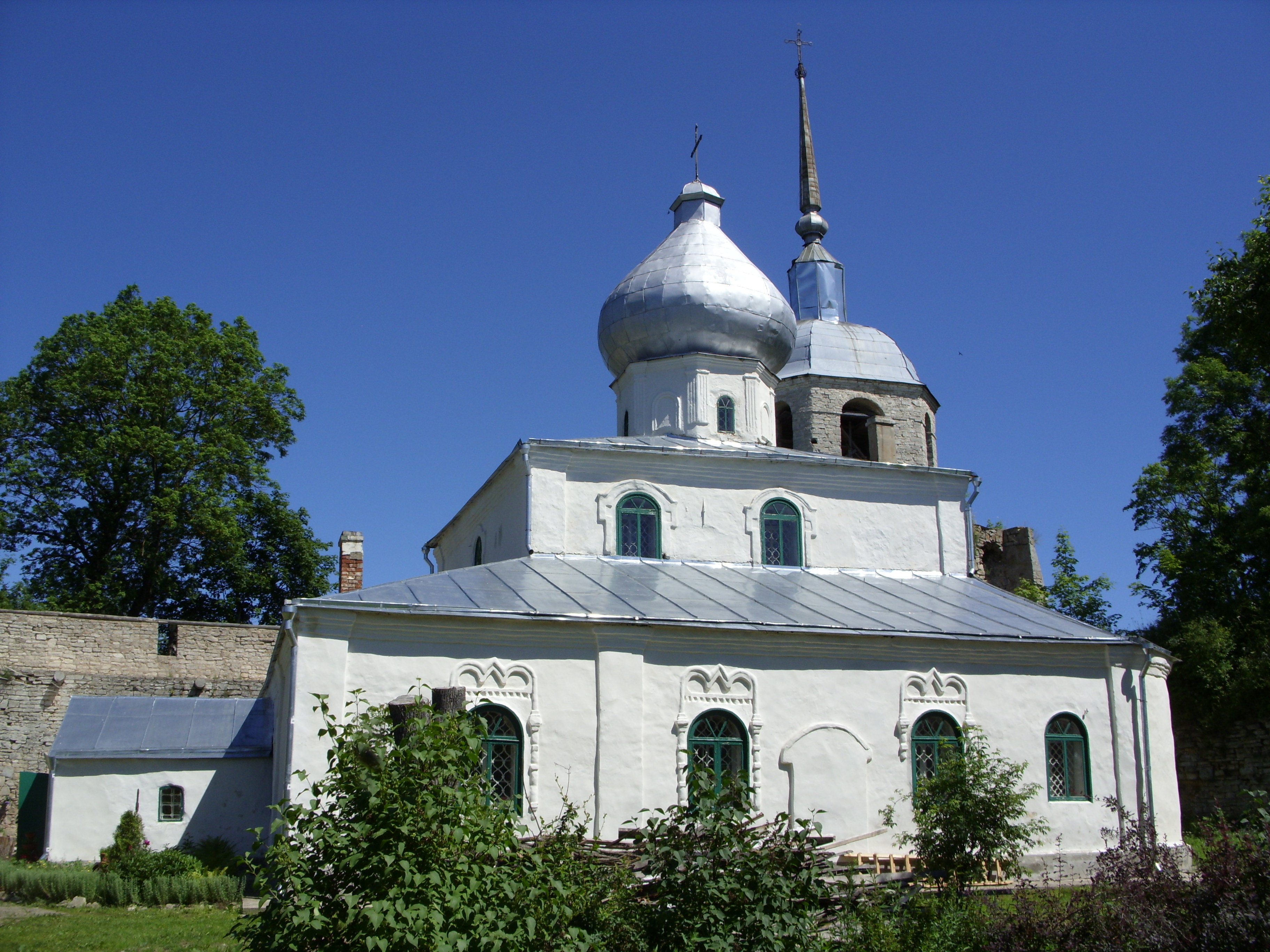
Никольская церковь в крепости
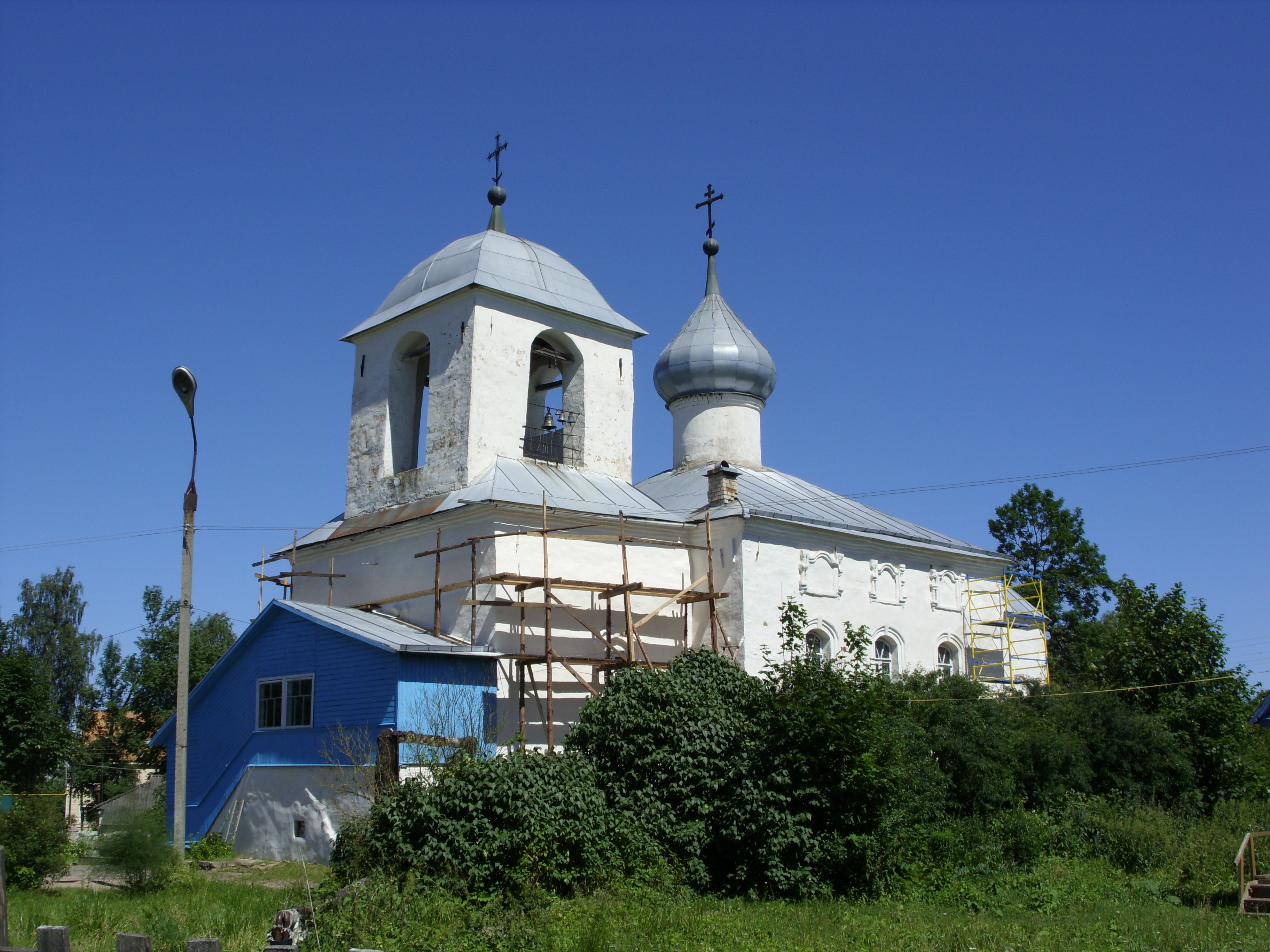
Спасо-Преображенская
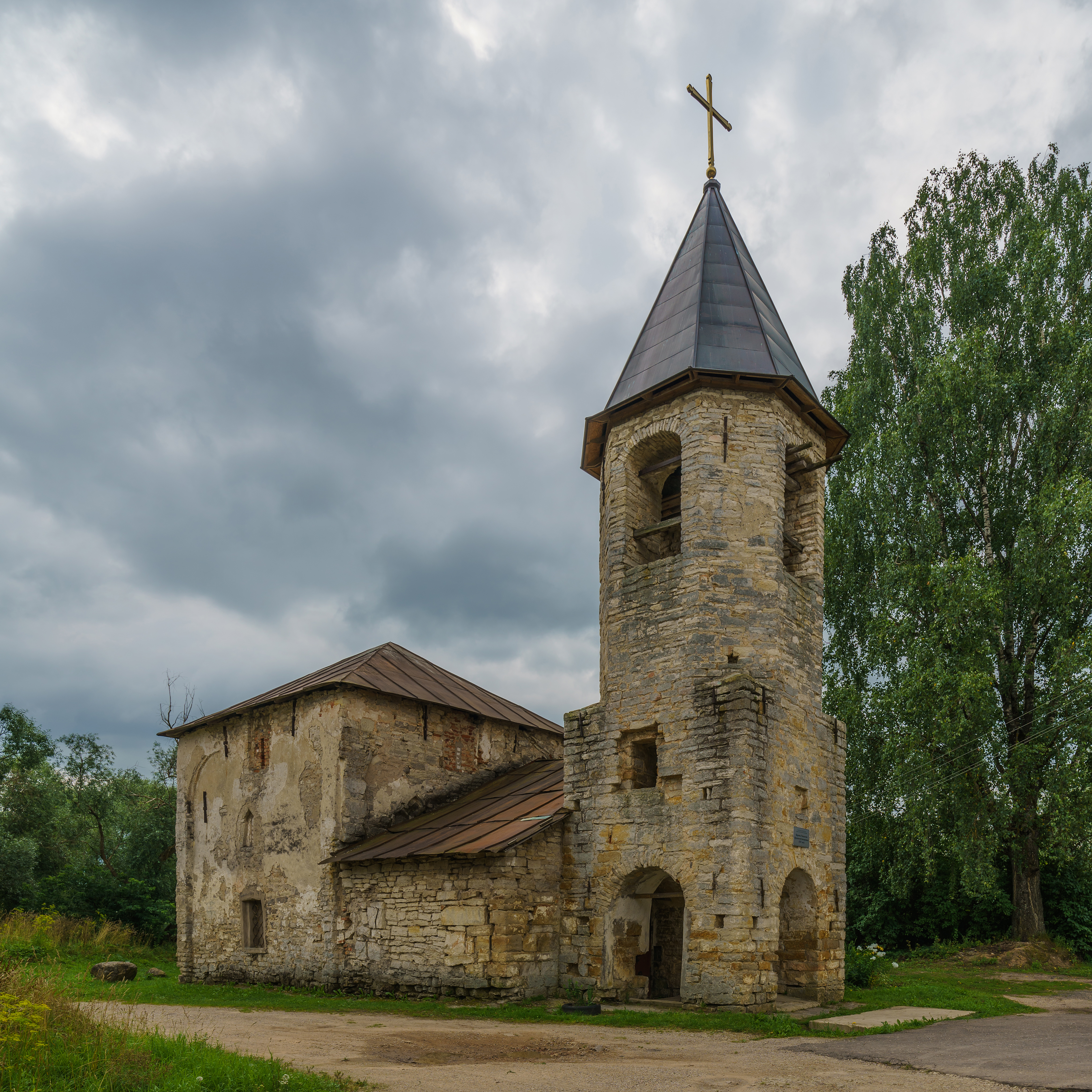
Рождества Богородицы
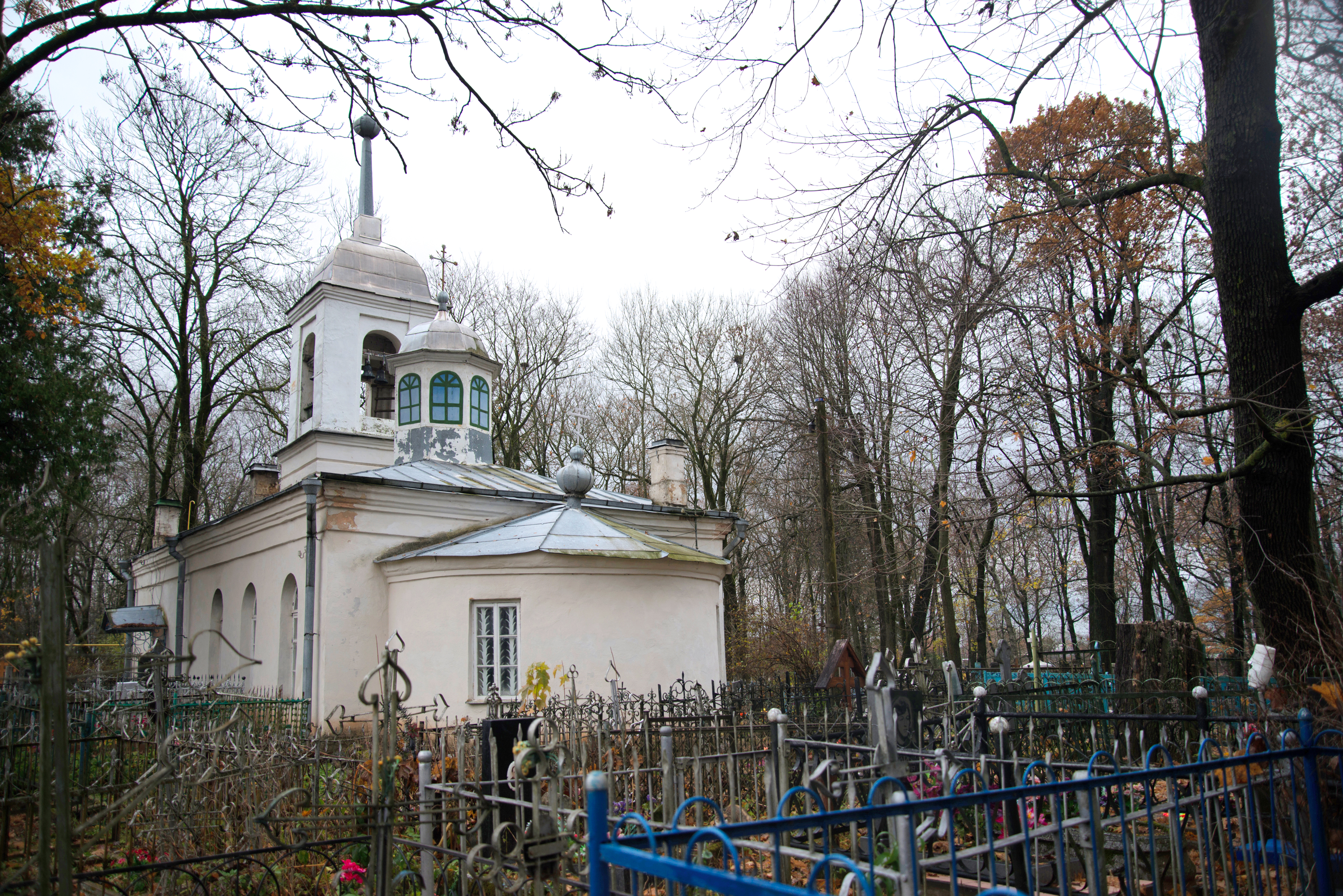
Церковь Рождества Иоанна Предтечи

### Утраченные храмы

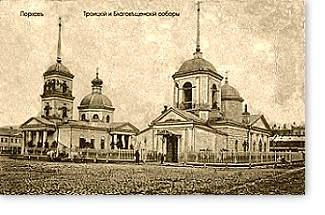
Порхов. Соборы Троицы и Благовещения
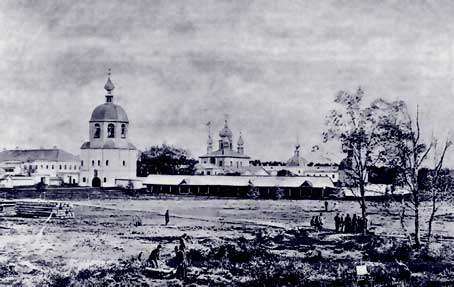
Никандрова пустынь

- Порхов. Благовещенский собор. (1780-е гг.; тёплый; разобран в 1960-х гг.)
- Порхов. Собор Троицы Живоначальной на Соборной пл. (построен 1782—1786 гг.; закрыт не позже 1930 г.; снесен в 1960-х гг.) В декабре 2011 г. в память о храмах освящена кованная часовня[16].
- Порхов. Церковь Покрова Богородицы (1880 г.; построена на средства В. Г. Жукова; снесена)

## Пустошкинский район. Невельское благочиние

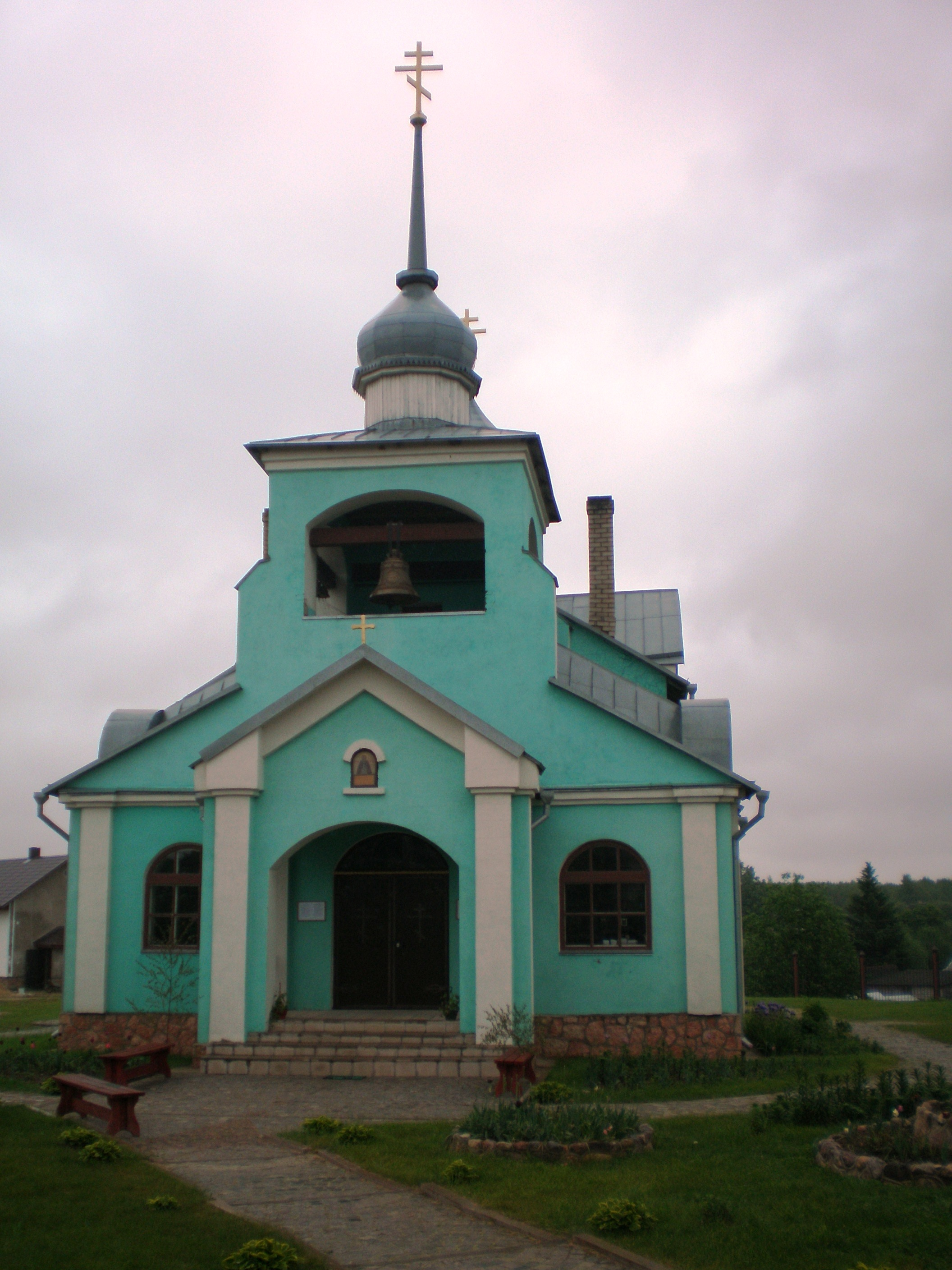
Пустошка

## Пушкиногорский район. Святые горы. Островское благочиние
- Святогорский монастырь. Действующий (с 2007 г.) мужской.
- Велье. Церковь Воздвижения Креста Господня (1763 г.)
- Воронич, городище близ села Тригорское. Церковь Георгия Победоносца (деревянная; 1764 г.; сгорела в начале XX в.; воссоздана в 2004—2005 гг.)
- Поляне. Церковь Покрова Богородицы. (1767 г.)

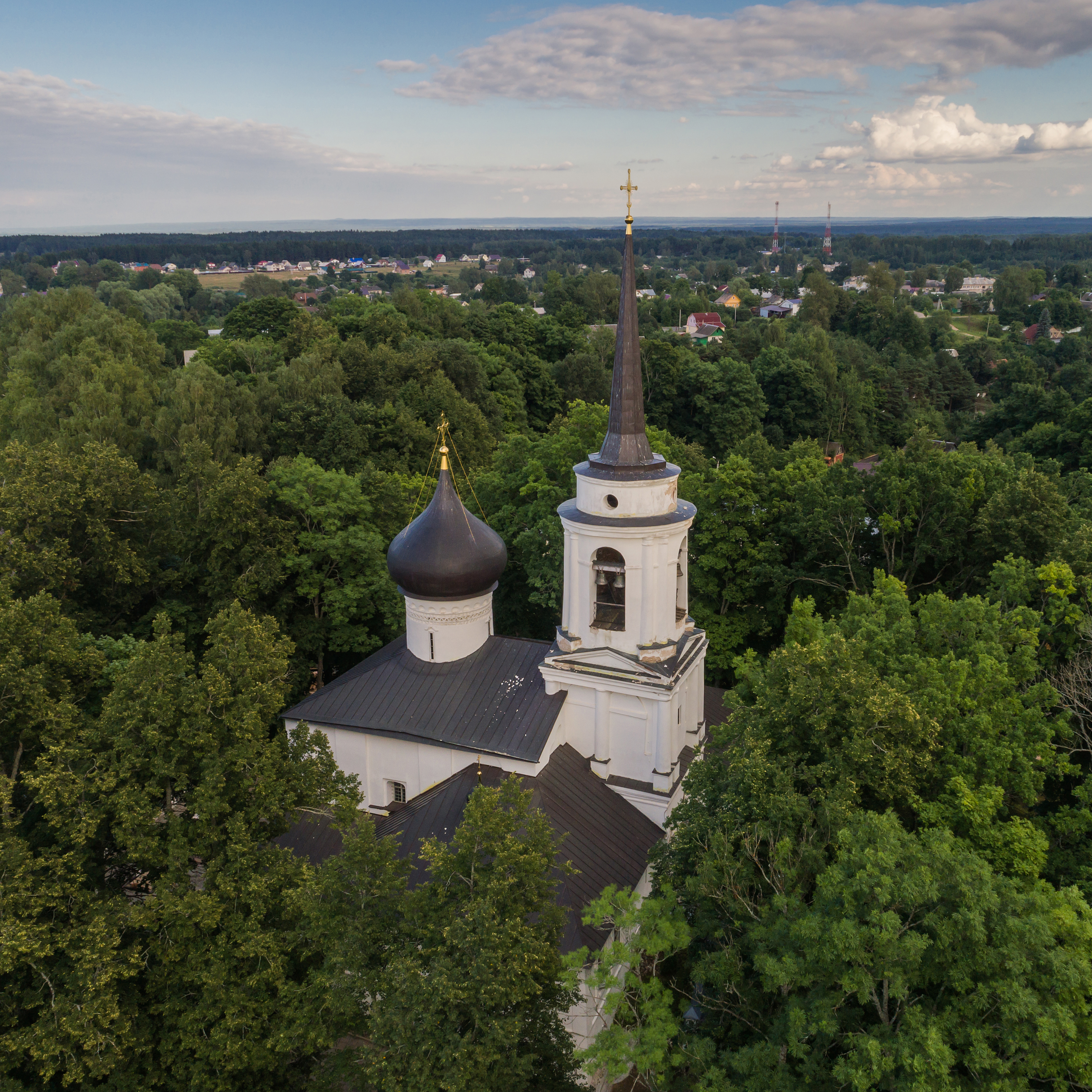
Святогорский монастырь
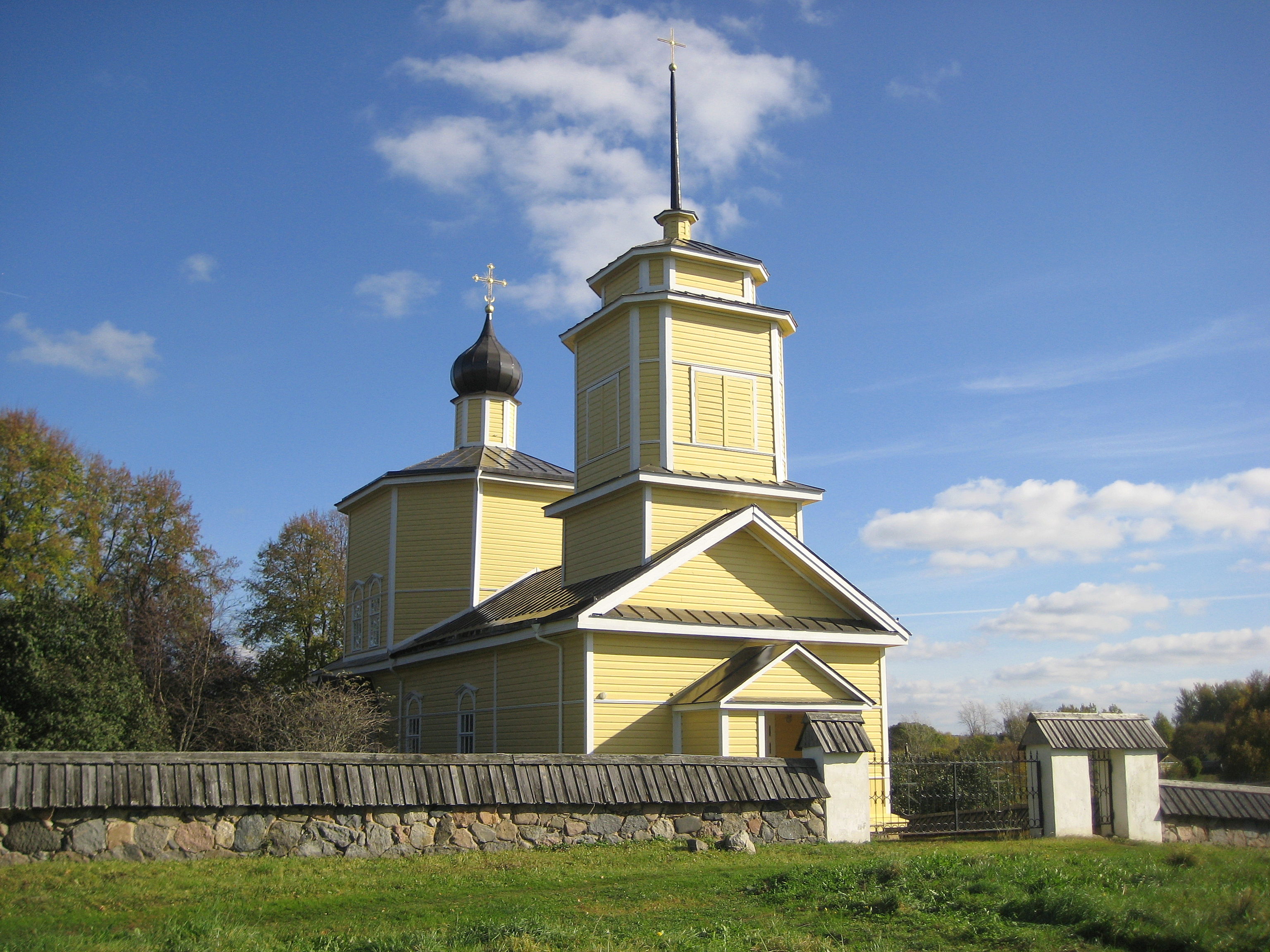
Городище Воронич

## Пыталовский район. Пыталовское благочиние
- Анциферово. Вознесения Господня (1843 г.)
- Вышгородок. Бориса и Глеба (1890 г.)
- Грешина Гора. Троицы Живоначальной (деревянная, 1920—1930 гг.; арх. Шервинский В. М.)
- Зобки. Церковь Николая Чудотворца (1922 г.; деревянная). Действующая. Настоятель — отец Иоанн (Дубков).
- Коровск. Рождества Богородицы (деревянная, 1760 г.)
- Пустое Воскресение. Воскресения Христова. (1496 г.)
- Пыталово. Николая Чудотворца (деревянная, 1929—1931 гг.; арх. Шервинский В. М.) Действующая.

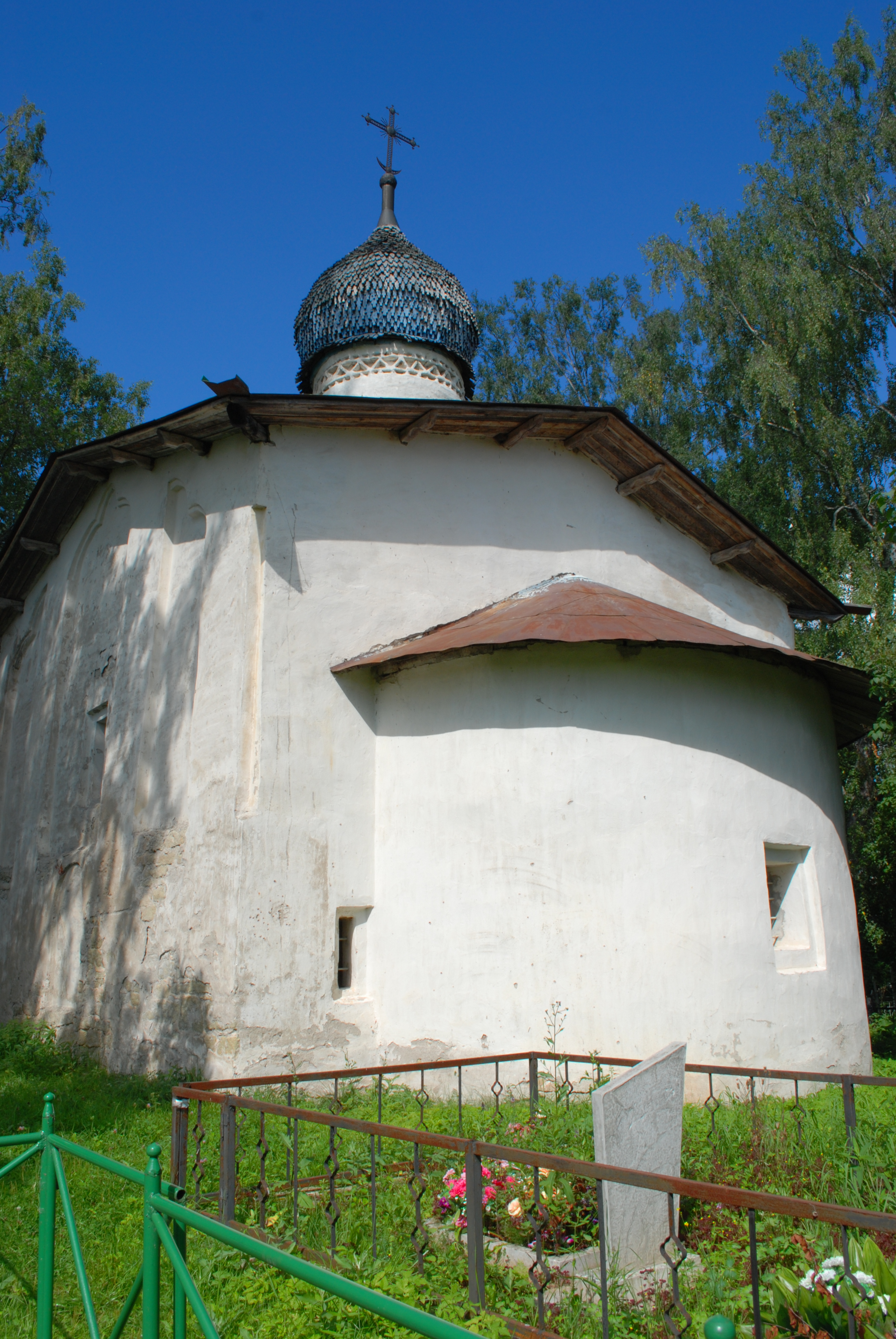
Пустое Воскресение

## Себежский район. Себеж. Невельское благочиние
- Зародище. Церковь Николая Чудотворца.
- Идрица. Церковь Тихвинской иконы Божией Матери (середина 2000-х гг.; деревянная).
- Идрица. Церковь Анастасии Узорешительницы в колонии (конец 1990-х — начало 2000-х гг.). Действующая.

### Себеж
- Церковь Троицы Живоначальной на Замковой горе. (1649 г.). Действующая.
- Колокольня утраченного собора Рождества Христова.

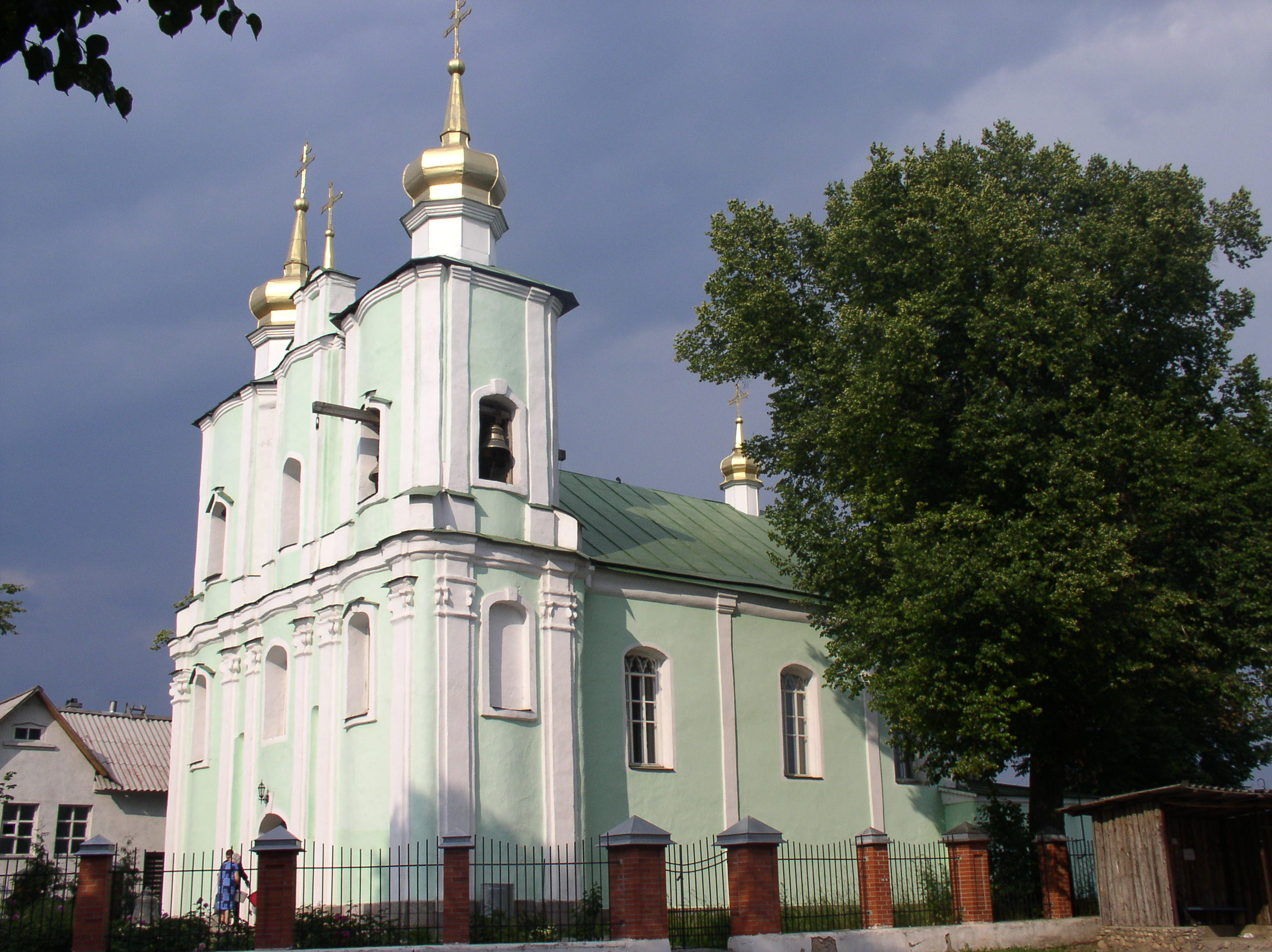
Троицкая церковь
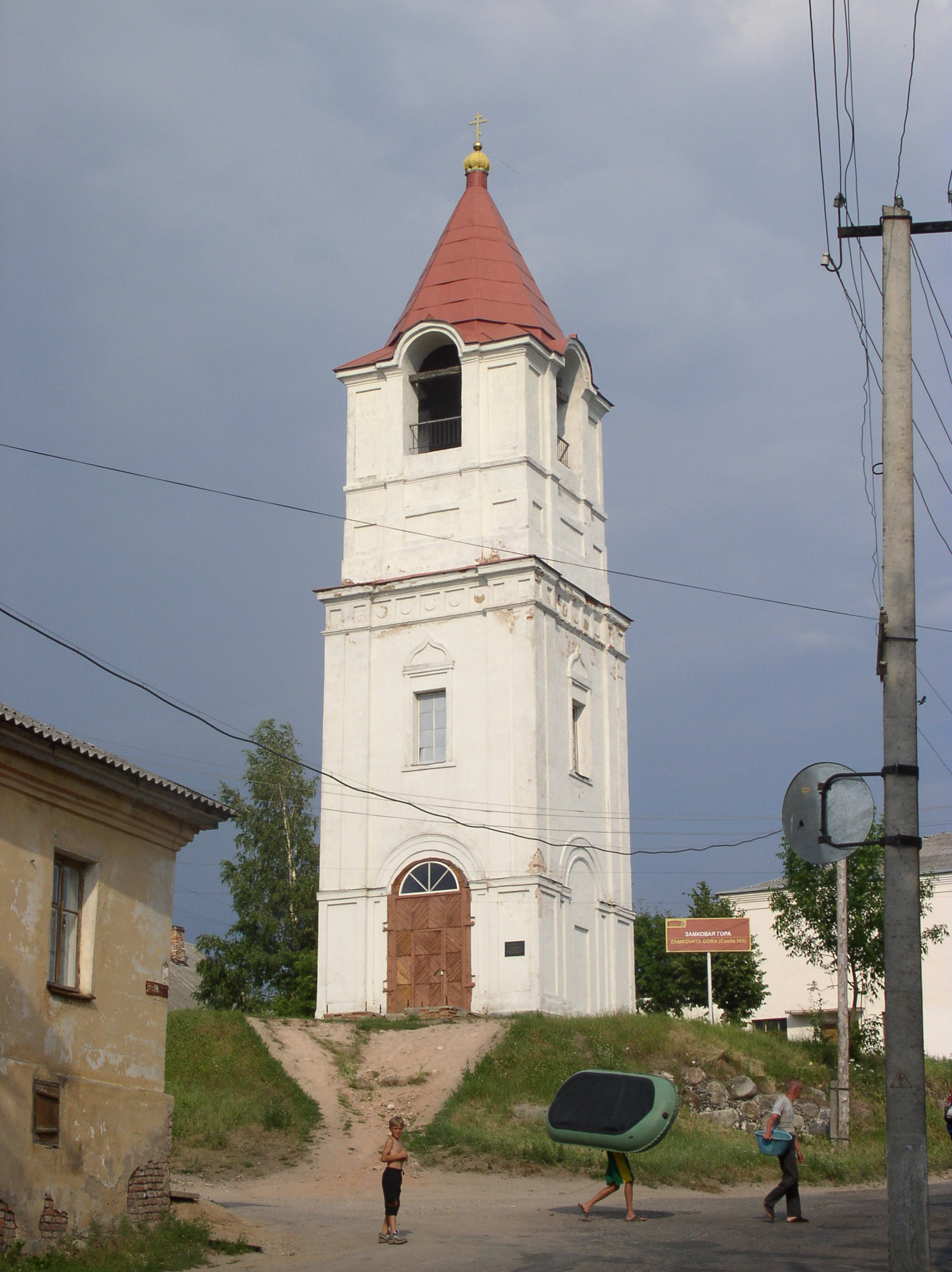
Колокольня Рождественского собора

## Стругокрасненский район. Струги Красные. Плюсское благочиние
- Струги Красные. Собор Георгия Победоносца (освящен 31 июля 2005 г.; арх. Савельева В. Н., Короткевич Л. И., Кожин Ю. В.) Действующий.
- Творожково. Свято-Троицкий Творожковский монастырь. Действующий (с 2000 г.) женский[17]. Настоятельница — матушка Варвара. Храм Святой Троицы (1875—1882 гг., 2007 г.)
- Фенёва Гора. деревянная.
- Феофилова Пустынь (до 2003 г. — Николаево). Церковь Успения Богородицы. Разрушается.

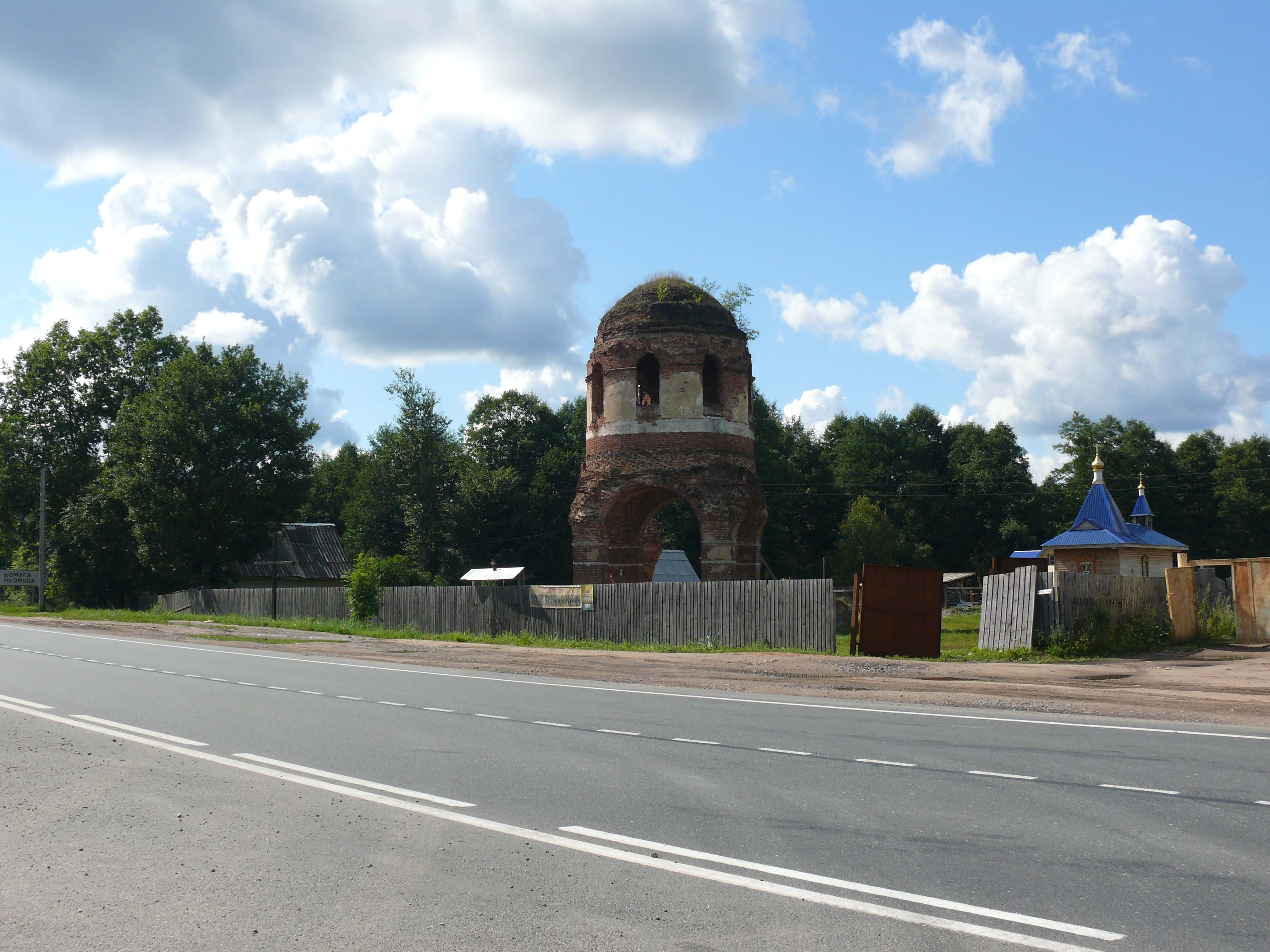
Феофилова пустынь